# 2016
| [ Edytuj tabelę ]                                                | |
| Prezydent Polski                                                 | - 2015 Andrzej Duda 2025 |
| Premier Polski                                                   | - 2015 Beata Szydło 2017 |
| Prezydent Abchazji                                               | - 2014 Raul Chadżymba 2020 |
| Premier Abchazji                                                 | - 2015 Artur Mikwabija 2016 - 2016 Szamil Adzynba (p.o.) 2016 - 2016 Biesłan Barcyc 2018                                            |
| Prezydent Afganistanu                                            | - 2014 Aszraf Ghani 2021 |
| Premier Afganistanu                                              | - 2014 Abdullah Abdullah 2020 |
| Prezydent Albanii                                                | - 2012 Bujar Nishani 2017 |
| Premier Albanii                                                  | - 2013 Edi Rama |
| Prezydent Algierii                                               | - 1999 Abd al-Aziz Buteflika 2019                                                                                                   |
| Premier Algierii                                                 | - 2014 Abd al-Malik Sallal 2017 |
| Współksiążęta Andory                                             | - 2003 Joan Enric Vives Sicília 2025 - 2012 François Hollande 2017                                                                  |
| Premier Andory                                                   | - 2011 Antoni Martí 2019 |
| Prezydent Angoli                                                 | - 1979 José Eduardo dos Santos 2017                                                                                                 |
| Premier Antigui i Barbudy                                        | - 2014 Gaston Browne |
| Król Arabii Saudyjskiej                                          | - 2015 Salman ibn Abd al-Aziz Al Su’ud                                                                                              |
| Prezydent Argentyny                                              | - 2015 Mauricio Macri 2019 |
| Prezydent Armenii                                                | - 2008 Serż Sarkisjan 2018 |
| Premier Armenii                                                  | - 2014 Howik Abrahamian 2016 - 2016 Karen Karapetian 2018                                                                           |
| Premier Australii                                                | - 2015 Malcolm Turnbull 2018 |
| Prezydent Austrii                                                | - 2004 Heinz Fischer 2016 - 2016 Doris Bures, Karlheinz Kopf i Norbert Hofer (p.o) 2017                                             |
| Kanclerz Austrii                                                 | - 2008 Werner Faymann 2016 - 2016 Reinhold Mitterlehner (p.o.) 2016 - 2016 Christian Kern 2017                                      |
| Prezydent Azerbejdżanu                                           | - 2003 İlham Əliyev |
| Premier Azerbejdżanu                                             | - 2003 Artur Rasizadə 2018 |
| Premier Bahamów                                                  | - 2012 Perry Christie 2017 |
| Król Bahrajnu                                                    | - 2002 Hamad ibn Isa Al Chalifa |
| Premier Bahrajnu                                                 | - 1970 Chalifa ibn Salman Al Chalifa 2020                                                                                           |
| Prezydent Bangladeszu                                            | - 2013 Abdul Hamid 2023 |
| Premier Bangladeszu                                              | - 2009 Sheikh Hasina 2024 |
| Premier Barbadosu                                                | - 2010 Freundel Stuart 2018 |
| Król Belgów                                                      | - 2013 Filip I |
| Premier Belgii                                                   | - 2014 Charles Michel 2019 |
| Premier Belize                                                   | - 2008 Dean Barrow 2020 |
| Prezydent Beninu                                                 | - 2006 Yayi Boni 2016 - 2016 Patrice Talon                                                                                          |
| Król Bhutanu                                                     | - 2006 Jigme Khesar Namgyel Wangchuck                                                                                               |
| Premier Bhutanu                                                  | - 2013 Tshering Tobgay 2018 |
| Prezydent Białorusi                                              | - 1994 Alaksandr Łukaszenka |
| Premier Białorusi                                                | - 2014 Andriej Kobiakow 2018 |
| Prezydent Boliwii                                                | - 2006 Evo Morales 2019 |
| Przewodniczący Prezydium Bośni i Hercegowiny                     | - 2015 Dragan Čović 2016 - 2016 Bakir Izetbegović 2016 - 2016 Mladen Ivanić 2017                                                    |
| Premier Bośni i Hercegowiny                                      | - 2015 Denis Zvizdić 2019 |
| Prezydent Botswany                                               | - 2008 Seretse Ian Khama 2018 |
| Prezydent Brazylii                                               | - 2011 Dilma Rousseff 2016 - 2016 Michel Temer 2019                                                                                 |
| Sułtan Brunei                                                    | - 1967 Hassanal Bolkiah |
| Prezydent Bułgarii                                               | - 2012 Rosen Plewneliew 2017 |
| Premier Bułgarii                                                 | - 2014 Bojko Borisow 2017 |
| Prezydent Burkiny Faso                                           | - 2015 Roch Marc Christian Kaboré 2022                                                                                              |
| Premier Burkiny Faso                                             | - 2014 Isaac Zida 2016 - 2016 Paul Kaba Thieba 2019                                                                                 |
| Prezydent Burundi                                                | - 2005 Pierre Nkurunziza 2020 |
| Prezydent Chile                                                  | - 2014 Michelle Bachelet 2018 |
| Przewodniczący ChRL                                              | - 2013 Xi Jinping |
| Premier Chin                                                     | - 2013 Li Keqiang 2023 |
| Prezydent Chorwacji                                              | - 2015 Kolinda Grabar-Kitarović 2020                                                                                                |
| Premier Chorwacji                                                | - 2011 Zoran Milanović 2016 - 2016 Tihomir Orešković 2016 - 2016 Andrej Plenković                                                   |
| Prezydent Cypru                                                  | - 2013 Nikos Anastasiadis 2023 |
| Prezydent Cypru Północnego                                       | - 2015 Mustafa Akıncı 2020 |
| Prezydent Czadu                                                  | - 1990 Idriss Déby 2021 |
| Premier Czadu                                                    | - 2013 Kalzeubet Pahimi Deubet 2016 - 2016 Albert Pahimi Padacké 2018                                                               |
| Prezydent Czarnogóry                                             | - 2006 Filip Vujanović 2018 |
| Premier Czarnogóry                                               | - 2012 Milo Đukanović 2016 - 2016 Duško Marković 2020                                                                               |
| Prezydent Czech                                                  | - 2013 Miloš Zeman 2023 |
| Premier Czech                                                    | - 2014 Bohuslav Sobotka 2017 |
| Król Danii                                                       | - 1972 Małgorzata II 2024 |
| Premier Danii                                                    | - 2015 Lars Løkke Rasmussen 2019 |
| Prezydent DR Konga                                               | - 2001 Joseph Kabila 2019 |
| Premier DR Konga                                                 | - 2012 Augustin Matata Ponyo 2016 - 2016 Samy Badibanga 2017                                                                        |
| Dalajlama                                                        | - 1940 Tenzin Gjaco |
| Prezydent Dominikany                                             | - 2012 Danilo Medina 2020 |
| Prezydent Dominiki                                               | - 2013 Charles Savarin 2023 |
| Premier Dominiki                                                 | - 2004 Roosevelt Skerrit |
| Prezydent Dżibuti                                                | - 1999 Ismail Omar Guelleh |
| Premier Dżibuti                                                  | - 2013 Abdoulkader Kamil Mohamed |
| Prezydent Egiptu                                                 | - 2014 Abd al-Fattah as-Sisi |
| Premier Egiptu                                                   | - 2015 Szarif Isma’il 2018 |
| Prezydent Ekwadoru                                               | - 2007 Rafael Correa 2017 |
| Prezydent Erytrei                                                | - 1993 Isajas Afewerki |
| Prezydent Estonii                                                | - 2006 Toomas Hendrik Ilves 2016 - 2016 Kersti Kaljulaid 2021                                                                       |
| Premier Estonii                                                  | - 2014 Taavi Rõivas 2016 - 2016 Jüri Ratas 2021                                                                                     |
| Prezydent Etiopii                                                | - 2013 Mulatu Teshome 2018 |
| Premier Etiopii                                                  | - 2012 Hajlemarjam Desaleń 2018 |
| Przew. Komisji Europejskiej                                      | - 2014 Jean-Claude Juncker (Luksemburg) 2019                                                                                        |
| Przew. Rady Europejskiej                                         | - 2014 Donald Tusk (Polska) 2019 |
| Prezydent Fidżi                                                  | - 2015 George Konrote 2021 |
| Premier Fidżi                                                    | - 2007 Frank Bainimarama 2022 |
| Prezydent Filipin                                                | - 2010 Benigno Aquino III 2016 - 2016 Rodrigo Duterte 2022                                                                          |
| Prezydent Finlandii                                              | - 2012 Sauli Niinistö 2024 |
| Premier Finlandii                                                | - 2015 Juha Sipilä 2019 |
| Prezydent Francji                                                | - 2012 François Hollande 2017 |
| Premier Francji                                                  | - 2014 Manuel Valls 2016 - 2016 Bernard Cazeneuve 2017                                                                              |
| Prezydent Gabonu                                                 | - 2009 Ali Bongo Ondimba 2023 |
| Premier Gabonu                                                   | - 2014 Daniel Ona Ondo 2016 - 2016 Emmanuel Issoze-Ngondet 2019                                                                     |
| Prezydent Gambii                                                 | - 1994 Yahya Jammeh 2017 |
| Prezydent Ghany                                                  | - 2012 John Dramani Mahama 2017 |
| Prezydent Grecji                                                 | - 2015 Prokopis Pawlopulos 2020 |
| Premier Grecji                                                   | - 2015 Aleksis Tsipras 2019 |
| Premier Grenady                                                  | - 2013 Keith Mitchell 2022 |
| Prezydent Gruzji                                                 | - 2013 Giorgi Margwelaszwili 2018                                                                                                   |
| Premier Gruzji                                                   | - 2015 Giorgi Kwirikaszwili 2018 |
| Prezydent Gujany                                                 | - 2015 David Granger 2020 |
| Premier Gujany                                                   | - 2015 Moses Nagamootoo 2020 |
| Prezydent Gwatemali                                              | - 2015 Alejandro Maldonado (p.o.) 2016 - 2016 Jimmy Morales 2020                                                                    |
| Prezydent Gwinei                                                 | - 2010 Alpha Condé 2021 |
| Premier Gwinei                                                   | - 2015 Mamady Youla 2018 |
| Prezydent Gwinei Bissau                                          | - 2014 José Mário Vaz 2020 |
| Premier Gwinei Bissau                                            | - 2015 Carlos Correia 2016 - 2016 Baciro Djá 2016 - 2016 Umaro Sissoco Embaló 2018                                                  |
| Prezydent Gwinei Równikowej                                      | - 1979 Teodoro Obiang Nguema Mbasogo                                                                                                |
| Premier Gwinei Równikowej                                        | - 2012 Vicente Ehate Tomi 2016 - 2016 Francisco Pascual Obama Asue 2023                                                             |
| Prezydent Haiti                                                  | - 2011 Michel Martelly 2016 - 2016 Evans Paul (p.o.) 2016 - 2016 Jocelerme Privert (p.o.) 2017                                      |
| Premier Haiti                                                    | - 2015 Evans Paul 2016 - 2016 Fritz Jean 2016 - 2016 Enex Jean-Charles 2017                                                         |
| Król Hiszpanii                                                   | - 2014 Filip VI |
| Premier Hiszpanii                                                | - 2011 Mariano Rajoy 2018 |
| Król Holandii                                                    | - 2013 Wilhelm-Aleksander |
| Premier Holandii                                                 | - 2010 Mark Rutte 2024 |
| Prezydent Hondurasu                                              | - 2014 Juan Orlando Hernández 2022                                                                                                  |
| Najwyższy przywódca Iranu                                        | - 1989 Ali Chamenei |
| Prezydent Iranu                                                  | - 2013 Hasan Rouhani 2021 |
| Prezydent Iraku                                                  | - 2014 Fu’ad Masum 2018 |
| Premier Iraku                                                    | - 2014 Hajdar al-Abadi 2018 |
| Prezydent Indii                                                  | - 2012 Pranab Mukherjee 2017 |
| Premier Indii                                                    | - 2014 Narendra Modi |
| Prezydent Indonezji                                              | - 2014 Joko Widodo 2024 |
| Prezydent Irlandii                                               | - 2011 Michael D. Higgins |
| Premier Irlandii                                                 | - 2011 Enda Kenny 2017 |
| Prezydent Islandii                                               | - 1996 Ólafur Ragnar Grímsson 2016 - 2016 Guðni Th. Jóhannesson 2024                                                                |
| Premier Islandii                                                 | - 2013 Sigmundur Davíð Gunnlaugsson 2016 - 2016 Sigurður Ingi Jóhannsson 2017                                                       |
| Prezydent Izraela                                                | - 2014 Re’uwen Riwlin 2021 |
| Premier Izraela                                                  | - 2009 Binjamin Netanjahu 2021 |
| Premier Jamajki                                                  | - 2012 Portia Simpson-Miller 2016 - 2016 Andrew Holness                                                                             |
| Cesarz Japonii                                                   | - 1989 Akihito 2019 |
| Premier Japonii                                                  | - 2012 Shinzō Abe 2020 |
| Prezydent Jemenu                                                 | - 2012 Abd Rabbuh Mansur Hadi 2022                                                                                                  |
| Król Jordanii                                                    | - 1999 Abd Allah II |
| Premier Jordanii                                                 | - 2012 Abd Allah an-Nusur 2016 - 2016 Hani al-Mulki 2018                                                                            |
| Król Kambodży                                                    | - 2004 Norodom Sihamoni |
| Premier Kambodży                                                 | - 1993 Hun Sen 2023 |
| Prezydent Kamerunu                                               | - 1982 Paul Biya |
| Premier Kamerunu                                                 | - 2009 Philémon Yang 2019 |
| Premier Kanady                                                   | - 2015 Justin Trudeau 2025 |
| Prezydent Górskiego Karabachu                                    | - 2007 Bako Sahakian 2020 |
| Emir Kataru                                                      | - 2013 Tamim ibn Hamad |
| Premier Kataru                                                   | - 2013 Abd Allah ibn Nasir ibn Chalifa 2020                                                                                         |
| Prezydent Kazachstanu                                            | - 1991 Nursułtan Nazarbajew 2019 |
| Premier Kazachstanu                                              | - 2014 Karim Masimow 2016 - 2016 Bakytżan Sagintajew 2019                                                                           |
| Prezydent Kenii                                                  | - 2013 Uhuru Kenyatta 2022 |
| Prezydent Kirgistanu                                             | - 2011 Ałmazbek Atambajew 2017 |
| Premier Kirgistanu                                               | - 2015 Temir Sarijew 2016 - 2016 Sooronbaj Dżeenbekow 2017                                                                          |
| Prezydent Kiribati                                               | - 2013 Anote Tong 2016 - 2016 Taneti Maamau                                                                                         |
| Prezydent Kolumbii                                               | - 2010 Juan Manuel Santos 2018 |
| Prezydent Konga                                                  | - 1997 Denis Sassou-Nguesso |
| Premier Konga                                                    | - 2016 Clément Mouamba 2021 |
| Patriarcha Konstantynopola                                       | - 1991 Bartłomiej I |
| Prezydent Korei Południowej                                      | - 2013 Park Geun-hye 2017 |
| Premier Korei Południowej                                        | - 2015 Hwang Kyo-ahn 2017 |
| Prezydent KRLD                                                   | - 1998 Kim Il Sŏng („Wieczny Prezydent”) 2019                                                                                       |
| Najwyższy Przywódca KRLD                                         | - 2011 Kim Dzong Un |
| Premier KRLD                                                     | - 2013 Pak Pong Ju 2019 |
| Prezydent Kosowa                                                 | - 2011 Atifete Jahjaga 2016 - 2016 Hashim Thaçi 2020                                                                                |
| Premier Kosowa                                                   | - 2014 Isa Mustafa 2017 |
| Prezydent Kostaryki                                              | - 2014 Luis Guillermo Solís Rivera 2018                                                                                             |
| Przewodniczący Rady Państwa Kuby                                 | - 2008 Raúl Castro 2018 |
| Emir Kuwejtu                                                     | - 2006 Sabah IV 2020 |
| Premier Kuwejtu                                                  | - 2011 Jaber Al-Mubarak Al-Hamad Al-Sabah 2019                                                                                      |
| Prezydent Laosu                                                  | - 2006 Choummaly Sayasone 2016 - 2016 Boungnang Vorachith 2021                                                                      |
| Król Lesotho                                                     | - 1996 Letsie III |
| Premier Lesotho                                                  | - 2012 Pakalitha Mosisili 2017 |
| Prezydent Libanu                                                 | - 2014 Tammam Salam (p.o.) 2016 - 2016 Michel Aoun 2022                                                                             |
| Premier Libanu                                                   | - 2014 Tammam Salam 2016 - 2016 Sad al-Hariri 2020                                                                                  |
| Prezydent Liberii                                                | - 2006 Ellen Johnson-Sirleaf 2018                                                                                                   |
| Przywódca Libii                                                  | - 2014 Akila Salih Isa 2016 - 2016 Fajiz as-Sarradż 2021                                                                            |
| Premier Libii                                                    | - 2014 Abd Allah as-Sani 2021 - 2015 Chalifa al-Ghuwajl (p.o.) 2016 - 2016 Fajiz as-Sarradż 2021                                    |
| Książę Liechtensteinu                                            | - 1989 Jan Adam II |
| Premier Liechtensteinu                                           | - 2013 Adrian Hasler 2021 |
| Prezydent Litwy                                                  | - 2009 Dalia Grybauskaitė 2019 |
| Premier Litwy                                                    | - 2012 Algirdas Butkevičius 2016 - 2016 Saulius Skvernelis 2020                                                                     |
| Wielki książę Luksemburga                                        | - 2000 Henryk |
| Premier Luksemburga                                              | - 2013 Xavier Bettel 2023 |
| Prezydent Łotwy                                                  | - 2015 Raimonds Vējonis 2019 |
| Premier Łotwy                                                    | - 2014 Laimdota Straujuma 2016 - 2016 Māris Kučinskis 2019                                                                          |
| Prezydent Macedonii                                              | - 2009 Ǵorge Iwanow 2019 |
| Premier Macedonii                                                | - 2006 Nikoła Gruewski 2016 - 2016 Emił Dimitriew 2017                                                                              |
| Prezydent Madagaskaru                                            | - 2014 Hery Rajaonarimampianina 2018                                                                                                |
| Premier Madagaskaru                                              | - 2015 Jean Ravelonarivo 2016 - 2016 Olivier Mahafaly Solonandrasana 2018                                                           |
| Prezydent Malawi                                                 | - 2014 Peter Mutharika 2020 |
| Prezydent Malediwów                                              | - 2013 Abdullah Jamin 2018 |
| Król Malezji                                                     | - 2016 Muhammad V Faris Petra 2019                                                                                                  |
| Premier Malezji                                                  | - 2009 Najib Razak 2018 |
| Prezydent Mali                                                   | - 2013 Ibrahim Boubacar Keïta 2020                                                                                                  |
| Premier Mali                                                     | - 2015 Modibo Keïta 2017 |
| Prezydent Malty                                                  | - 2014 Marie-Louise Coleiro Preca 2019                                                                                              |
| Premier Malty                                                    | - 2013 Joseph Muscat 2020 |
| Król Maroka                                                      | - 1999 Muhammad VI |
| Premier Maroka                                                   | - 2011 Abdelilah Benkirane 2017 |
| Prezydent Mauretanii                                             | - 2009 Muhammad uld Abd al-Aziz 2019                                                                                                |
| Premier Mauretanii                                               | - 2014 Jahja wuld Haddamin 2018 |
| Prezydent Mauritiusa                                             | - 2015 Ameenah Gurib-Fakim 2018 |
| Premier Mauritiusa                                               | - 2014 Anerood Jugnauth 2017 |
| Prezydent Meksyku                                                | - 2012 Enrique Peña Nieto 2018 |
| Prezydent Mikronezji                                             | - 2015 Peter Christian 2019 |
| Prezydent Mjanmy                                                 | - 2011 Thein Sein 2016 - 2016 Htin Kyaw 2018                                                                                        |
| Premier Mjanmy                                                   | - 2016 Aung San Suu Kyi 2021 |
| Prezydent Mołdawii                                               | - 2012 Nicolae Timofti 2016 - 2016 Igor Dodon 2020                                                                                  |
| Premier Mołdawii                                                 | - 2015 Gheorghe Brega (p.o.) 2016 - 2016 Pavel Filip 2019                                                                           |
| Książę Monako                                                    | - 2005 Albert II |
| Minister stanu Monako                                            | - 2015 Gilles Tonelli (p.o.) 2016 - 2016 Serge Telle 2020                                                                           |
| Prezydent Mongolii                                               | - 2009 Cachiagijn Elbegdordż 2017                                                                                                   |
| Premier Mongolii                                                 | - 2014 Czimedijn Sajchanbileg 2016 - 2016 Dżargaltulgyn Erdenbat 2017                                                               |
| Prezydent Mozambiku                                              | - 2015 Filipe Nyusi 2025 |
| Premier Mozambiku                                                | - 2015 Carlos Agostinho do Rosário 2022                                                                                             |
| Prezydent Naddniestrza                                           | - 2011 Jewgienij Szewczuk 2016 - 2016 Wadim Krasnosielski                                                                           |
| Prezydent Namibii                                                | - 2015 Hage Geingob 2024 |
| Premier Namibii                                                  | - 2015 Saara Kuugongelwa 2025 |
| Sekretarz generalny NATO                                         | - 2014 Jens Stoltenberg (Norwegia) 2024                                                                                             |
| Prezydent Nauru                                                  | - 2013 Baron Waqa 2019 |
| Prezydent Nepalu                                                 | - 2015 Bidhya Devi Bhandari 2023 |
| Premier Nepalu                                                   | - 2015 Khadga Prasad Oli 2016 - 2016 Pushpa Kamal Dahal 2017                                                                        |
| Prezydent Niemiec                                                | - 2012 Joachim Gauck 2017 |
| Kanclerz Niemiec                                                 | - 2005 Angela Merkel 2021 |
| Prezydent Nigru                                                  | - 2011 Mahamadou Issoufou 2021 |
| Premier Nigru                                                    | - 2011 Brigi Rafini 2021 |
| Prezydent Nigerii                                                | - 2015 Muhammadu Buhari 2023 |
| Prezydent Nikaragui                                              | - 2007 Daniel Ortega 2025 |
| Król Norwegii                                                    | - 1991 Harald V |
| Premier Norwegii                                                 | - 2013 Erna Solberg 2021 |
| Premier Nowej Zelandii                                           | - 2008 John Key 2016 - 2016 Bill English 2017                                                                                       |
| Prezydent Osetii Południowej                                     | - 2012 Leonid Tibiłow 2017 |
| Sułtan Omanu                                                     | - 1970 Kabus ibn Sa’id 2020 |
| Sekretarz generalny ONZ                                          | - 2007 Ban Ki-moon (Korea Południowa) 2016                                                                                          |
| Prezydent Pakistanu                                              | - 2013 Mamnun Husajn 2018 |
| Premier Pakistanu                                                | - 2013 Nawaz Sharif 2017 |
| Prezydent Palau                                                  | - 2013 Tommy Remengesau 2021 |
| Prezydent Palestyny                                              | - 2013 Mahmud Abbas |
| Premier Palestyny                                                | - 2013 Rami Hamd Allah 2019 |
| Prezydent Panamy                                                 | - 2014 Juan Carlos Varela 2019 |
| Papież                                                           | - 2013 Franciszek 2025 |
| Premier Papui-Nowej Gwinei                                       | - 2011 Peter O’Neill 2019 |
| Prezydent Paragwaju                                              | - 2013 Horacio Cartes 2018 |
| Prezydent Peru                                                   | - 2011 Ollanta Humala 2016 - 2016 Pedro Pablo Kuczynski 2018                                                                        |
| Premier Peru                                                     | - 2015 Pedro Cateriano 2016 - 2016 Fernando Zavala 2017                                                                             |
| Prezydent Południowej Afryki                                     | - 2009 Jacob Zuma 2018 |
| Prezydent Portugalii                                             | - 2006 Aníbal Cavaco Silva 2016 - 2016 Marcelo Rebelo de Sousa                                                                      |
| Premier Portugalii                                               | - 2015 António Costa 2024 |
| Sekretarz generalny Rady Europy                                  | - 2009 Thorbjørn Jagland (Norwegia) 2019                                                                                            |
| Prezydent Republiki Środkowoafrykańskiej                         | - 2016 Faustin-Archange Touadéra |
| Premier Republiki Środkowoafrykańskiej                           | - 2014 Mahamat Kamoun 2016 - 2016 Simplice Sarandji 2019                                                                            |
| Prezydent Republiki Zielonego Przylądka                          | - 2011 Jorge Carlos Fonseca 2021 |
| Premier Republiki Zielonego Przylądka                            | - 2001 José Maria Neves 2016 - 2016 Ulisses Correia e Silva                                                                         |
| Prezydent Rosji                                                  | - 2012 Władimir Putin |
| Premier Rosji                                                    | - 2012 Dmitrij Miedwiediew 2020 |
| Prezydent Rumunii                                                | - 2014 Klaus Iohannis 2025 |
| Premier Rumunii                                                  | - 2015 Dacian Cioloș 2017 |
| Prezydent Rwandy                                                 | - 2000 Paul Kagame |
| Premier Rwandy                                                   | - 2014 Anastase Murekezi 2017 |
| Premier Saint Kitts i Nevis                                      | - 2015 Timothy Harris 2022 |
| Premier Saint Lucia                                              | - 2011 Kenny Anthony 2016 - 2016 Allen Chastanet 2021                                                                               |
| Premier Saint Vincent i Grenadyn                                 | - 2001 Ralph Gonsalves |
| Prezydent Salwadoru                                              | - 2014 Salvador Sánchez Cerén 2019                                                                                                  |
| O le Ao o le Malo Samoa                                          | - 2007 Tupua Tamasese Tupuola Tufuga Efi 2017                                                                                       |
| Premier Samoa                                                    | - 1998 Tuilaʻepa Sailele Malielegaoi 2021                                                                                           |
| Kapitanowie Regenci San Marino                                   | - 2015 Lorella Stefanelli Nicola Renzi 2016 - 2016 Massimo Ugolini Gian Nicola Berti 2016 - 2016 Marino Riccardi Fabio Berardi 2017 |
| Sekretarz Stanu do spraw Politycznych i Zagranicznych San Marino | - 2012 Pasquale Valentini 2016 - 2016 Nicola Renzi 2020                                                                             |
| Prezydent Senegalu                                               | - 2012 Macky Sall 2024 |
| Premier Senegalu                                                 | - 2014 Mohamed Dionne 2019 |
| Prezydent Serbii                                                 | - 2012 Tomislav Nikolić 2017 |
| Premier Serbii                                                   | - 2014 Aleksandar Vučić 2017 |
| Prezydent Seszeli                                                | - 2004 James Michel 2016 - 2016 Danny Faure 2020                                                                                    |
| Prezydent Sierra Leone                                           | - 2007 Ernest Bai Koroma 2018 |
| Prezydent Singapuru                                              | - 2011 Tony Tan Keng Yam 2017 |
| Premier Singapuru                                                | - 2004 Lee Hsien Loong 2024 |
| Prezydent Słowacji                                               | - 2014 Andrej Kiska 2019 |
| Premier Słowacji                                                 | - 2012 Robert Fico 2018 |
| Prezydent Słowenii                                               | - 2012 Borut Pahor 2022 |
| Premier Słowenii                                                 | - 2014 Miro Cerar 2018 |
| Prezydent Somalii                                                | - 2012 Hassan Sheikh Mohamud 2017                                                                                                   |
| Premier Somalii                                                  | - 2014 Omar Abdirashid Ali Sharmarke 2017                                                                                           |
| Prezydent Sri Lanki                                              | - 2015 Maithripala Sirisena 2019 |
| Premier Sri Lanki                                                | - 2015 Ranil Wickremesinghe 2018 |
| Król Suazi                                                       | - 1986 Ntombi (współpanująca) 2018 - 1986 Mswati III 2018                                                                           |
| Premier Suazi                                                    | - 2008 Barnabas Sibusiso Dlamini 2018                                                                                               |
| Prezydent Sudanu                                                 | - 1989 Umar al-Baszir 2019 |
| Prezydent Sudanu Południowego                                    | - 2011 Salva Kiir Mayardit |
| Prezydent Surinamu                                               | - 2010 Dési Bouterse 2020 |
| Prezydent Syrii                                                  | - 2000 Baszszar al-Asad 2024 |
| Premier Syrii                                                    | - 2012 Wa’il al-Halki 2016 - 2016 Imad Chamis 2020                                                                                  |
| Prezydent Szwajcarii                                             | - 2016 Johann Schneider-Ammann 2016                                                                                                 |
| Król Szwecji                                                     | - 1973 Karol XVI Gustaw |
| Premier Szwecji                                                  | - 2014 Stefan Löfven 2021 |
| Prezydent Tadżykistanu                                           | - 1994 Emomali Rahmon |
| Premier Tadżykistanu                                             | - 2013 Kohir Rasulzoda |
| Król Tajlandii                                                   | - 1946 Bhumibol Adulyadej 2016 - 2016 Maha Vajiralongkorn                                                                           |
| Premier Tajlandii                                                | - 2014 Prayuth Chan-ocha 2023 |
| Prezydent Tajwanu                                                | - 2008 Ma Ying-jeou 2016 - 2016 Tsai Ing-wen 2024                                                                                   |
| Prezydent Tanzanii                                               | - 2015 John Magufuli 2021 |
| Premier Tanzanii                                                 | - 2015 Kassim Majaliwa |
| Prezydent Timoru Wschodniego                                     | - 2012 Taur Matan Ruak 2017 |
| Premier Timoru Wschodniego                                       | - 2015 Rui Maria de Araújo 2018 |
| Prezydent Togo                                                   | - 2005 Faure Gnassingbé 2025 |
| Premier Togo                                                     | - 2015 Komi Sélom Klassou 2020 |
| Król Tonga                                                       | - 2012 Tupou VI |
| Premier Tonga                                                    | - 2014 ʻAkilisi Pohiva 2019 |
| Prezydent Trynidadu i Tobago                                     | - 2013 Anthony Carmona 2018 |
| Premier Trynidadu i Tobago                                       | - 2015 Keith Rowley 2025 |
| Prezydent Tunezji                                                | - 2014 Al-Badżi Ka’id as-Sibsi 2019                                                                                                 |
| Premier Tunezji                                                  | - 2015 Al-Habib as-Sid 2016 - 2016 Jusuf asz-Szahid 2020                                                                            |
| Prezydent Turcji                                                 | - 2014 Recep Tayyip Erdoğan |
| Premier Turcji                                                   | - 2014 Ahmet Davutoğlu 2016 - 2016 Binali Yıldırım 2018                                                                             |
| Prezydent Turkmenistanu                                          | - 2006 Gurbanguly Berdimuhamedow 2022                                                                                               |
| Prezydent Ugandy                                                 | - 1986 Yoweri Museveni |
| Premier Ugandy                                                   | - 2014 Ruhakana Rugunda 2021 |
| Prezydent Ukrainy                                                | - 2014 Petro Poroszenko 2019 |
| Premier Ukrainy                                                  | - 2014 Arsenij Jaceniuk 2016 - 2016 Wołodymyr Hrojsman 2019                                                                         |
| Prezydent Urugwaju                                               | - 2015 Tabaré Vázquez 2020 |
| Prezydent USA                                                    | - 2009 Barack Obama 2017 |
| Prezydent Uzbekistanu                                            | - 1991 Islom Karimov 2016 - 2016 Nigʻmatilla Yoʻldoshev (p.o.) 2016 - 2016 Shavkat Mirziyoyev (p.o.) 2016 - 2016 Shavkat Mirziyoyev |
| Premier Uzbekistanu                                              | - 2003 Shavkat Mirziyoyev 2016 - 2016 Abdulla Aripov                                                                                |
| Prezydent Vanuatu                                                | - 2014 Baldwin Lonsdale 2017 |
| Premier Vanuatu                                                  | - 2015 Sato Kilman 2016 - 2016 Charlot Salwai 2020                                                                                  |
| Prezydent Wenezueli                                              | - 2013 Nicolás Maduro |
| Prezydent Węgier                                                 | - 2012 János Áder 2022 |
| Premier Węgier                                                   | - 2010 Viktor Orbán |
| Monarcha Wielkiej Brytanii                                       | - 1952 Elżbieta II 2022 |
| Premier Wielkiej Brytanii                                        | - 2010 David Cameron 2016 - 2016 Theresa May 2019                                                                                   |
| Prezydent Wietnamu                                               | - 2011 Trương Tấn Sang 2016 - 2016 Trần Đại Quang 2018                                                                              |
| Premier Wietnamu                                                 | - 2006 Nguyễn Tấn Dũng 2016 - 2016 Nguyễn Xuân Phúc 2021                                                                            |
| Prezydent Włoch                                                  | - 2015 Sergio Mattarella |
| Premier Włoch                                                    | - 2014 Matteo Renzi 2016 - 2016 Paolo Gentiloni 2018                                                                                |
| Prezydent WKS                                                    | - 2010 Alassane Ouattara |
| Premier WKS                                                      | - 2012 Daniel Kablan Duncan 2017 |
| Prezydent Wysp Marshalla                                         | - 2012 Christopher Loeak 2016 - 2016 Casten Nemra 2016 - 2016 Hilda Heine 2020                                                      |
| Prezydent Wysp Świętego Tomasza i Książęcej                      | - 2011 Manuel Pinto da Costa 2016 - 2016 Evaristo Carvalho 2021                                                                     |
| Prezydent Zambii                                                 | - 2015 Edgar Lungu 2021 |
| Prezydent Zimbabwe                                               | - 1987 Robert Mugabe 2017 |
| Prezydent ZEA                                                    | - 2004 Chalifa ibn Zajid Al Nahajjan 2022                                                                                           |
| Premier ZEA                                                      | - 2006 Muhammad ibn Raszid al-Maktum                                                                                                |

Rok 2016 / MMXVI
stulecia: XX wiek ~
XXI wiek ~
XXII wiek

dziesięciolecia:
1980–1989 •
1990–1999 •
2000–2009 •
2010–2019
• 2020–2029

lata: 2006 «
2011 «
2012 «
2013 «
2014 «
2015 «
2016
» 2017
» 2018
» 2019
» 2020
» 2021
» 2026

## Rok 2016 ogłoszono
- Rokiem Henryka Sienkiewicza (w 100. rocznicę śmierci oraz 170. rocznicę urodzin)[1]
- Rokiem Jubileuszu 1050-lecia chrztu Polski[2]
- Rokiem Feliksa Nowowiejskiego (w 70. rocznicę śmierci)[3]
- Rokiem Cichociemnych[4]
- Nadzwyczajnym Jubileuszowym Rokiem Miłosierdzia w Kościele Katolickim pod hasłem "Miłosierni jak Ojciec" (papież Franciszek)[5]

## Wydarzenia w Polsce

### Styczeń
- 1 stycznia:
  - Siedliszcze, Urzędów, Lubycza Królewska (województwo lubelskie) i Jaraczewo (województwo wielkopolskie) uzyskały prawa miejskie[6][7].
  - zgodnie z rozporządzeniem z dnia 25 czerwca 2015 Stargard Szczeciński stał się Stargardem[6].
  - dyrektorzy Telewizji Polskiej, w związku z nowelizacją ustawy medialnej, podali się do dymisji[8].
- 2 stycznia – ponowne[9] rozpoczęcie nadawania TVP3, zastępując TVP Regionalna.
- 7 stycznia – Prezydent RP Andrzej Duda podpisał kontrowersyjną ustawę medialną, która dzień później weszła w życie[10][11].
- 8 stycznia – zgodnie z ustawą medialną Jacek Kurski został powołany, przez ministra Skarbu Dawida Jackiewicza, na nowego prezesa Telewizji Polskiej[12].
- 10 stycznia – XXIV finał Wielkiej Orkiestry Świątecznej Pomocy.
- 15 stycznia – 31 stycznia – XII Mistrzostwa Europy w piłce ręcznej mężczyzn.
- 15 stycznia – I tura wyborów na przewodniczącego Sojuszu Lewicy Demokratycznej. Do następnej tury przeszli zwycięzca I tury Włodzimierz Czarzasty oraz Jerzy Wenderlich[13].
- 23 stycznia – Ellie Goulding zagrała koncert w Warszawie[14].
- 26 stycznia – Grzegorz Schetyna, jako jedyny kandydat, został wybrany na nowego przewodniczącego Platformy Obywatelskiej[15].

### Luty
- 16 lutego – rząd Beaty Szydło przyjął Plan na rzecz Odpowiedzialnego Rozwoju (Plan Morawieckiego)[16].
- 17 lutego – IPN przeszukał mieszkanie wdowy po Czesławie Kiszczaku – Marii Kiszczak. W wyniku przeszukania odnaleziono akta personalne i akta współpracy tajnego współpracownika SB o pseudonimie „Bolek” w oryginalnych okładkach[17].
- 18 lutego – prezes IPN Łukasz Kamiński na konferencji prasowej przekazał informację, że akta zawierają m.in. zobowiązanie do współpracy z SB Lecha Wałęsy, a także odręcznie podpisane przez niego pokwitowania odbioru pieniędzy[18]. W opinii uczestniczącego w czynnościach weryfikujących eksperta – archiwisty IPN, dokumenty są autentyczne[17]. Dokumenty nie zostały dotychczas przebadane pod kątem ich prawdziwości[19] (istnieje możliwość, że są one spreparowane[20][21]).
- 22 lutego – IPN udostępnił akta TW „Bolka”. Wśród udostępnionych dokumentów są teczki personalne i pracy TW „Bolek” oraz napisane przez Lecha Wałęsę zobowiązanie do współpracy[22].

### Marzec
- 4 marca – wejście w życie ustawy z dnia 28 stycznia 2016 r. – Prawo o prokuraturze[23]; minister sprawiedliwości Zbigniew Ziobro, po wejściu w życie ustawy o prokuraturze, został ponownie prokuratorem generalnym[24].
- 6 marca – wybory uzupełniające do Senatu Rzeczypospolitej Polskiej w okręgu nr 59, mandat senatora IX kadencji otrzymała kandydatka PiS Anna Maria Anders[25].

### Kwiecień
- 1 kwietnia – weszła w życie ustawa z dnia 11 lutego 2016 roku o pomocy państwa w wychowywaniu dzieci (Rodzina 500 plus)[26].
- 14–17 kwietnia – obchody 1050 rocznicy chrztu Polski[27].
  - msza w bazylice gnieźnieńskiej pod przewodnictwem legata papieskiego, sekretarza stanu Stolicy Apostolskiej, kard. Pietro Parolina, w obecności najwyższych przedstawicieli państwowych[28].
  - Zgromadzenie Narodowe w Poznaniu (pierwsze w historii) w celu wysłuchania orędzia prezydenta RP Andrzeja Dudy w związku z obchodami 1050 rocznicy chrztu Polski[29].
  - msza w bazylice archikatedralnej w Poznaniu pod przewodnictwem legata papieskiego, sekretarza stanu Stolicy Apostolskiej, kard. Pietro Parolina, w obecności najwyższych przedstawicieli państwowych[30].
- 30 kwietnia – wejście w życie ustawy z dnia 14 kwietnia 2016 r. o wstrzymaniu sprzedaży nieruchomości Zasobu Własności Rolnej Skarbu Państwa oraz o zmianie niektórych ustaw[31].

### Maj
- 3 maja – Prezydent RP Andrzej Duda odznaczył Irenę Szewińską, Zofię Romaszewską, Michała Kleibera, Michała Lorenca, Wandę Półtawską i Bronisława Wildsteina Orderem Orła Białego[32].
- 19 maja – zamach terrorystyczny we Wrocławiu: 1 osoba została lekko ranna, po tym, kiedy wybuchła bomba domowej roboty na przystanku autobusowym[33].
- 22 maja – odwołanie komendanta wojewódzkiego Policji i jego zastępcy we Wrocławiu będące reakcją ministra spraw wewnętrznych i administracji Mariusza Błaszczaka i Komendanta Głównego Policji nadinsp. Jarosława Szymczyka po ujawnieniu w mediach nagrań ws. śmierci Igora Stachowiaka[34].
- 25 maja – udaremniono zamach bombowy na komisariat Policji w Warszawie. Zatrzymano trzy osoby, które są podejrzane o przygotowania do ataku na budynek[35][36].

### Czerwiec
- 4 czerwca – 20. Spotkanie Młodych Lednica 2000[37].
- 10 czerwca:
  - Sejm uchwalił ustawę o działaniach antyterrorystycznych (ustawa antyterrorystyczna)[38].
  - Sejm wybrał Adama Glapińskiego na stanowisko prezesa Narodowego Banku Polskiego (NBP)[39].
- 21 czerwca – Adam Glapiński złożył ślubowanie i tym samym objął urząd prezesa NBP[40].

### Lipiec
- 2 lipca – wejście w życie ustawy antyterrorystycznej[38].
- 7 lipca – weszła w życie ustawa o Radzie Mediów Narodowych[41].
- 8–9 lipca – szczyt NATO w Warszawie[42].
- 14–15 lipca – potężna ulewa nawiedziła aglomerację Trójmiejską i okolice. W czasie 14-godzinnego deszczu spadło 160 l/m². Jest to o ok. 30 l więcej niż podczas powodzi w 2001 roku. Kilka newralgicznych skrzyżowań w Gdańsku zostało zalanych i do późnego popołudnia wypompowywano z nich wodę. Ruch tramwajów i autobusów został sparaliżowany, ruch pociągów na Pomorskiej Kolei Metropolitarnej został zawieszony do odwołania, a koleje Szybkiej Kolei Miejskiej kursowały ze znacznymi opóźnieniami. W wyniku opadów zalana została również Galeria Bałtycka. W Sopocie i Gdyni doszło do mniej uciążliwych utrudnień. Zginęły dwie osoby, których ciała znaleziono w piwnicy jednej z kamienic przy al. Grunwaldzkiej w Gdańsku[43][44][45].
- 19 lipca – Sejm przyjął uchwałę o powołaniu komisji śledczej do zbadania prawidłowości i legalności działań organów i instytucji publicznych wobec podmiotów wchodzących w skład Grupy Amber Gold[46].
- 20 lipca – oddano do użytku ostatni odcinek autostrady A4[47].
- 26 lipca – Stanisław Dziwisz podczas mszy na krakowskich błoniach, oficjalnie dokonał inauguracji 31. Światowych Dni Młodzieży w Krakowie[48].
- 27–31 lipca – papież Franciszek rozpoczął swoją pierwszą podróż apostolską do Polski, gdzie głównym celem tej wizyty był udział papieża w 31. Światowych Dniach Młodzieży w Krakowie[49].
  - 28 lipca – w związku z obchodami 1050-lecia chrztu Polski, papież odprawił uroczystą eucharystię z polskimi biskupami na błoniach jasnogórskich w Częstochowie[50].
  - 29 lipca – papież Franciszek, jako trzeci biskup Rzymu przekroczył bramę z napisem Arbeit macht frei odwiedzając w ciszy i w skupieniu były obóz koncentracyjny Auschwitz-Birkenau[51].
  - 31 lipca – w Kampusie Miłosierdzia w Brzegach w obecności od 1,5 do 3 mln młodych wiernych, pod przewodnictwem papieża Franciszka odbyła się uroczysta msza kończąca ŚDM 2016 w Krakowie[52]. Papież na koniec mszy ogłosił, że kolejne Światowe Dni Młodzieży odbędą się w 2019 w Panamie[53]. Tego samego dnia papież zakończył wizytę w Polsce i odleciał do Rzymu[54].

### Sierpień
- 28 sierpnia – na Cmentarzu Garnizonowym w Gdańsku, po 70 latach, zostali pochowani z honorami Danuta Siedzikówna ps. „Inka” i Feliks Selmanowicz ps. „Zagończyk”[55].
- koniec sierpnia – po ujawnieniu w mediach nieprawidłowości popełnianych przy zwracaniu nieruchomości w drodze reprywatyzacji po upadku PRL-u rozpoczęła się afera reprywatyzacyjna w Warszawie[56].

### Wrzesień
- 7 września – weszły w życie nowe przepisy dotyczące lotów bezzałogowymi statkami powietrznymi. Piloci dronów o wadze powyżej 0,6 kg, nie stosując odległości 100 m od zabudowań oraz 30 m od ludzi i pojazdów, narażają się na karę do pięciu lat pozbawienia wolności.
- 21 września – samolot linii Air China po raz pierwszy wylądował na Lotnisku Chopina w Warszawie[57]. Nowe połączenie miało mieć wpływ na rozwój polsko-chińskiej wymiany gospodarczej, naukowej oraz turystycznej[potrzebny przypis].
- 27 września – rząd Beaty Szydło podjął uchwałę o ustanowieniu Narodowego Programu Mieszkaniowego będącego jednym z filarów programu Mieszkanie Plus[58].

### Październik
- 2 października – Bronisława Nowicka otrzymała Nagrodę Literacką „Nike” za książkę poetycką Nakarmić kamień[59].
- 15 października – w Warszawie odbył się Krajowy Finał Konkursu Piosenki Eurowizji dla Dzieci 2016.
- 25 października – wystartował kanał telewizyjny Zoom TV[60].
- 31 października – nabożeństwem ekumenicznym w kościele Jezusowym w Cieszynie, rozpoczęły się ogólnopolskie obchody upamiętnienia 500 lat reformacji.

### Listopad
- 9 listopada – wystartował kanał telewizyjny Nowa TV[61].
- 11 listopada – otwarcie Świątyni Opatrzności Bożej w Warszawie[62].
- 29 listopada – ośmiu górników zginęło w wyniku silnego wstrząsu i zawału w kopalni Rudna w Polkowicach[63].

### Grudzień
- 2 grudnia – wystartowały kanały telewizyjne: Metro[64] oraz WP[65][66].
- 8 grudnia – papież Franciszek mianował abp. Marka Jędraszewskiego dotychczasowego arcybiskupa łódzkiego na nowego metropolitę krakowskiego; dotychczasowy metropolita krakowski kard. Stanisław Dziwisz przeszedł na emeryturę[67].
- 14 grudnia – Sejm uchwalił Prawo oświatowe[68], które wprowadza reformę systemu oświaty i przewiduje m.in. likwidację gimnazjów.
- 16 grudnia – protest części opozycji, zablokowanie przez posłów PO, Nowoczesnej i PSL mównicy w Sejmie[69].
- 20 grudnia – PSL wycofało się z protestu części opozycji i blokowania mównicy w Sejmie[70].
- 29 grudnia – powstanie Polskiej Fundacji Narodowej[71].

## Wydarzenia na świecie

### Styczeń
- 1 stycznia – Holandia objęła prezydencję w Radzie Unii Europejskiej.
- 10 stycznia – w Los Angeles odbyła się 73. ceremonia wręczenia Złotych Globów.
- 15 stycznia – podczas zamachów terrorystycznych, do jakich doszło w Wagadugu, zginęło co najmniej 28 osób.
- 16 stycznia:
  - Tsai Ing-wen wygrała wybory prezydenckie na Tajwanie, zostając tym samym pierwszą kobietą na tym stanowisku.
  - astronauta Scott J. Kelly poinformował za pośrednictwem Twittera, że na Międzynarodowej Stacji Kosmicznej żółta cynia wypuściła płatki. Był to prawdopodobnie pierwszy kwiat, który zakwitł na orbicie okołoziemskiej.
- 19 stycznia – debata w Parlamencie Europejskim na temat sytuacji w Polsce z udziałem premier RP Beaty Szydło.
- 20 stycznia – Konstantin Batygin oraz Michael E. Brown – naukowcy z California Institute of Technology przedstawili hipotezę o istnieniu dziewiątej planety Układu Słonecznego krążącej poza orbitą Neptuna[72][73].
- 22 stycznia – Zgromadzenie Chorwackie udzieliło wotum zaufania rządowi, na czele którego stanął bezpartyjny menedżer Tihomir Orešković.
- 24 stycznia – w wyborach prezydenckich w Portugalii na urząd prezydenta został wybrany Marcelo Rebelo de Sousa.

### Luty
- 6 lutego – co najmniej 96 osób zginęło w trzęsieniu ziemi na południu Tajwanu.
- 9 lutego – w wyniku zderzenia czołowego dwóch pociągów pasażerskich między miejscowościami Bad Aibling i Kolbermoor zginęło co najmniej 11 osób, a około 150 zostało rannych.
- 11 lutego – międzynarodowy zespół naukowców poinformował, że 14 września 2015 roku pierwszy raz w historii udało się zarejestrować fale grawitacyjne. Obserwacja została dokonana przez oba detektory LIGO jednocześnie[74][75].
- 12 lutego – pierwsze w historii (od 1000 lat) spotkanie papieża Franciszka i patriarchy Moskwy Cyryla I na Kubie, gdzie punktem kulminacyjnym tego spotkania było podpisanie wspólnej katolicko-prawosławnej deklaracji[76][77].
- 15 lutego – w Nikaragui erupcja wulkanu Momotombo spowodowała pożary lasów.
- 17 lutego – japońska rakieta H-IIA wyniosła kosmiczne obserwatorium rentgenowskie Hitomi.
- 26 lutego:
  - Gianni Infantino został wybrany na nowego prezydenta FIFA.
  - Simone Moro, Alex Txikon i Muhammad Ali jako pierwsi zdobyli zimą Nanga Parbat.
- 28 lutego – podczas ceremonii rozdania Nagród Akademii Filmowej nagrodę za najlepszy film otrzymał Spotlight, natomiast najwięcej bo 6 statuetek otrzymał Mad Max: Na drodze gniewu; najlepszym aktorem został Leonardo DiCaprio (Zjawa), a najlepszą aktorką Brie Larson (Pokój).

### Marzec
- 3 marca – Kosmiczny Teleskop Hubble’a odkrył najodleglejszą galaktykę GN-z11, powstałą czterysta milionów lat po Wielkim Wybuchu.
- 22 marca – 31 osób zginęło, a ok. 300 zostało rannych w zamachach terrorystycznych w Brukseli.
- 23 marca – Robert Fico po raz trzeci objął urząd premiera Słowacji.
- 27 marca – około 70 osób zginęło, a ponad 340 zostało rannych po tym, jak w pobliżu parku rozrywki w Lahaur eksplodowała bomba[78].
- 28 marca – strzelanina na Kapitolu: do incydentu doszło w Visitor Center, gdzie ranna została jedna osoba; podejrzany został ranny i przewieziony do szpitala[79].
- 29 marca – porwano samolot Airbus A320 linii EgyptAir, który leciał z Aleksandrii do Kairu. Maszyna awaryjnie lądowała na lotnisku Larnaka. Na pokładzie znajdowało się 55 pasażerów i 6 członków załogi. Porywacz żądał wypuszczenia wszystkich kobiet więzionych w Egipcie. Nikomu nic się nie stało, a niedługo po tym sprawca został aresztowany[80].

### Kwiecień
- 1 kwietnia – zamach terrorystyczny w Turcji. Nieopodal dworca w miejscowości Diyarbakır wybuchła bomba zabijając 7 policjantów, a raniąc 27 osób. Do ataku przyznała się Partia Pracujących Kurdystanu[81].
- 2 kwietnia:
  - wojna o Górski Karabach: gwałtowne zaostrzenie konfliktu. Kilkadziesiąt osób zginęło zarówno po ormiańskiej, jak i po azerskiej stronie[82].
  - naukowcy z uniwersytetów ze Szwecji, Szwajcarii i Japonii odkryli w śpiewie sikorek ich własną składnię[83].
- 3 kwietnia – początek afery „Panama Papers”. Do mediów wyciekło ponad 11 mln dokumentów, których właścicielem była panamska kancelaria Mossack Fonseca. Ukazują one, jak firma pomagała swym klientom w niepłaceniu podatków[84].
- 10 kwietnia – w pożarze w świątyni Paravur w Indiach zginęło co najmniej 110 osób.
- 14 kwietnia i 16 kwietnia – w serii trzęsień ziemi, które nawiedziły miasto Kumamoto w Japonii zginęło co najmniej 44 osoby.
- 16 kwietnia – w trzęsieniu ziemi w Ekwadorze zginęło przeszło 660 osób, a ponad 27 000 zostało rannych.
- 17 kwietnia – Izba Deputowanych w Brazylii wynikiem głosów 342 z 513 przegłosowała za impeachmentem wobec prezydent Dilmy Rousseff, podobnie jak wobec wiceprezydenta Michela Temera[85].
- 24 kwietnia – koalicja premiera Serbii Aleksandara Vučicia zwyciężyła w przedterminowych wyborach parlamentarnych.
- 30 kwietnia – w Kenii prezydent Uhuru Kenyatta podpalił stos składający się ze 105 ton kości słoniowej oraz kłów i rogów nosorożców, w symbolicznym proteście przeciwko zabijaniu dla korzyści majątkowych zagrożonych wyginięciem gatunków. Szacowana wartość kości słoniowej, pochodzącej od ośmiu tysięcy zwierząt, wyniosłaby na czarnym rynku około 150 milionów dolarów.

### Maj
- 6 maja:
  - Enda Kenny po raz drugi został wybrany na premiera Irlandii.
  - polityk i prawnik o pakistańskich korzeniach, Sadiq Khan został wybrany burmistrzem Londynu.
- 9 maja – Werner Faymann ustąpił ze stanowiska kanclerza Austrii. Tymczasowo zastąpił go Reinhold Mitterlehner.
- 11 maja – Dilma Rousseff została zawieszona z funkcji prezydenta Brazylii. Michel Temer przejął tymczasowo funkcję prezydenta.
- 15 maja – reprezentująca Ukrainę Dżamała zwyciężyła w 61. Konkursie Piosenki Eurowizji.
- 17 maja – Christian Kern objął urząd kanclerza Austrii, stając na czele nowego koalicyjnego rządu.
- 19 maja – nad Morzem Śródziemnym doszło do katastrofy lotu EgyptAir 804, w której zginęło 66 osób.
- 20 maja – odbyła się premiera filmu animowanego Angry Birds.
- 22 maja – Binali Yıldırım, nowy przewodniczący AKP, otrzymał misję utworzenia 65. rządu Turcji.
- 23 maja – Alexander Van der Bellen został wybrany na prezydenta Austrii, nieznacznie pokonując Norberta Hofera.

### Czerwiec
- 1 czerwca – po siedemnastu latach budowy w Alpach Szwajcarskich otwarto nowy tunel kolejowy pod przełęczą św. Gotarda.
- 5 czerwca – Polak, Stanisław Papczyński razem ze Szwedzką Marią Elżbietą Hesselblad został wpisany przez papieża Franciszka w poczet świętych Kościoła katolickiego[86].
- 6 czerwca – seryjny morderca Lonnie David Franklin został skazany na karę śmierci za zamordowanie 10 kobiet.
- 12 czerwca – w strzelaninie w klubie nocnym w Orlando (USA) zginęło 50 osób, a 53 zostały ranne.
- 13 czerwca – Microsoft ogłosił, iż za 26,2 miliarda dolarów kupuje LinkedIn, największy na świecie serwis społecznościowy specjalizujący się w kontaktach zawodowo-biznesowych.
- 19 czerwca – na Krecie, pod przewodnictwem patriarchy Konstantynopola, rozpoczął się Wielki i Święty Sobór Wszechprawosławny Kościoła Wschodniego.
- 23 czerwca:
  - Referendum w Wielkiej Brytanii dotyczące członkostwa w UE.
  - prezydent Kolumbii Juan Manuel Santos i dowódca lewicowej partyzantki FARC Rodrigo Londono podpisali w Hawanie porozumienie kończące wojnę domową, która w ciągu przeszło 50 lat kosztowała życie ponad 220 tys. ludzi. FARC ma rozbroić się w ciągu 6 miesięcy.
  - 23 osoby zginęły w wyniku powodzi błyskawicznej, która nawiedziła Wirginię Zachodnią w Stanach Zjednoczonych.
- 24 czerwca – ogłoszono oficjalnie wyniki referendum, w którym większość Brytyjczyków opowiedziała się za wyjściem ich kraju z Unii Europejskiej.
- 26 czerwca:
  - rządząca centroprawicowa Partia Ludowa zwyciężyła w przedterminowych wyborach parlamentarnych w Hiszpanii.
  - na Krecie zakończył się Wielki i Święty Sobór Wszechprawosławny Kościoła Wschodniego.
- 28 czerwca – zamach terrorystyczny na lotnisku Atatürka w Stambule. W 3 samobójczych eksplozjach zginęło 41 osób, a 239 zostało rannych. Władze Turcji oskarżyły Państwo Islamskie oraz bojówki Kurdyjskie o przeprowadzenie tego ataku[87].

### Lipiec
- 1 lipca:
  - Słowacja objęła prezydencję w Radzie Unii Europejskiej.
  - austriacki Trybunał Konstytucyjny unieważnił wynik II tury wyborów prezydenckich.
- 3 lipca – ponad 200 osób zginęło w samobójczym zamachu bombowym w Bagdadzie.
- 5 lipca – sonda kosmiczna Juno dotarła na orbitę Jowisza.
- 7 lipca – na Międzynarodową Stację Kosmiczną ruszyła pierwsza kapsuła załogowa z nowej serii Sojuz MS.
- 12 lipca – Stały Trybunał Arbitrażowy w Hadze uznał za bezzasadne roszczenia Chin w sprawie Morza Południowochińskiego. Pekin traktował znaczną część akwenu jako własną strefę ekonomiczną.
- 13 lipca – dotychczasowy premier Wielkiej Brytanii David Cameron podał się do dymisji. Na stanowisku zastąpiła go Theresa May – druga w historii Zjednoczonego Królestwa kobieta premier.
- 14 lipca – w zamachu w Nicei zginęło 86 osób, a 120 zostało rannych.
- 15/16 lipca – nocą przeprowadzono nieudaną próbę wojskowego zamachu stanu w Turcji.
- 19 lipca – Konwencja Partii Republikańskiej w Cleveland; Donald John Trump oficjalnie został kandydatem partii na 45. prezydenta USA[88].
- 22 lipca:
  - w strzelaninie w Monachium zginęło co najmniej 9 osób, a wiele zostało rannych.
  - Dziennik Nikkei poinformował, że przedsiębiorstwo Funai Electric pod koniec lipca wyprodukuje ostatni magnetowid, którymi zajmowało się od 33 lat. Będzie to całkowity koniec ery magnetowidów.
- 23 lipca – co najmniej 80 osób zginęło w samobójczym zamachu bombowym w Kabulu, dokonanym na szyicką mniejszość Hazarów, a ponad 230 osób zostało rannych.
- 26 lipca – Konwencja Partii Demokratycznej w Filadelfii; Hillary Diane Rodham Clinton oficjalnie została kandydatką partii na 45. prezydenta USA, stając się pierwszą w historii USA kobietą kandydatem na ten wysoki urząd[89].
- 28 lipca – Pedro Pablo Kuczynski, doświadczony ekonomista, były bankier z Wall Street, został zaprzysiężony na prezydenta Peru.

### Sierpień
- 5 sierpnia – odbyła się ceremonia otwarcia Letnich Igrzysk Olimpijskich w Rio de Janeiro.
- 7 sierpnia – w wyborach prezydenckich na Wyspach Świętego Tomasza i Książęcej zwyciężył Evaristo Carvalho (jego rywal Manuel Pinto da Costa zbojkotował drugą turę wyborów).
- 24 sierpnia – w wyniku trzęsienia ziemi o sile 6,0 w skali Richtera w środkowych Włoszech zginęło co najmniej 296 osób, a ponad 400 zostało rannych.
- 31 sierpnia – Dilma Rousseff w wyniku impeachmentu została odwołana z funkcji prezydenta; tego samego dnia dotychczasowy wiceprezydent Michel Temer został zaprzysiężony na nowego prezydenta Brazylii[90][91].

### Wrzesień
- 4 września – Bł.Matka Teresa z Kalkuty została ogłoszona świętą i wpisana w poczet świętych Kościoła katolickiego[92].
- 5 września – Państwo Islamskie przeprowadziło kolejną serię zamachów bombowych w Syrii.
- 8 września:
  - wystartowała sonda NASA OSIRIS-REx z misją sprowadzenia na Ziemię próbek planetoidy (101955) Bennu.
  - Szawkat Mirzijajew został pełniącym obowiązki prezydenta Uzbekistanu w miejsce zmarłego Isloma Karimova.
- 14 września – zarząd koncernu Monsanto przyjął ofertę przejęcia przez Bayer AG za 66 mld USD.
- 18 września – wybory parlamentarne w Rosji wygrała partia Jedna Rosja.
- 26 września – w referendum w Azerbejdżanie zatwierdzono wszystkie 29 głosowanych poprawek do konstytucji, m.in. zwiększających uprawnienia prezydenta.
- 30 września – sonda kosmiczna Rosetta zakończyła misję kontrolowanym upadkiem na powierzchnię komety 67P/Czuriumow-Gierasimienko.

### Październik
- 3 października – Kersti Kaljulaid została wybrana przez parlament na prezydenta Estonii. Głosowało na nią 81 deputowanych, czyli ponad ⅔ wymaganych głosów, w liczącym 101 miejsc parlamencie. To pierwsza kobieta, prezydent Estonii.
- 6 października – Rada Bezpieczeństwa ONZ formalnie nominowała byłego premiera Portugalii, António Guterresa, na stanowisko sekretarza generalnego ONZ. 1 stycznia 2017 zastąpi on Ban Ki-moona.
- 16 października:
  - wojska irackie wspomagane przez peszmergów i innych bojowników rozpoczęły ofensywę mającą na celu odbicie Mosulu z rąk tzw. Państwa Islamskiego[93].
  - nowym prezydentem Seszeli został Danny Faure.
- 19 października – Zgromadzenie Chorwackie udzieliło wotum zaufania rządowi, na czele którego stanął lider HDZ Andrej Plenković.
- 23 października – na Litwie odbyła się druga tura wyborów parlamentarnych. Wybory wygrała partia Litewski Związek Rolników i Zielonych (LVŽS), która zdobyła 54 mandaty.
- 27 października:
  - lider centroprawicowej Partii Ludowej (hiszp. Partido Popular) Mariano Rajoy został wybrany przez Kongres Deputowanych na szefa mniejszościowego rządu Hiszpanii.
  - Lamiya Aji Bashar i Nadia Murad zostały laureatkami Nagrody Sacharowa.
- 31 października:
  - w Lundzie i Malmö w Szwecji, papież Franciszek wziął udział we wspólnych, katolicko-luterańskich obchodach 500-lecia Reformacji.
  - libański parlament po blisko 2,5 roku wakatu wybrał prezydenta kraju. Został nim cieszący się poparciem szyickiego Hezbollahu były dowódca armii Michel Aoun – w ramach umowy politycznej przewidującej, że premierem zostanie lider sunnitów Sad al-Hariri.

### Listopad
- 8 listopada – wybory prezydenckie w Stanach Zjednoczonych: Donald Trump został wybrany na 45. prezydenta Stanów Zjednoczonych.
- 13 listopada:
  - generał Rumen Radew wygrał wybory prezydenckie w Bułgarii.
  - lider socjalistów Igor Dodon został wybrany na nowego prezydenta Mołdawii.
- 20 listopada:
  - Jüri Ratas, lider prorosyjskiej Partii Centrum otrzymał z rąk prezydent Estonii, Kersti Kaljulaid, misję utworzenia nowego rządu po tym, jak 9 listopada parlament odwołał ze stanowiska premiera Taaviego Rõivasa.
  - ponad 100 osób zginęło w wypadku kolejowym w Pukhrayan.
  - na Malcie odbył się 14. Konkurs Piosenki Eurowizji dla Dzieci 2016.
- 28 listopada:
  - Międzynarodowa Unia Chemii Czystej i Stosowanej nadała oficjalne nazwy czterem pierwiastkom chemicznym: nihonium, moscovium, tennessine oraz oganesson.
  - w katastrofie samolotu koło Medellín w Kolumbii zginęło 71 osób. Na pokładzie było 77 osób, w tym 68 pasażerów, między innymi piłkarze z klubu Chapecoense.

### Grudzień
- 1 grudnia:
  - Maha Vajiralongkorn, jedyny syn zmarłego w październiku Bhumibola Adulyadeja, został nowym królem Tajlandii.
  - w wyborach prezydenckich w Gambii triumfował Adama Barrow, pokonując m.in. rządzącego krajem od ponad 20 lat Yahyę Jammeha.
- 4 grudnia – Alexander Van der Bellen wygrał powtórzoną II turę wyborów prezydenckich w Austrii.
- 6 grudnia – premier Francji, Manuel Valls podał się do dymisji, w związku z zaplanowanymi na wiosnę wyborami prezydenckimi, w których zamierza wziąć udział. Prezydent François Hollande desygnował na stanowisko premiera dotychczasowego ministra spraw wewnętrznych Bernarda Cazeneuve’a.
- 7 grudnia:
  - po odrzuceniu w referendum proponowanych przez Matteo Renziego zmian ustrojowych, złożył on na ręce prezydenta Sergia Mattarelli rezygnację z funkcji premiera Włoch. Zakończył urzędowanie 12 grudnia 2016.
  - tygodnik „Time” przyznał Donaldowi Trumpowi tytuł Człowieka Roku.
- 8 grudnia – przywódca opozycyjnej Nowej Partii Patriotycznej Nana Akufo-Addo wygrał wybory prezydenckie w Ghanie pokonując dotychczasowego szefa państwa Johna Dramani Mahamę.
- 9 grudnia – Parlament Korei Południowej zagłosował za odsunięciem od władzy prezydent Park Geun-hye, którą oskarżono o płatną protekcję. Szefowa państwa została zawieszona w wykonywaniu obowiązków do czasu wydania wyroku w tej sprawie przez Trybunał Konstytucyjny. W tym czasie obowiązki głowy państwa będzie pełnił premier Hwang Kyo-ahn.
- 11 grudnia:
  - po dymisji Matteo Renziego z funkcji premiera Włoch, na jego miejsce prezydent Sergio Mattarella desygnował dotychczasowego szefa dyplomacji Paolo Gentiloniego.
  - prawie 80% wyborców w Kirgistanie opowiedziało się w referendum za zmianami w konstytucji, m.in. zmierzającymi do wzmocnienia stanowiska premiera.
  - zamach w Kairze[94].
- 12 grudnia – dotychczasowy wicepremier i minister finansów Bill English zastąpił na stanowisku premiera Nowej Zelandii Johna Keya, który podał się tydzień wcześniej do dymisji z przyczyn osobistych.
- 15 grudnia – uruchomiono europejski system nawigacji satelitarnej Galileo.
- 18 grudnia – Rząd Ukrainy podjął decyzję o nacjonalizacji największego komercyjnego banku w tym kraju, PrywatBank.
- 19 grudnia – w czasie jarmarku bożonarodzeniowego (niem. Weihnachtsmarkt) na placu Breitscheidplatz w dzielnicy Charlottenburg w Berlinie doszło do zamachu terrorystycznego. Dwanaście osób zginęło, a około 56 zostało rannych.
- 22 grudnia – armia syryjska ogłosiła przejęcie całkowitej kontroli nad Aleppo, co zakończyło trwające od połowy listopada walki o to miasto.
- 23 grudnia – Rada Bezpieczeństwa ONZ, po wstrzymaniu się od głosu przez USA, przyjęła rezolucję domagającą się od Izraela wstrzymania budowy osiedli na okupowanych terytoriach palestyńskich.
- 25 grudnia – katastrofa rosyjskiego Tu-154 na Morzu Czarnym. Zginęły 92 osoby, większość ofiar to muzycy Chóru Aleksandrowa.
- 30 grudnia – prezydent Rumunii Klaus Iohannis desygnował na premiera byłego ministra ds. łączności, kandydata rządzącej Partii Socjaldemokratycznej, Sorina Grindeanu.

### Daty nieznane
- Odtajnienie brytyjskich archiwów dot. Rudolfa Heßa.
- Uruchomienie europejskiego reaktora termonuklearnego ITER.

## Wydarzenia sportowe

### Styczeń
- 28 grudnia-6 stycznia – 64. Turniej Czterech Skoczni. Po raz pierwszy zwycięstwo odniósł Słoweniec Peter Prevc, przed Niemcem Severinem Freundem i Austriakiem Michaelem Hayböckiem.
- 3–9 stycznia – 28. edycja tenisowego Pucharu Hopmana, uznawanych za nieoficjalne mistrzostwa świata par mieszanych. W finale Australijczycy w składzie Darja Gawriłowa-Nick Kyrgios pokonali ukraińską parę Ołeksandr Dołhopołow-Elina Switolina 2:0.
- 9 stycznia – odbyła się gala bokserska w niemieckim Offenburg, na której Vincent Feigenbutz bronił mistrzowskiego pasa federacji WBA w wadze superśredniej, w rewanżowej walce przeciwko Giovanniemu De Carolisowi(inne języki). Włoch odzyskał tytuł, pokonując Niemca przez techniczny nokaut w jedenastej rundzie.
- 1–10 stycznia – 10. edycja Tour de Ski. Wśród mężczyzn po raz trzeci z rzędu najlepszy okazał się Norweg Martin Johnsrud Sundby, natomiast u kobiet po raz drugi jego rodaczka, Therese Johaug.
- 8–10 stycznia – 19. Superfinał Pucharu Kontynentalnego w hokeju na lodzie we francuskim Rouen. Tytuł mistrzowski przypadł po raz drugi w historii gospodarzom Dragons de Rouen. Drugie miejsce zajęła duńska ekipa Herning Blue Fox, natomiast trzecie GKS Tychy.
- 9–10 stycznia – 113. Mistrzostwa Europy w łyżwiarstwie szybkim w wieloboju w Mińsku. Wśród mężczyzn najlepszy po raz ósmy w karierze (w tym drugi raz z rzędu) okazał się Holender Sven Kramer, natomiast u kobiet po raz piąty Czeszka Martina Sáblíková.
- 2–16 stycznia – 37. edycja Rajdu Dakar. W klasyfikacji samochodów triumfowała francuska załoga Peugeot – Stéphane Peterhansel i Jean-Paul Cottret(inne języki). Wśród motocyklistów zwyciężył australijski kierowca KTM Toby Price(inne języki). Najlepszym quadowcem okazał się Argentyńczyk Marcos Patronelli(inne języki) z zespołu Yamaha. W zmaganiach ciężarówek wygrała załoga Iveco – Holender Gerard de Rooy, Hiszpan Moisés Torrallardona(inne języki) oraz Polak Dariusz Rodewald.
- 10–17 stycznia – 42. Masters Snooker. Po raz szósty w karierze po tytuł sięgnął Anglik Ronnie O’Sullivan, który w finale pokonał swojego rodaka Barry’ego Hawkinsa 10:1.
- 15–17 stycznia
  - 24. Mistrzostwa Świata w lotach narciarskich w austriackim Tauplitz (na skoczni Kulm). Złoty medal indywidualnie zdobył Słoweniec Peter Prevc, natomiast drużynowo reprezentacja Norwegii w składzie: Anders Fannemel, Daniel-André Tande, Johann André Forfang i Kenneth Gangnes.
  - 17. Halowe Mistrzostwa Europy w hokeju na trawie w czeskiej Pradze. Po raz drugi z rzędu tytuł obroniła reprezentacja Niemiec, która w finale pokonała Austriaków 3:2. Brąz przypadł Rosjanom, którzy wygrali z gospodarzami turnieju 4:3. Najbardziej wartościowym zawodnikiem został król strzelców z Niemiec, Timm Herzbruch(inne języki), natomiast bramkarzem jego rodak Andreas Späck. Tyle samo bramek, co Niemiec, strzelił reprezentant Austrii, Michael Körper.
- 16–17 stycznia – odbyła się gala bokserska w Nowym Jorku w boksie zawodowym. Amerykanin Deontay Wilder obronił tytuł mistrza świata federacji WBC w kategorii ciężkiej, pokonując przez nokaut w dziewiątej rundzie Polaka Artura Szpilkę. O wakujący pas IBF w tej samej kategorii pojedynek stoczyli Amerykanin Charles Martin i Ukrainiec Wiaczesław Hłazkow. Europejczyk odniósł kontuzję nogi w trzeciej rundzie i nie był w stanie kontynuować walki, dzięki czemu tytuł zdobył Martin.
- 23 stycznia – w Los Angeles zorganizowana została bokserska gala, na której Amerykanie Danny García i Robert Guerrero zmierzyli się o wakujący pas mistrzowski federacji WBC w wadze średniej. Walka zakończyła się zwycięstwem Garcii, który wygrał jednogłośną decyzją sędziów.
- 8–24 stycznia – 38. Halowe Mistrzostwa Świata w bowls w angielskim Great Yarmouth w hrabstwie Norfolk. Wśród mężczyzn najlepszy okazał się reprezentant gospodarzy Nick Brett(inne języki), natomiast u kobiet jego rodaczka Ellen Falkner(inne języki). W rywalizacji par triumfowali Szkoci Stewart Anderson(inne języki) oraz Darren Burnett(inne języki). Drugi z nich wygrał również rywalizację w mikście – jego partnerką była Angielka Katherine Rednall(inne języki).
- 22–24 stycznia – 20. Mistrzostwa Europy w short tracku w rosyjskim Soczi. W klasyfikacji medalowej triumfowali Brytyjczycy przed Holendrami i Rosjanami. Brązowy medal w biegu na 3000 metrów wywalczył Polak Bartosz Konopko.
- 24–26 stycznia – 44. Mistrzostwa Świata w Żeglarstwie Lodowym na szwedzkim jeziorze Glan. Po raz dziesiąty w karierze (i trzeci raz z rzędu) tytuł mistrzowski wywalczył Polak Karol Jabłoński. Podium dopełnili jego rodak Michał Burczyński oraz Estończyk Vaiko Vooremaa(inne języki).
- 15–31 stycznia – 12. Mistrzostwa Europy w piłce ręcznej mężczyzn w Polsce. W finale Niemcy pokonali Hiszpanów 24:17. Brązowy medal wywalczyli Chorwaci, którzy wygrali z Norwegami 31:24. MVP turnieju przypadło członkowie drużyny mistrzów, Raúlowi Entrerríos. Królem strzelców został jego rodak Valero Rivera Folch. Kolejnemu z reprezentantów Półwyspu Iberyjskiego Julenowi Aguinagalde, została przyznana statuetka w kategorii „najlepszy obrotowy”. Najbardziej wartościowym bramkarzem został Niemiec Andreas Wolff, z kolei jego rodak, Tobias Reichmann, najlepszym prawoskrzydłowym. Chorwat Manuel Štrlek okazał się najlepszy z kolei na lewym skrzydle. Polak Michał Jurecki został wyróżniony w kategorii „najlepszy lewy rozgrywający”, natomiast Szwed Johan Jakobsson najlepszym prawym rozgrywającym. Norweg Sander Sagosen został z kolei wybrany najlepszym środkowym rozgrywającym. Za najlepszego obrońcę został uznany Duńczyk Henrik Møllgaard.
- 18–31 stycznia – 104. edycja tenisowego turnieju wielkoszlemowego Australian Open. W grze pojedynczej triumfowali Serb Novak Đoković (po raz szósty, w tym po raz drugi z rzędu) i Niemka polskiego pochodzenia Angelique Kerber. W męskim deblu najlepsi okazali się Brytyjczyk Jamie Murray oraz Brazylijczyk Bruno Soares, natomiast w kobiecym Szwajcarka Martina Hingis i Hinduska Sania Mirza. Soares okazał się również najlepszy w grze mieszanej. Jego partnerką była Rosjanka Jelena Wiesnina. Polka Agnieszka Radwańska dotarła do półfinału gry pojedynczej.
- 25–31 stycznia – 108. Mistrzostwa Europy w łyżwiarstwie figurowym w Bratysławie. Wśród solistów najlepsi okazali się Hiszpan Javier Fernández López (po raz czwarty z rzędu) oraz Rosjanka Jewgienija Miedwiediewa. W rywalizacji par tanecznych i sportowych triumfowali Rosjanie – w pierwszym przypadku Tetiana Wołosożar oraz Maksim Trańkow, natomiast w drugim Gabriella Papadakis i Guillaume Cizeron.
- 30 stycznia – odbyła się gala bokserska w Montrealu, na której Siergiej Kowalow obronił pasy mistrzowskie federacji WBA, WBO i IBF w wadze półciężkiej. Jego rywal, Kanadyjczyk Jean Pascal, po siódmej rundzie nie był w stanie kontynuować walki.
- 28–31 stycznia
  - 20. edycja zimowego X Games w amerykańskim Aspen, w stanie Colorado. W klasyfikacji medalowej triumfowali gospodarze przed Kanadyjczykami i Francuzami.
  - 56. edycja prestiżowego 24-godzinnego wyścigu na torze Daytona. W rywalizacji samochodów P triumfował zespół Tequila Patrón ESM, który korzystał z samochodu Ligier JS P2-Honda. Załogę tworzyli reprezentanci Stanów Zjednoczonych Ed Brown, Scott Sharp oraz Johannes van Overbeek, a także Brazylijczyk Pipo Derani. W klasie GTLM zwyciężyła ekipa Corvette Racing w składzie: Brytyjczyk Oliver Gavin, Amerykanin Tommy Milner oraz Szwajcar Marcel Fässler. W kategorii GTD wygrał zespół Magnus Racing, wykorzystujący samochód marki Audi. Drużynę utworzyli Amerykanie John Potter(inne języki) i Andy Lally oraz Niemcy Marco Seefried i René Rast. W klasyfikacji PC najlepsza okazała się ekipa JDC/Miller Motorsports. Amerykanin Chris Miller(inne języki) i Kanadyjczyk Mikhail Goikhberg(inne języki) jechali samochodem Oreca, natomiast reprezentant RPA Stephen Simpson(inne języki) i kolejny z reprezentantów USA Kenton Koch(inne języki) Chevroletem.
- 30–31 stycznia
  - 46. Mistrzostwa Świata w saneczkarstwie w niemieckim Königssee. W rywalizacji jedynek triumfowali Niemiec Felix Loch (po raz piąty) oraz Natalie Geisenberger (po raz trzeci). Loch wygrał także sprint, natomiast u kobiet najlepsza okazała się Szwajcarka Martina Kocher. Niemcy Tobias Wendl i Tobias Arlt okazali się najlepsi w zmaganiach dwójek, zarówno w biegu długim, jak i w sprincie. Reprezentanci Niemiec zdobyli również złoty medal w wyścigu drużynowym.
  - 67. Mistrzostwa Świata w kolarstwie przełajowym w belgijskich miejscowościach Heusden i Zolder. Tytuł mistrzowski wśród mężczyzn wywalczył reprezentant gospodarzy Wout Van Aert, natomiast u kobiet Holenderka Thalita de Jong.

### Luty
- 1–7 lutego
  - 50. Mistrzostwa Europy w skeletonie we szwajcarskim Sankt Moritz. Wśród mężczyzn po raz siódmy najlepszy okazał się Łotysz Martins Dukurs, natomiast u kobiet po raz drugi Austriaczka Janine Flock.
  - 36. Mistrzostwa Świata w bandy dywizji A mężczyzn w Rosji. Gospodarze odnieśli dziesiąty triumf w historii imprezy, w tym czwarty z rzędu. W finale pokonali Finów 6:1. Brązowy medal wywalczyła reprezentacja Szwecji, która wygrała z Kazachstanem 4:0.
- 3–7 lutego – 11. German Masters w snookerze. W finale Anglik Martin Gould pokonał Belga Luca Brecela 9:5.
- 7 lutego – 50. finał Super Bowl w futbolu amerykańskim w Santa Clara, w stanie Kalifornia. W finale mistrz konferencji zachodniej Denver Broncos pokonał 24:10 triumfatora konferencji wschodniej Carolina Panthers. To trzecie mistrzostwo dla tego zespołu. Najbardziej wartościowym zawodnikiem został wybrany Amerykanin Von Miller(inne języki).
- 9 lutego – 3. finał Ligi Mistrzów w hokeju na lodzie w szwedzkim Oulu. Złoty medal wywalczył szwedzki klub Frölunda HC, który pokonał gospodarzy Oulun Kärpät 2:1. Brąz zdobyła szwajcarska drużyna HC Davos oraz fińska Rauman Lukko. MVP turnieju został Amerykanin Ryan Lasch.
- 2–13 lutego – 10. Mistrzostwa Europy w Futsalu w Belgradzie. W finale Hiszpania pokonała Rosję 7:3. To siódmy tytuł dla tego kraju. Brąz wywalczyli Kazachowie, którzy wygrali z Serbami 5:2. Najbardziej wartościowym graczem został Hiszpan Miguel Sayago(inne języki).
- 11–14 lutego – 17. Mistrzostwa Świata w łyżwiarstwie szybkim na dystansach w rosyjskiej Kołomnie. W klasyfikacji medalowej triumfowali Holendrzy przed Rosjanami i Koreańczykami Południowymi.
- 13–14 lutego – 47. Mistrzostwa Europy w saneczkarstwie w niemieckim Altenbergu. Wszystkie złote medale przypadły reprezentantom Niemiec. Wśród mężczyzn po raz drugi triumfował Felix Loch, natomiast u kobiet po raz pierwszy Tatjana Hüfner. Rywalizację dwójek po raz drugi wygrali Toni Eggert i Sascha Benecken, natomiast zmagania drużynowe cała wspomniana czwórka.
- 14 lutego – zakończył się 19. sezon Pucharu Świata w short tracku. W biegu na 500 metrów triumfowali Rosjanin Dmitrij Migunow(inne języki) oraz Kanadyjka Marianne St-Gelais. W rywalizacji na dystansie dwukrotnie dłuższym wygrali inny z reprezentantów Rosji, Siemion Jelistratow oraz Koreanka Choi Min-jeong. Minjeong była najlepsza także w zmaganiach na 1500 metrów. Jej rodak, Kwak Yoon-gy, zwyciężył w rywalizacji mężczyzn. Zmagania drużynowe wśród mężczyzn wygrali Kanadyjczycy, natomiast u kobiet Koreanki.
- 10–15 lutego – 20. Mistrzostwa Świata w żeglarskiej klasie 49er (mężczyzn) i oraz 4. 49er FX (kobiet) w amerykańskim Clearwater. Wśród mężczyzn po raz czwarty z rzędu triumfowała nowozelandzka załoga w składzie Peter Burling oraz Blair Tuke. U kobiet natomiast najlepszy okazał się duet z Hiszpanii, Támara Echegoyen i Berta Betanzos(inne języki).
- 17 lutego – podczas zawodów IAAF World Indoor Tour w Sztokholmie zostały ustanowione trzy lekkoatletyczne rekordy świata. Pierwszy z nich pobił reprezentant Dżibuti, Ayanleh Souleiman, wynikiem 2:14,20 w biegu na 1000 metrów. Drugi był autorem Katarczyka Abda al-Ilaha Haruna na dwukrotnie krótszym dystansie. Zegar zatrzymał się na poziomie 59,83 sekundy. Trzeci został ustanowiony przez Etiopkę Genzebę Dibabę, który przebiegła jedną milę w czasie 4:13,31.
- 20 lutego – podczas gali bokserskiej, w niemieckim Oberhausen, odbyła się walka o pas mistrza świata federacji WBA w wadze super półśredniej. Obrońca tytułu, Niemiec Felix Sturm, który bronił pas Superchampiona, pokonał niejednogłośnie na punkty Rosjanina Fedora Czudinowa(inne języki).
- 8–21 lutego – 63. Mistrzostwa Świata w bobslejach oraz Mistrzostwa Świata w skeletonie w austriackim Igls(inne języki). W zestawieniu medalowym triumfowali Niemcy przed Łotyszami i Rosjanami.
- 15–21 lutego – 25. Welsh Open w snookerze. Po raz czwarty tytuł przypadł Anglikowi Ronniemu O’Sullivanowi, który w finale pokonał Australijczyka Neila Robertsona 9:5.
- 18–21 lutego – 8. Mistrzostwa Świata w bandy kobiet w amerykańskim Roseville w stanie Minnesota. W finale obrończynie tytułu Rosjanki uległy 1:0 Szwedkom, które sięgnęły tym samym po siódme mistrzostwo w historii. Brąz wywalczyła reprezentacja gospodyń, która pokonała Finki 3:1.
- 21 lutego
  - zakończył się 39. sezon Pucharu Świata w saneczkarstwie na torach lodowych. Ponownie wszystkie trofea trafiły do Niemiec. Po raz piąty z rzędu po kryształową kulę w klasyfikacji indywidualnej sięgnął Felix Loch, natomiast po raz czwarty z rzędu Natalie Geisenberger. Loch zwyciężył także w klasyfikacji sprinterskiej, która jest nowa dla PŚ. Wśród kobiet najlepsza okazała się inna Niemka, Dajana Eitberger. W rywalizacji drużynowej po raz czwarty triumfowali Tobias Wendl i Tobias Arlt. Wygrali także zmagania sprinterskie. Geisenberger i Loch nie dali szans rywalom także klasyfikację sztafety mieszanej.
  - zakończył się 24. sezon Pucharu Świata w saneczkarstwie na torach naturalnych. Zmagania zostały zdominowane przez Włochów. Wśród mężczyzn po raz jedenasty najlepszy okazał się Patrick Pigneter, natomiast u kobiet po raz pierwszy w karierze triumfowała Evelin Lanthaler(inne języki). Pigneter wraz z Florianem Clarą(inne języki) po raz ósmy wygrali klasyfikację dwójek.
- 23 lutego – Amerykanka Jennifer Suhr wynikiem 5 metrów i 3 centymetrów pobiła halowy rekord świata w skoku o tyczce.
- 22–27 lutego – 11. Mistrzostwa Świata w żeglarskiej klasie RS:X w izraelskim Ejlacie. Tytuły mistrzowskie wywalczyli reprezentanci Polski – po raz drugi w karierze wygrał Piotr Myszka, natomiast po raz pierwszy Małgorzata Białecka.
- 27 lutego
  - podczas gali bokserskiej, w angielskim Manchesterze, odbyła się walka o pas mistrza świata organizacji WBA oraz IBF w wadze superkoguciej. Brytyjczyk Carl Frampton(inne języki) obronił drugi z nich, natomiast drugi zdobył na rzecz swojego rodaka, Scotta Quigga(inne języki). Walka zakończyła się jednogłośną decyzją sędziów po regulaminowym czasie, składającym się z dwunastu rund.
  - w amerykańskim Anaheim, w stanie Kalifornia, zorganizowana została walka o mistrzowski pas federacji WBA w wadze koguciej. Meksykanin Léo Santa Cruz obronił tytuł przeciwko Hiszpanowi Kiko Martínezowi(inne języki), pokonując go przez techniczny nokaut w piątej rundzie.
- w Nowym Jorku odbyła się walka o mistrzowski pas federacji WBO w wadze junior półśredniej. Amerykanin Terence Crawford pokonał przez techniczny nokaut, w piątej rundzie, swojego rodaka Henry'ego Lundy’ego(inne języki).
- 22–28 lutego
  - 23. Mistrzostwa Europy w biathlonie w rosyjskim Tiumenie. Klasyfikację medalową wygrał Rosjanie przed Niemcami i Białorusią.
  - 46. Mistrzostwa Europy w strzelaniu z 10 metrów w węgierskim Győr. Najwięcej medali zdobyła reprezentacja Rosji, która wyprzedziła w klasyfikacji Ukrainę i Węgry. Srebro wywalczył Polak Łukasz Czapla w strzelaniu do ruchowej tarczy.
- 23–28 lutego – 32. Mistrzostwa Świata w żeglarskiej klasie 470 w argentyńskim San Isidro. Wśród mężczyzn po raz drugi w karierze najlepszy okazał się chorwacki duet w składzie Šime Fantela i Igor Marenić, natomiast u kobiet Francuski Camille Lecointre oraz Helene Defrance.
- 27–28 lutego – 46. Mistrzostwa Świata w łyżwiarstwie szybkim w wieloboju sprinterskim w Seulu. Złoto wśród mężczyzn obronił Rosjanin Pawieł Kuliżnikow, natomiast u kobiet Amerykanka Brittany Bowe.

### Marzec
- 3 marca
  - w trakcie gali bokserskiej w tajskim Nakhon Ratchasima odbyła się walka o mistrzowski pas federacji WBC w wadze słomkowej. Reprezentant gospodarzy Chayaphon Moonsri pokonał przez techniczny nokaut Japończyka Go Odairę(inne języki).
  - zakończyła się 9. edycja turnieju snookerowego Championship League. Po raz trzeci w karierze najlepszy okazał się Anglik Judd Trump.
- 4 marca – na gali bokserskiej w japońskim Kioto reprezentant gospodarzy, Shinsuke Yamanaka, pokonał jednogłośną decyzją sędziów Wenezuelczyka Liborio Solíssa, dzięki czemu obronił tytuł mistrza świata federacji WBC w wadze koguciej.
- 5 marca
  - podczas gali bokserskiej w rosyjskim Grozny odbyła się walka o mistrzowski pas regularnego mistrza świata federacji WBA w wadze ciężkiej. Australijczyk Lucas Browne pokonał przez techniczny nokaut w dziesiątej rundzie obrońcę tytułu, reprezentanta Uzbekistanu, Rusłana Czagajewa.
  - w czasie bokserskiej gali w Waszyngtonie zorganizowany został pojedynek o wakujący pas mistrzowski federacji WBO w wadze półśredniej. Tytuł zdobył Amerykanin Jessie Vargas, który pokonał przez techniczny nokaut w dziewiątej rundzie swojego rodaka Sadama Alego.
- 28 lutego-6 marca – 53. Drużynowe Mistrzostwa Świata w tenisie stołowym w Kuala Lumpur. Tytuły mistrzowskie obroniła reprezentacja Chin. Zarówno wśród mężczyzn, jak i u kobiet, pokonali 3:0 Japończyków. W pierwszym przypadku brąz przypadł Korei Południowej oraz Anglii, natomiast w drugim Północnej i Tajpej.
- 1–6 marca – 13. Halowe Mistrzostwa Świata w łucznictwie w Ankarze. Najwięcej medali zdobyli reprezentanci Włoch, którzy pokonali Niemców i Francuzów.
- 2–6 marca – 113. Mistrzostwa Świata w kolarstwie torowym w Londynie. W klasyfikacji medalowej triumfowali Brytyjczycy przed Niemcami i Australijczykami.
- 5–6 marca – 110. Mistrzostwa Świata w łyżwiarstwie szybkim w wieloboju w Berlinie. Tytuły obronili Holender Sven Kramer (po raz ósmy) oraz Czeszka Martina Sáblíková (po raz pierwszy).
- 6 marca – zakończył się 33. sezon Pucharu Świata w kombinacji norweskiej. Po raz czwarty z rzędu po kryształową kulę sięgnął Niemiec Eric Frenzel. Puchar Narodów również po raz czwarty z rzędu trafił do jego reprezentacji.
- 10 marca – zakończył się 37. sezon Pucharu Świata w narciarstwie dowolnym. W klasyfikacji generalnej po raz piąty z rzędu triumfował Kanadyjczyk Mikael Kingsbury oraz po raz pierwszy Szwedka Anna Holmlund. Kingsbury (również piąty raz z rzędu) wygrał także rywalizację w jeździe po muldach, natomiast u kobiet po raz pierwszy najlepsza okazała się jego rodaczka Chloé Dufour-Lapointe. W rywalizacji skoków akrobatycznych zwyciężyli Ukrainiec Ołeksandr Abramenko oraz Amerykanka Ashley Caldwell. W ski crossie klasyfikację po raz drugi z rzędu wygrał Francuz Jean-Frédéric Chapuis, natomiast u kobiet po raz trzeci najlepsza okazała się Holmlund. W half pipe kryształową kulę po raz pierwszy zdobył Amerykanin Aaron Blunck, natomiast Japonka Ayana Onozuka obroniła to trofeum sprzed roku. W punktacji Slopestyle/Big Air triumfowali z kolei po raz pierwszy Szwajcar Andri Ragettli oraz Norweżka Tiril Sjåstad Christiansen.
- 12 marca
  - podczas gali bokserskiej w niemieckim Jahnsportforum(inne języki), odbyła się walka o mistrzowski pas federacji WBA w wadze super półśredniej. Niemiec Jürgen Brähmer pokonał swojego rodaka Eduardowi Gutknechta(inne języki) jednogłośną decyzją sędziów.
  - w Liverpoolu miał miejsce pojedynek o pas mistrza świata federacji WBO w wadze lekkiej przeciwko reprezentantom gospodarzy – obrońcy tytułu Terry’emu Flanaganowi(inne języki) oraz Derry’emu Mathewsowi(inne języki). Flanagan wygrał z rodakiem jednogłośną decyzją arbitrów.
- 8–13 marca – 12. Mistrzostwa Europy w zapasach w Rydze. Najwięcej medali zdobyli Rosjanie, którzy pokonali Gruzinów i Turków.
- 12–13 marca – 16. Zimowy Puchar Europy w rzutach w rumuńskim Arad. Wśród kobiet najwięcej medali zdobyły Białorusinki przed Włoszkami i Ukrainkami, natomiast w rywalizacji mężczyzn triumfowali Białorusini przed Czechami i Ukraińcami.
- 19 marca – zorganizowana została gala bokserska w Kempton Park w RPA, na której reprezentant gospodarzy, Hekkie Budler, bronił tytułu mistrza świata federacji WBA w wadze słomkowej przeciwko rywalowi z Nikaragui, Byronowi Rojasowi(inne języki). Zawodnik z RPA przegrał z rywalem jednogłośną decyzją sędziów.
- 3–13 marca – 48. Mistrzostwa Świata w biathlonie w Oslo. Klasyfikację medalową wygrała reprezentacja Francji przed Norwegią i Niemcami.
- 8–13 marca – 2. World Grand Prix w snookerze w Llandudno (Walia). Zwycięzcą został Shaun Murphy, który w finale pokonał 10:9 Stuarta Binghama (obaj Anglia).
- 11–13 marca – 41. Mistrzostwa Świata w short tracku w Seulu. Najwięcej medali zdobyli Chińczycy przed Koreańczykami i Kanadyjczykami.
- 13 marca
  - zakończył się 43. sezon Pucharu Świata w biegach narciarskich. Po raz trzeci z rzędu po kryształową kulę sięgnął Norweg Martin Johnsrud Sundby, natomiast po raz drugi jego rodaczka Therese Johaug. Obaj triumfowali także w klasyfikacji długodystansowej. W rywalizacji sprinterskiej najlepsi okazali się Rosjanin Włoch Federico Pellegrini oraz inna z reprezentantek Norwegii, Maiken Caspersen Falla. Puchar Narodów także trafił do skandynawskiego kraju.
  - zakończył się 31. sezon Pucharu Świata w łyżwiarstwie szybkim. W biegu na 500 metrów trofeum obronił Rosjanin Pawieł Kuliżnikow, natomiast Amerykanka Heather Richardson zdobyła go po raz pierwszy. Na dystansie dwukrotnie dłuższym wygrali Holender Kjeld Nuis (po raz drugi) oraz kolejna z reprezentantek USA, obrończyni tytułu Brittany Bowe. Bowe okazała się najlepsza również na 1500 metrów. Wśród mężczyzn triumfował inny z reprezentantów Sborny, Dienis Juskow. W rywalizacji długodystansowej wygrali Holender Sven Kramer (po raz trzeci) oraz Czeszka Martina Sáblíková (po raz dziesiąty z rzędu). W biegu masowym triumfowali reprezentanci Holandii – Arjan Stroetinga oraz Irene Schouten. Do Holandii trafiła również kryształowa kula za wygranie zmagań drużynowych wśród mężczyzn. U kobiet to trofeum przypadło Japonkom.
- 17–20 marca – 16. Halowe Mistrzostwa Świata w lekkoatletyce w amerykańskim Portland w stanie Oregon. Rywalizację medalową zdominowali Amerykanie. Podium dopełnili Etiopczycy i Francuzi. Reprezentacja Polski zdobyła trzy medale – srebro żeńska sztafeta 4×400 metrów w składzie: Ewelina Ptak, Małgorzata Hołub, Magdalena Gorzkowska oraz Justyna Święty oraz brąz tyczkarza Piotra Liska i skoczkini wzwyż Kamili Lićwinko.
- 20 marca
  - zakończył się 39. edycja Pucharu Świata w biathlonie. Kryształowa kula za zwycięstwo w klasyfikacji generalnej przypadła po raz piąty z rzędu Francuzowi Martinowi Fourcade oraz po raz pierwszy Czeszce Gabrieli Soukalovej. Fourcade triumfował także we wszystkich pozostałych klasyfikacjach – po raz drugi w biegu indywidualnym, piąty z rzędu w sprincie, szósty w biegu pościgowym oraz trzeci w biegu masowym. Soukalova wygrała trzy z nich. Jedna, za zwycięstwo w klasyfikacji biegu indywidualnego, trafiła do Włoszki Dorothea Wierer.
  - zakończył się 37. sezon Pucharu Świata w skokach narciarskich. Po raz pierwszy w karierze po kryształową kulę sięgnął Słoweniec Peter Prevc.
  - zakończył się 19. edycja Pucharu Świata w lotach narciarskich. Po raz trzeci z rzędu w karierze trofeum odebrał Prevc.
  - zakończył się 50. sezon Pucharu Świata w narciarstwie alpejskim kobiet. Po raz pierwszy w karierze najlepsza okazała się Lara Gut, która zarazem po raz drugi wygrała klasyfikację supergigantu. Ósmą kryształową kulę z kolei za punktację zjazdu odebrała Amerykanka Lindsey Vonn. W klasyfikacji sprintu triumfowała Szwedka Frida Hansdotter, natomiast w superkombinacji inna reprezentanta Szwajcarii, Wendy Holdener. Puchar Narodów trafił do reprezentantek Austrii. Należąca do niej Eva-Maria Brem zdobyła kryształową kulę za wygranie zmagań w slalomie gigancie.
  - zakończył się 50. edycja Pucharu Świata w narciarstwie alpejskim mężczyzn. Po raz piąty z rzędu kryształową kulę odebrał Marcel Hirscher, który trzeci raz wygrał również rywalizację w slalomie gigancie. W slalomie zdetronizował go z kolei Norweg Henrik Kristoffersen. Supergigant natomiast wygrał inny z reprezentantów Skandynawii Aleksander Aamodt Kilde. W rywalizacji zjazdu najlepszy okazał się Włoch Peter Fill, natomiast w superkombinacji po raz trzeci triumfował Francuz Alexis Pinturault. Puchar Narodów przypadł Austriakom.
  - zakończył się 21. sezon Pucharu Świata w snowboardzie. Po raz pierwszy w karierze w klasyfikacji generalnej zwyciężyli Bułgar Radosław Jankow oraz Ester Ledecká. Czeszka triumfowała także w klasyfikacji slalomu giganta równoległego. Wśród mężczyzn w tej konkurencji najlepszy okazała się Rosjanin Andriej Sobolew. W slalomie równoległym wygrali Włoch Roland Fischnaller oraz Szwajcarka Patrizia Kummer, natomiast w rywalizacji halfpipe triumfowali Japończyk Ryō Aono oraz Czeszka Cai Xuetong. W Big Air natomiast zwyciężyli Kanadyjczyk Max Parrot oraz Amerykanki – Jamie Anderson oraz Julia Marino – które zdobyły identyczną liczbę punktów. Anderson wygrała także rywalizację we slopestyle’u. Wśród mężczyzn najlepszy okazał się jej rodak Chris Corning.
  - zakończył się 17. sezon Mistrzostw Świata SuperEnduro. Po raz pierwszy po tytuł sięgnął Amerykanin Colton Haaker. Był to ostatni start Tadeusza Błażusiaka, który po sezonie zakończył sportową karierę.
- 24 marca – w wieku 68 lat, w wyniku choroby nowotworowej, zmarł piłkarz Johan Cruijff. Holender był trzykrotnie wybierany najlepszym piłkarzem na świecie.
- 22–26 marca – 5. finał snookerowego turnieju Players Tour Championship. Najlepszy okazał się reprezentant Irlandii Północnej Mark Allen, który w finale pokonał Anglika Ricky’ego Waldena 10:6.
- 26 marca
  - 20. Mistrzostwa Świata w półmaratonie w walijskim Cardiff. Rywalizację zdominowali Kenijczycy. W zmaganiach indywidualnych triumfowali Geoffrey Kipsang (po raz drugi) oraz Peres Jechirchir (po raz pierwszy). Kipsang był także w składzie zwycięskiej drużyny. Obok niego startowali Bidan Muchiri Karoki, Simon Cheprot(inne języki) i Edwin Kiprop(inne języki). Z kolei u boku Jechirchir biegły Cynthia Jerotich Limo, Mercy Wacera i Gladys Chesir(inne języki).
  - odbyła się gala bokserska w brytyjskim Sheffield, na której reprezentant gospodarzy Kell Brook obronił pas federacji IBF w wadze półśredniej, nokautując w drugiej rundzie Kanadyjczyka Kevina Biziera(inne języki).
- 19–27 marca – 38. Mistrzostwa Świata kobiet w curlingu w kanadyjskim Swift Current, w prowincji Saskatchewan. Po raz drugi tytuł obroniły Szwajcarki, które w finale pokonały 9:8 Japonki. Brąz ponownie trafił do Rosjanek, które takim samym stosunkiem punktów wygrały z Kanadyjkami.

### Kwiecień
- 1 kwietnia – miała miejsce bokserska gala, na której Amerykanin Adrien Broner w walce z Brytyjczykiem Ashleyem Theophane’em(inne języki) bronił mistrzowskiego pasa federacji WBA w wadze superlekkiej. W wyniku przekroczenia limitu wagowego stracił tytuł na rzecz Theophane’a.
- 29 marca-2 kwietnia – 44. edycja Pucharu CEV siatkarek. Tytuł obroniły zawodniczki rosyjskiego klubu Dinamo Krasnodar, które pokonały w dwumeczu turecką ekipę Galatasaray SK 2:3, 3:0. Najbardziej wartościową zawodniczką została Rosjanka Natalja Małych.
- 28 marca-3 kwietnia
  - 106. Mistrzostwa Świata w łyżwiarstwie figurowym w amerykańskim Bostonie. Tytuły mistrzowskie obronili Hiszpan Javier Fernández wśród solistów, Francuzi w składzie Gabriella Papadakis-Guillaume Cizeron w rywalizacji par tanecznych oraz Kanadyjczycy w składzie: Meagan Duhamel-Eric Radford. Nową mistrzynią w zmaganiach solistek została Rosjanka Jewgienija Miedwiediewa.
  - 15. China Open w snookerze. W finale Anglik Judd Trump pokonał swojego rodaka Ricky’ego Waldena 10:4.
- 30 marca-3 kwietnia – 36. edycja Pucharu Challenge siatkarek. Najlepsza okazała się rumuńska drużyna BSM Bukareszt, która w dwumeczu pokonała Trabzon İdmanocağı(inne języki) 3:1, 3:1. MVP turnieju została Serbka Jelena Blagojević.
- 31 marca-3 kwietnia – Mistrzostwa Europy w skokach na trampolinie w hiszpańskim Valladolidzie. Klasyfikację medalową wygrała reprezentacja Rosji przed Wielką Brytanią i Białorusią.
- 28 marca-4 kwietnia – 18. Mistrzostwa Świata w hokeju na lodzie elity kobiet w szwedzkim Malmö. Po raz siódmy w historii, a zarazem trzeci z rzędu, tytuł trafił do Amerykanek, które w finale pokonały Kanadyjki 1:0. Takim samym stosunkiem bramek zakończył się pojedynek o brązowy medal między Finkami a Rosjankami, na korzyść tych drugich. Najbardziej wartościową zawodniczką zawodów została Amerykanka Hilary Knight(inne języki).
- 2–10 kwietnia – 58. Mistrzostwa Świata w curlingu mężczyzn w Bazylei. W finale Kanadyjczycy pokonali Duńczyków 5:3. Brąz wywalczyła reprezentacja Stanów Zjednoczonych, która wygrała z Japonią 8:6.
- 7–10 kwietnia – 80. edycja wielkoszlemowego turnieju golfowego Masters Tournament. Po raz pierwszy w karierze po tytuł sięgnął Anglik Danny Willett(inne języki).
- 8 kwietnia – na gali bokserskiej w rosyjskim Kazaniu, reprezentant gospodarzy Eduard Trojanowski(inne języki) obronił tytuł mistrzowski w wadze lekkiej przeciwko Argentyńczykowi Cesarowi Cuenca(inne języki). Pokonał go przez techniczny nokaut w siódmej rundzie.
- 10 kwietnia – wieku 61 lat zmarł Henryk Średnicki, mistrz świata i dwukrotny mistrz Europy w boksie amatorskim.
- 9 kwietnia
  - odbyła się gala bokserska w Londynie, na której zorganizowano trzy walki o tytuł mistrza świata. W wadze ciężkiej Brytyjczyk Anthony Joshua znokautował w drugiej rundzie obrońcę pasa federacji IBF w wadze ciężkiej, Amerykanina Charlesa Martina. W wadze piórkowej jego rodak Lee Selby(inne języki) obronił pas IBF, pokonując jednogłośnie na punkty Erica Huntera. W kategorii koguciej natomiast inny z reprezentantów Wielkiej Brytanii, Jamie McDonnell, obronił pas federacji WBA, pokonując poprzez techniczny nokaut Fernando Vargasa.
  - miała miejsce walka o mistrzowski pas federacji WBO w Las Vegas, na której bronione były dwa pasy. W pierwszym przypadku Filipińczyk Manny Pacquiao w swojej ostatniej walce w karierze pokonał jednogłośną decyzją sędziów Amerykanina Timothy Bradleya w kategorii średniej. W drugiej z kolei Niemiec Arthur Abraham stracił tytuł na rzecz Meksykanina Gilberto Ramíreza w wadze superśredniej. Niemiec przegrał jednogłośnie na punkty.
- 9–10 kwietnia
  - 57. edycja Final Four siatkarskiej Ligi Mistrzyń we włoskim Montichiari. W finale włoski klub Pomì Casalmaggiore pokonał 3:0 turecki VakıfBank SK, z kolei w walce o brąz lepsza okazała się inna drużyna z Turcji, Fenerbahçe SK, która wygrała z rosyjskim Dinamo Kazań 3:1. Najbardziej wartościową zawodniczką turnieju została Włoszka Francesca Piccinini.
  - 39. edycja prestiżowego 24-godzinnego wyścigu motocyklowego na torze Le Mans. Triumfowała ekipa Kawasaki, którą reprezentowali Francuzi w składzie Grégory Leblanc(inne języki), Mathieu Lagrive(inne języki) oraz Fabien Foret(inne języki).
- 10–16 kwietnia – 95. Mistrzostwa Europy w podnoszeniu ciężarów w norweskim Førde. Najwięcej medali zdobyła reprezentacja Armenii, która pokonała Turcję i Ukrainę. W kategorii do 94 kg Tomasz Zieliński sięgnął po złoto w rwaniu i dwuboju.
- 16 kwietnia
  - odbyła się gala bokserska w Nowym Jorku, na której Krzysztof Głowacki obronił tytuł mistrza świata organizacji WBO w wadze junior ciężkiej. Polak pokonał jednogłośnie na punkty Amerykanina Steve’a Cunninghama.
  - miała miejsce bokserska gala w amerykańskim Mashantucket(inne języki), w stanie Connecticut, na której José Pedraza(inne języki) pokonał jednogłośną decyzją sędziów Brytyjczyka Stephena Smitha(inne języki) w wadze piórkowej. Portorykańczyk obronił tym samym tytuł mistrza świata federacji IBF.
- 16–17 kwietnia – 57. edycja Final Four siatkarskiej Ligi Mistrzów w Krakowie. Tytuł obroniła rosyjska drużyna Zenit Kazań, która w finale pokonała włoski klub Trentino Volley. Brąz wywalczył inny włoski team Lube Banca Marche Macerata, wygrywając 3:1 z polskim klubem Asseco Resovią. MVP turnieju został Kubańczyk z polskim paszportem Wilfredo León Venero.
- 16–23 kwietnia – 9. Mistrzostwa Świata Par w Curlingu(inne języki) w szwedzkim Karlstad. W finale triumfowali Rosjanie, którzy pokonali Chińczyków 7:5. Brąz wywalczyła reprezentacja Stanów Zjednoczonych. Amerykanie wygrali ze Szkotami 9:7.
- 16 kwietnia – została zorganizowana walka o tytuł mistrza świata federacji WBC w wadze piórkowej, w amerykańskim Foxwoods Casino, na której reprezentant gospodarzy Gary Russell(inne języki) pokonał przez nokaut w drugiej rundzie Irlandczyka Patricka Hylandowa(inne języki).
- 17 kwietnia – w Sheffield podczas I rundy mistrzostw świata w snookerze Steve Davis, wybitny angielski snookerzysta, sześciokrotny mistrz świata, ogłosił zakończenie zawodowej kariery.
- 23 kwietnia
  - odbyła się gala bokserska w amerykańskim Inglewood w stanie Kalifornia, na której bronione były tytuły mistrzowskie federacji WBC. W wadze średniej Kazach Giennadij Gołowkin obronił pasy Superczempiona WBA, IBF oraz IBO, pokonując przez nokaut w drugiej rundzie Amerykanina Dominica Dale’a. W wadze muszej natomiast reprezentant Nikaragui, Román González, wygrał jednogłośną decyzją sędziów z Portorykańczykiem McWilliamsem Arroyo(inne języki).
  - zorganizowana została bokserska gala w filipińskim Cebu City, na której reprezentant gospodarzy, Nonito Donaire, obronił pas mistrza świata federacji WBO w wadze piórkowej przeciwko Węgrowi Zsoltowi Bedakowi(inne języki). Pokonał go przez techniczny nokaut w drugiej rundzie.
- 21–24 kwietnia – 65. Mistrzostwa Europy w judo w rosyjskim Kazaniu. W klasyfikacji medalowej triumfowali Francuzi przed Gruzinami i Rosjanami.
- 22–24 kwietnia – finał Pucharu UEFA w Futsalu 2015–16(inne języki). Mistrzowski tytuł wywalczyła rosyjska drużyna Gazprom-Ugra Jugorsk(inne języki), która pokonała 4:3 Inter FS. Trzecie miejsce wywalczył portugalski klub SL Benfica, która wygrała z włoską ASD Pescara w karnych 2:0 (mecz zakończył się 2:2). Królem strzelców został Rosjanin Éder Lima.
- 24 kwietnia – finał Ligi Mistrzyń w Piłce Wodnej 2015–16(inne języki). Tytuł mistrzowski wywalczyły zawodniczki hiszpańskiego klubu C.N. Sabadell(inne języki), które pokonały 11:8 węgierski UVSE(inne języki). Brąz zdobyły piłkarki rosyjskiego klubu Kinef Kirishi(inne języki), które wygrały z greckim Olimpiacos CFP(inne języki) 10:9.
- 22–27 kwietnia – 14. finał Eurocupu koszykarzy. Po raz pierwszy w historii po tytuł sięgnęli koszykarze tureckiej drużyny Galatasaray SK(inne języki), którzy pokonali w dwumeczu francuską ekipę SIG Strasbourg(inne języki) 140:133 (66:62 w pierwszym, natomiast w drugim 78:67). MVP całego turnieju został Amerykanin Errick McCollum, natomiast Gabończyk Stéphane Lasme. Najwięcej punktów wywalczył Keith Langford. Polaka Mateusza Ponitkę wybrano wschodzącą gwiazdą.
- 25–27 kwietnia – 86. Mistrzostwa Świata w Szermierce w brazylijskim Rio de Janeiro. W nieolimpijskich konkurencjach triumfowali Rosjanie – w drużynowej szabli mężczyzn oraz floretu kobiet – przed Węgrami i Włochami.
- 27 kwietnia – miała miejsce walka o mistrzowski tytuł federacji WBA w wadze piórkowej. Na gali w Tokio reprezentant gospodarzy, Takashi Uchiyama, stracił pas Superczemiona na rzecz Panamczyka Jezreela Corralesa(inne języki), który pokonał go przez techniczny nokaut.
- 30 kwietnia
  - odbyła się gala bokserska w Waszyngtonie, na której zorganizowano dwie obrony tytułów mistrzowskich. W pierwszej z nich Szwed Badou Jack obronił tytuł federacji WBC w wadze superśredniej przeciwko Rumunowi Lucianowi Bute. Walka zakończyła się remisem. W drugiej natomiast broniący pasa IBF Brytyjczyk James DeGale pokonał jednogłośnie na punkty Meksykanina Rogelio Medinę(inne języki) w wadze superśredniej.

### Maj
- 26 kwietnia-1 maja – 25. Mistrzostwa Europy w badmintonie we francuskim La Roche-sur-Yon. Rywalizację zdominowali Duńczycy i tylko jedno złoto trafiło do singliski z Hiszpanii, Caroliny Marín. Najlepszy wśród mężczyzn w grze pojedynczej okazał się Viktor Axelsen. W deblu rywalizację wygrali Mads Conrad-Petersen(inne języki) i Mads Pieler Kolding(inne języki) oraz Christinna Pedersen i Kamilla Rytter Juhl. Pedersen triumfowała także w grze mieszanej – dokonała tego wraz z Joachimem Fischerem Nielsenem.
- 1 maja – 1. finał Pucharu FIBA w koszykówce mężczyzn. Niemiecki Fraport Skyliners pokonał 66:62 włoską Openjobmetis Varese(inne języki). Brązowy medal wywalczyli zawodnicy francuskiego teamu Élan Chalon(inne języki), którzy wygrali z rosyjskim Enisey 103:72. MVP turnieju został Amerykanin Quantez Robertson(inne języki). Tytuł króla strzelców trafił w ręce jego rodaka Omara Krayema(inne języki).
- 16 kwietnia-2 maja – 90. Mistrzostwa Świata w snookerze. Po raz drugi w karierze po tytuł sięgnął Anglik Mark Selby. W finale pokonał Chińczyka Ding Junhuia 18:14.
- 7 maja
  - została zorganizowana gala bokserska w namibijskim Windhoek, na której reprezentant gospodarzy, Paulus Ambunda, bronił pasów federacji IBO i WBA w wadze superkoguciej przeciwko Meksykaninowi Moisesowi Floresowi(inne języki). Namibijczyk przegrał jednogłośną decyzją sędziów.
  - w Las Vegas miała miejsce walka o mistrzowski pas federacji WBC w wadze średniej, na której Meksykanin Saul Canelo Alvarez znokautował w szóstej rundzie Brytyjczyka Amira Khana.
  - odbyła się gala bokserska w Manchesterze, na której reprezentant gospodarzy, Anthony Crolla(inne języki), obronił tytuł mistrza świata federacji WBA w wadze lekkiej, nokautując w siódmej rundzie Wenezuelczyka Ismaela Barroso(inne języki).
- 5–8 maja
  - 27. Mistrzostwa Europy w kolarstwie górskim w szwedzkiej Huskvarnie. Klasyfikację medalową wygrali reprezentanci Francji, którzy wyprzedzili Szwajcarów i gospodarzy.
  - 51. Mistrzostwa Europy w karate we francuskim Montpellier. Gospodarze wygrali klasyfikację medalową, pokonując Hiszpanów i Azerów.
- 6–8 maja – 10. Mistrzostwa Europy we wioślarstwie(inne języki) w niemieckim Brandenburgu. W klasyfikacji medalowej triumfowali Brytyjczycy przed gospodarzami i Chorwatami. Medale dla Polski wywalczyły dwie żeńskie osady – po srebro sięgnęła czwórka podwójna w składzie: Agnieszka Kobus, Joanna Leszczyńska, Maria Springwald i Monika Ciaciuch, natomiast po brąz dwójka podwójna wagi lekkiej w składzie: Joanna Dorociak oraz Weronika Deresz.
- 7–8 maja – 1. Drużynowe Mistrzostwa Świata w chodzie sportowym w Rzymie. Najwięcej konkurencji wygrali reprezentanci Chin, którzy pokonali Włochów i Meksykanów.
- 8 maja
  - 57. finał Ligi Mistrzyń EHF w Budapeszcie. W finale rumuńska drużyna CSM Bukareszt pokonała węgierski Győri ETO KC 29:26. Brąz wywalczyły zawodniczki macedońskiego Wardar Skopje, które wygrały z obrończyniami tytułu z Czarnogóry, Budućnost Podgoricą. MVP turnieju została Chorwatka Jelena Grubišić. Najwięcej bramek zdobyła Szwedka Isabelle Gulldén.
  - została zorganizowana gala bokserska w Tokio, na której reprezentanci gospodarzy – Naoya Inoue i Akira Yaegashi – bronili tytułów mistrzowskich. Pierwszy z nich obronił pas federacji WBO w wadze koguciej, pokonując jednogłośną decyzją sędziów Meksykanina Davida Carmonę. Drugi z kolei wygrał z Martinem Tecuapetlą niejednogłośnym werdyktem, zachowując tym samym tytuł organizacji IBF w wadze lekkomuszej.
- 13 maja – 2. finał Europejskiego Pucharu Challenge w rugby we francuskim Lyonie. Tytuł trafił w ręce francuskiej ekipy z Montpellier, która wygrała z angielskim Harlequin F.C. 26:19. Najlepszym strzelcem został Anglik Marcus Watson(inne języki), natomiast najwięcej punktów zdobyli Francuz Benoît Paillaugue(inne języki) oraz Walijczyk Rhys Patchell(inne języki).
- 14 maja – 2. finał Europejskiej Ligi Mistrzów w rugby we francuskim Lyonie. Mistrzostwo wywalczyła angielska drużyna Saracens F.C., która pokonała francuski Racing 92. Najlepszymi strzelcami zostali reprezentant Fidżi Vereniki Goneva(inne języki) oraz Nowozelandczyk Thomas Waldrom(inne języki), natomiast najwięcej punktów wywalczył Anglik Owen Farrell.
- 12–15 maja – Mistrzostwa Europy w kajakarstwie górskim w słowacki Liptowskim Mikułaszu. Najwięcej medali zdobyli gospodarze, którzy wyprzedzili Czechów i Brytyjczyków.
- 15 maja
  - 16. finał koszykarskiej Euroligi w Berlinie. Po raz siódmy po tytuł sięgnął rosyjski zespół CSKA Moskwa, który pokonał 101:96 tureckie Fenerbahçe SK. Brąz wywalczył inny moskiewski klub, Lokomotiw Kubań, który wygrał z hiszpańskim Saski Baskonia 85:75. Najbardziej wartościowym zawodnikiem został Francuz Nando De Colo, który zdobył także najwięcej punktów.
  - 9. finał Eurohokeja mężczyzn w hokeju na trawie w Barcelonie. W decydującym pojedynku, w którym wzięły udział dwa holenderskie kluby, lepszy okazał się Kampong, który pokonał AmsterdamH&BC 2:0. Brązowy medal wywalczył niemiecki Harvestehuder THC dzięki wygranej 3:2 z hiszpańskim Atlètic Terrassa. Najwięcej bramek strzelił Niemiec Michael Körper, natomiast najlepszym zawodnikiem został Holender Bjorn Kellerman(inne języki).
  - 51. finał Europejskiej Ligi w hokeju na rolkach. W portugalskim pojedynku lepsza okazała się lizbońska Benfica, która pokonała Oliveirense 5:3.
- 16 maja – 44. finał Eurohokeja kobiet w hokeju na trawie w holenderskim Bilthoven. Po raz czternasty w historii po tytuł sięgnęły hokeistki HC Den Bosch, które pokonały w rzutach karnych 3:2 (1:1 po regulaminowym czasie gry) inny holenderski klub, reprezentantki gospodarzy SCHC. Trzecie miejsca przypadło Uhlenhorster HC. Niemiecki klub wygrał z hiszpańską drużyną Club de Campo 3:2.
- 18 maja – 45. finał Ligi Europy UEFA we szwajcarskiej Bazylei. Po raz trzeci z rzędu po tytuł sięgnął hiszpański klub Sevilla FC, która pokonała 3:1 Liverpool FC. Królem strzelców został Hiszpan Aritz Aduriz. Jedną ze zwycięskich bramek strzelił Polak Grzegorz Krychowiak.
- 21 maja
  - odbyła się gala bokserska w Moskwie, na której na szali zostały postawione pasy WBA i IBF w wadze junior ciężkiej. Reprezentant gospodarzy Denis Lebiediew pokonał przez techniczny nokaut w drugiej rundzie Argentyńczyka Victora Emilio Ramíreza. W wadze ciężkiej Amerykanin Deontay Wilder miał bronić pasa mistrza świata federacji WBC przeciwko reprezentantowi gospodarzy, Aleksandrowi Powietkinowi, jednakże w wyniku wykrycia u Rosjanina meldonium, walka została odwołana.
  - w Las Vegas miał miejsce pojedynek o mistrzowski pas federacji WBA i IBO w wadze średniej, pomiędzy Kubańczykiem Erislandy Larą a Amerykaninem Vanesem Martirosyanem. Zakończyła się jednogłośnym werdyktem na korzyść obrońcy tytułu z Kuby.
  - w Houston zorganizowana została gala bokserska, na której reprezentant gospodarzy, Jermall Charlo, obronił pas IBF w wadze średniej, przeciwko Austinowi Troutowi. Walka rozstrzygnięta została jednogłośną decyzją sędziów.
- 9–22 maja – Mistrzostwa Europy w pływaniu w Londynie. W łącznej klasyfikacji medalowej triumfowali Brytyjczycy przed Węgrami i Rosjanami. W zestawieniu krążków z pływania z kolei lepsi od wyspiarzy okazali się Węgrzy. Podium dopełnili Włosi, którzy na najniższym stopniu sklasyfikowani zostali także w pływaniu synchronicznym. Tam bezkonkurencyjni okazali się Rosjanie, którzy pokonali Ukraińców. Dwa medale zdobyli reprezentanci Polski – złoto na 200 metrów grzbietem wywalczył Radosław Kawęcki, natomiast srebro na 100 metrów motylkiem Konrad Czerniak.
- 15–22 maja
  - 29. Thomas Cup(inne języki) (międzynarodowe zawody drużynowe mężczyzn w badmintonie) w chińskim Kunshan, w prowincji Jiangsu. W finale Dania pokonała Indonezję 3:2.
  - 26. Uber Cup(inne języki) (międzynarodowe zawody drużynowe kobiet w badmintonie) w chińskim Kunshan, w prowincji Jiangsu. Tytuł po raz drugi z rzędu obroniły reprezentantki Chin, które wygrały z Koreankami 3:1.
- 19–22 maja – 22. Mistrzostwa Europy w taekwondo we szwajcarskim Montreux. Klasyfikację medalową wygrała Wielka Brytania przed Turcją i Rosją. Reprezentanci Polski zdobyli trzy medale – po srebro sięgnął Jarosław Mecmajer(inne języki) (w kategorii do 63 kg), natomiast po brąz Piotr Paziński (do 80 kg) i Piotr Hatowski(inne języki) (powyżej 87 kg).
- 22 maja – 19. finał Pucharu EHF Challenge. W portugalskim pojedynku lepsza okazała się drużyna ABC Braga, która pokonała S.C. Lizbona 53:51.
- 22 maja – 80. Mistrzostw świata w hokeju na lodzie mężczyzn. W finale rozgrywek Kanada pokonała Finlandię 2:0. Brąz wywalczyli gospodarze, którzy wygrali z USA 7:2. Najbardziej wartościowym graczem turnieju został Fin Patrik Laine.
- 25 maja – odbyła się gala bokserska w Pekinie, na której Tajlandczyk Amnat Ruenroeng stracił pas federacji IBF w wadze muszej na rzecz Filipińczyka Johna Riela Casimero, na skutek nokautu w czwartej rundzie.
- 26 maja – 15. finał Ligi Mistrzyń UEFA we włoskim Mediolanie. Po raz trzeci w historii rozgrywek wygrały piłkarki Olympique Lyon, które pokonały w rzutach karnych 4:3 (1:1 po regulaminowym czasie gry) niemiecki VfL Wolfsburg. Królową strzelczyń została Norweżka Ada Hegerberg, natomiast najwięcej asyst odnotowały Czeszka Kateřina Svitková i Holenderka Kirsten van de Ven.
- 19–27 maja – Mistrzostwa Świata w boksie amatorskim kobiet w kazachskiej Astanie. Reprezentanci gospodarzy wygrali klasyfikację medalową, wyprzedzając Chińczyków i Amerykanów.
- 27 maja – podczas gali bokserskiej w tajskiej Ayutthaya reprezentant gospodarzy Chayaphon Moonsri pokonał w czwartej rundzie przez nokaut Indonezyjczyka Endo Anggoro. Obronił tym samym pas mistrza świata federacji WBC w wadze słomkowej.
- 28 maja
  - 24. finał Ligi Mistrzów UEFA we włoskim Mediolanie. Po raz jedenasty w historii po triumf sięgnęli piłkarze Realu Madryt, którzy w hiszpańskim pojedynku pokonali w rzutach karnych 5:3 (1:1 po regulaminowym czasie gry) Atlético Madryt. Królem strzelców został Portugalczyk Cristiano Ronaldo. Polak Robert Lewandowski został sklasyfikowany na drugim miejscu.
  - miała miejsce gala bokserska w filipińskim Bacolod City, na której reprezentant gospodarzy, Donnie Nietes, pokonał przez techniczny nokaut Meksykanina Raula Garcię.
  - na gali bokserskiej w Glasgow reprezentant gospodarzy, Ricky Burns, obronił tytuł mistrzowski federacji WBA. Pokonał przez techniczny nokaut w ósmej rundzie Włocha Michele di Rocco.
- 23–29 maja
  - 24. Mistrzostwa Europy w łucznictwie w brytyjskim Nottingham. Najwięcej złotych medali przypadło Duńczykom. Triumfowali także reprezentanci Włoch, Belgii i Turcji.
  - 60. Mistrzostwa Świata w pięcioboju nowoczesnym(inne języki) w Moskwie. Najwięcej medali zdobyli Węgrzy, którzy wyprzedzili gospodarzy i Francuzów.
- 25–29 maja
  - 21. Mistrzostwa Świata w kolarstwie BMX(inne języki) w kolumbijskim Medellín. W klasyfikacji generalnej najwięcej złotych medali zdobyli Holendrzy (6 medali: 3 Z/2 S/1 B), którzy pokonali Francuzów (4 medale: 2 Z/1 S/1 B) i Australijczyków (4 medali: 1 Z/3 S). W poszczególnych kategoriach zwyciężyli:
    - Elite: mężczyźni – Joris Daudet; kobiety – Mariana Pajón
    - jazda na czas: mężczyźni – Niek Kimmann(inne języki); kobiety – Caroline Buchanan

  - 32. Mistrzostwa Europy w gimnastyce sportowej mężczyzn w szwajcarskim Bernie. W klasyfikacji medalowej triumfowali reprezentanci Rosji przed Armeńczykami i Brytyjczykami.
- 6–29 maja – 99. edycja kolarskiego wyścigu Giro d’Italia. Po raz drugi w karierze zwyciężył Włoch Vincenzo Nibali. W klasyfikacji górskiej triumfował Hiszpan Mikel Nieve, natomiast w punktowej inny z reprezentantów Półwyspu Apenińskiego, Giacomo Nizzolo.
- 27–29 maja – 32. Mistrzostwa Europy w triathlonie w Lizbonie. Rywalizację wygrali Hiszpan Javier Gómez oraz Brytyjka India Lee(inne języki).
- 29 maja
  - 56. finał Ligi Mistrzów EHF w niemieckiej Kolonii. Po raz pierwszy w historii po tytuł sięgnął polski klub Vive Tauron Kielce, który wygrał z węgierskim MVM Veszprém KC 39:38 (mecz zakończył się w rzutach karnych 7:6, natomiast po dogrywce było 36:36). Trzecie miejsce przypadło francuskiemu klubowi Paris SG Habdball, który pokonał niemiecki THW Kiel 29:27. Królem strzelców został Duńczyk Mikkel Hansen.
  - 100. edycja samochodowego wyścigu Indianapolis 500, natomiast 21. w ramach serii Indy Car Series. Po raz pierwszy w karierze triumfował w nim Amerykanin Alexander Rossi, który ścigał się w zespole Bryan Herta Autosport/Andretti Autosport.
  - w trakcie gali bokserskiej w Liverpoolu reprezentant gospodarzy, Tony Bellew, obronił tytuł mistrza świata federacji WBC w wadze junior ciężkiej, przeciwko bokserowi z Demokratycznej Republiki Konga, Ilungi Makabu. Pokonał go przez techniczny nokaut w trzeciej rundzie.

### Czerwiec
- 2 czerwca – po dziesięcioletniej walce z rakiem, w wieku 72 lat, zmarł Andrzej Niemczyk, twórca sukcesów reprezentacji Polski kobiet w piłce siatkowej, która dwukrotnie sięgała po Mistrzostwo Europy.
- 3 czerwca – po wieloletniej walce z chorobą Parkinsona, w wieku 74 lat, zmarł Amerykanin Muhammad Ali. Był jedynym bokserem w historii, który trzykrotnie sięgnął po tytuł mistrza świata wszechwag w boksie zawodowym.
- 4 czerwca – 53. finał Ligi Mistrzów w piłce wodnej. Mistrzostwo trafiło w ręce chorwackiego klubu Jug Duvrovnik, który pokonał grecki Olimpiacos 6:4. W walce o brązowy medal lepsi okazali się zawodnicy z węgierskiej drużyny Szolnoki VSK, którzy wygrali z włoską Pro Recco 11:7.
- 22 maja-5 czerwca – 115. edycja tenisowego turnieju wielkoszlemowego French Open. W grze pojedynczej zarówno wśród mężczyzn, jak i u kobiet, po raz pierwszy w karierze triumfowali Serb Novak Đoković oraz Hiszpanka Garbiñe Muguruza. W deblu zwycięstwo odniósł hiszpański duet w składzie Feliciano López-Marc López oraz francuski: Caroline Garcia oraz Kristina Mladenovic. W grze mieszanej najlepsi okazali się Szwajcarka Martina Hingis i Hindus Leander Paes. Do półfinału gry podwójnej doszedł Polak Łukasz Kubot.
- 1–5 czerwca
  - 20. Mistrzostwa Europy w siatkówce plażowej w szwajcarskim Biel/Bienne. Wśród mężczyzn tytuł mistrzowski wywalczyli Włosi w składzie Paolo Nicolai-Daniele Lupo, natomiast u kobiet trofeum sprzed roku obroniły Niemki – Laura Ludwig i Kira Walkenhorst. Brązowy medal wywalczyli polscy siatkarze – Grzegorz Fijałek i Mariusz Prudel.
  - 32. Mistrzostwa Europy w gimnastyce sportowej kobiet w szwajcarskim Bernie. W klasyfikację medalowej triumfowały Rosjanki przed Ormiankami i Brytyjkami.
- 5 czerwca – 20. Puchar Europy w biegu na 10 000 metrów w tureckim Mersin. Rywalizację indywidualną wygrali Włoch Daniele Meucci oraz Turczynka Esma Aydemir. Meucci triumfował także w zmaganiach drużynowych wraz z Jamelem Chatbim(inne języki) i Stefano La Rosą(inne języki). Wśród kobiet najlepsze okazały się Brytyjki w składzie: Jennifer Nesbitt(inne języki), Lauren Deadman oraz Louise Small(inne języki).
- 8 czerwca – Międzynarodowa Federacja Tenisowa poinformowała o nałożeniu dwuletniej dyskwalifikacji na rosyjską tenisistkę Mariję Szarapową za stosowanie niedozwolonych środków dopingujących (meldonium).
- 10 czerwca – w wieku 88 lat zmarł Kanadyjczyk Gordie Howe, jeden z najwybitniejszych hokeistów w historii. Jest rekordzistą pod względem zdobytych bramek w lidze NHL na pozycji prawoskrzydłowego.
- 11 czerwca
  - Podczas gali bokserskiej w Nowym Jorku odbyły się dwie walki o tytuły mistrzowskie federacji WBC. W pierwszej z nich Ukrainiec Wasyl Łomaczenko obronił mistrzostwo świata w wadze lekkiej, pokonując przez nokaut w piątej rundzie Portorykańczyka Romána Martíneza. W drugiej natomiast reprezentant Czarnogóry, Dejan Zlatičanin, znokautował dwie rundy szybciej Boliwijczyka Franklina Mamanima.
- 12 czerwca – zakończył się 123. finał hokejowej ligi NHL o Puchar Stanleya. Po trofeum sięgnął Pittsburgh Penguins, który pokonał San Jose Sharks 4:2. MVP turnieju został Kanadyjczyk Sidney Crosby, natomiast najwięcej bramek zdobył jego rodak Kris Letang.
- 16 czerwca – Amerykanin Rau’shee Warren pokonał po niejednogłośnej decyzji sędziów reprezentanta Dominikany, Juana Carlosa Payano(inne języki), podczas gali bokserskiej w Chicago. Stawką był pas federacji WBA w wadze koguciej.
- 16–19 czerwca – 116. edycja wielkoszlemowego turnieju golfowego US Open. Najlepszy okazał się reprezentant gospodarzy, Dustin Johnson(inne języki).
- 17–19 czerwca – 32. Mistrzostwa Europy w gimnastyce artystycznej w izraelskim Holon. Rywalizację zdominowali Rosjanie, którym po jednym złotym medalu zabrali jedynie Białorusini i gospodarze.
- 18–19 czerwca–84. edycja prestiżowego 24-godzinnego wyścigu Le Mans. W klasie LMP1 triumfowała po raz drugi z rzędu niemiecka załoga Porsche – tym razem dzięki Niemcowi Marcowi Liebowi, Francuzowi Romainowi Dumasowi oraz Szwajcarowi Neelowi Janiemu. W kategorii LMP2 najlepszy okazał się francuski zespół Signatech Alpine, reprezentowany przez ich rodaka Nicolasa Lapierre, Amerykanina Gustavo Menezesa oraz Monakijczyka Stéphane Richelmiego. W klasie LMGTE Pro triumfowali Amerykanin Joey Hand, Niemiec Dirk Müller oraz Francuz Sébastien Bourdais z ekipy Ford Chip Ganassi Team USA. W kategorii LMGTE Am najlepszy okazał się w pełni amerykański team Scuderia Corsa w składzie: Bill Sweedler, Townsend Bell oraz Jeff Segal.
- 19 czerwca – zakończył się 70. finał koszykarskiej ligi NBA. Tytuł mistrzowski pierwszy raz w historii zdobył klub Cleveland Cavaliers, który pokonał 4:3 obrońcę tytułu Golden State Warriors. Najbardziej wartościowym zawodnikiem został LeBron James.
- 20–25 czerwca – 29. Mistrzostwa Europy w szermierce w Toruniu. Klasyfikację medalową wygrali Rosjanie przed Francją i Włochami. Polska zdobyła brązowy medal dzięki Renacie Knapik-Miazdze.
- 24 czerwca – podczas gali w Pekinie Portorykańczyk Jason Sosa(inne języki) pokonał przez techniczny nokaut w jedenastej rundzie boksera z Dominikany, Javiera Fortunę(inne języki). Stawką walki był pas federacji WBA w wadze piórkowej.
- 25 czerwca
  - Reprezentacja Polski w piłce nożnej awansowała do ćwierćfinału mistrzostw Europy po raz pierwszy w historii.
  - w Nowym Jorku odbyła się gala bokserska, na której reprezentant gospodarzy, Keith Thurman, obronił mistrzowski pas federacji WBA w wadze średniej, przeciwko rodakowi Shawnowi Porterowi. Pokonał go jednogłośną decyzją sędziów.
  - Brytyjczyk Anthony Joshua obronił pas federacji IBF w wadze ciężkiej przeciwko Amerykaninowi Dominicowi Breazeale’owi, za sprawą nokautu w siódmej rundzie.
- 24–26 czerwca
  - 15. Mistrzostwa Europy w piłce nożnej plażowej w Serbii. Po raz siódmy w historii mistrzostwo wywalczyli Portugalczycy. W finale pokonali Włochów 6:3. Brąz po wygraniu z Węgrami 8:0 wywalczyli Rosjanie. MVP turnieju został Portugalczyk Elinton Andrade, do którego trafiła jednocześnie statuetka dla najlepszego bramkarza. Królem strzelców został Włoch Gabriele Gori.
  - 28. Mistrzostwa Europy w kajakarstwie klasycznym(inne języki) w Moskwie. W klasyfikacji medalowej triumfowali Węgrzy przed Rosjanami i Niemcami. Reprezentacji Polski przypadły dwa brązowe medale – pierwszy zdobył Mateusz Kamiński w jedynce na 5000 metrów, natomiast drugi czwórka na dystansie 1000 metrów w składzie: Martin Brzeziński, Rafał Rosolski, Bartosz Stabno i Norbert Kuczyński.
- 29 maja – Tajlandczyk Knockout CP Freshmart(inne języki) pokonał reprezentanta Nikaragui, Byrona Rojasa(inne języki), po jednogłośnej decyzji sędziów. Gala odbyła się na terenie obrońcy tytułu WBA w wadze piórkowej, w Khon Kaen.

### Lipiec
- 1 lipca – odbyła się gala bokserska, na której Meksykanin Jose Argumendo obronił tytuł mistrza świata federacji IBF w wadze muszej. Pokonał reprezentanta Nikaragui, Julio Mendozę, jednogłośną decyzją sędziów.
- 3 czerwca-2 lipca – 13. edycja Ligi Europejskiej w piłce siatkowej mężczyzn. W finale Estonia pokonała Macedonię 3:0. Takim samym stosunkiem zakończył się pojedynek o brązowy medal pomiędzy Austrią i Bułgarią, na korzyść tych pierwszych. MVP turnieju został Estończyk Robert Täht. Wspólnie z Austriakiem Alexandrem Bergerem został wybrany również najlepszym przyjmującym. Statuetki dla najlepszych środkowych graczy otrzymali Bułgar Swetosław Gocew i Austriak Peter Wohlfahrtstätter. Najlepszym atakującym wybrano Macedończyka Nikolę Ǵorǵieva. Nagrody dla najlepszego rozgrywającego i libero trafiły w ręce Estończyków – Kerta Toobala oraz Raita Rikberga.
- 2 lipca – Australijka Cate Campbell wynikiem 52,06 pobiła rekord świata na dystansie 100 metrów stylem dowolnym w Brisbane.
- 3 czerwca-3 lipca – 8. edycja Ligi Europejskiej w piłce siatkowej kobiet. Tytuł mistrzowski wywalczyły Azerki, które wygrały ze Słowaczkami jednym setem (pierwszy mecz wygrały rywalki 3:1, jednak drugi 3:0 Azerki, dzięki czemu to one cieszyły się z triumfu). Najbardziej wartościową zawodniczką została wybrana Azerka Polina Rəhimova.
- 28 czerwca-3 lipca – 27. Mistrzostwa Świata w kolarstwie górskim w czeskim Novym Meście na Morawach. Tytuły mistrzowskie przypadły Szwajcarowi Nino Schurterowi oraz Dunce Annice Langvad. W rywalizacji mieszanej triumfowali Francuzi w składzie: Victor Koretzky, Benjamin Le Ny(inne języki), Pauline Ferrand-Prévot i Jordan Sarrou. W eliminatorze najlepsi okazali się z kolei Austriak Daniel Federspiel oraz Szwajcarka Linda Indergand.
- 3 lipca – zakończył się 2. sezon Formuły E. Mistrzem serii został Szwajcar Sébastien Buemi.
- 4–9 lipca – 11. Mistrzostwa Europy w żeglarskiej klasie RS:X w Helsinkach. Tytuły mistrzowskie wywalczyli reprezentanci Francji – Charline Picon oraz Thomas Goyard(inne języki). Zofia Noceti-Klepacka sięgnęła po srebrny medal.
- 3 czerwca-10 lipca – 24. edycja rozgrywek World Grand Prix w piłce siatkowej kobiet. W finale Brazylijki pokonały Amerykanki 3:2. Brązowe medale po takim samym rozstrzygnięciu w starciu z Rosjankami przypadły Holenderkom. MVP turnieju została Brazylijka Natália Pereira. Statuetki w kategorii „najlepsza skrzydłowa” przypadły jej rodaczce Sheilli oraz reprezentancie Stanów Zjednoczonych Kimberly Hill. Kolejne zawodniczki z dwóch najmocniejszych drużyn turnieju – Thaísa i Rachael Adams – zostały uznane najlepszymi środkowymi. Najbardziej skuteczną atakującą została wybrana Holenderka Lonneke Slöetjes. Nagroda dla najlepszej rozgrywającej natomiast trafiła do Tajki Nootsary Tomkom, natomiast dla libero do Chinki Lin Li.
- 10 czerwca-10 lipca – 25. Mistrzostwa Europy w piłce nożnej we Francji. Reprezentacja Portugalii po raz pierwszy zdobyła tytuł, pokonując w dogrywce Francję 1:0. Najbardziej wartościowym zawodnikiem, a zarazem królem strzelców turnieju, został Francuz Antoine Griezmann. Reprezentacja Polski po raz pierwszy od 1986 roku wyszła z grupy, gdzie w 1/8 finałów pokonała w rzutach karnych Szwajcarię, natomiast w ćwierćfinale przegrała w dogrywce z mistrzami Europy.
- 6–10 lipca – 23. Mistrzostwa Europy w lekkoatletyce w Amsterdamie. W klasyfikacji medalowej z dwunastoma medalami (w tym sześcioma złotymi) triumfowała reprezentacja Polski przed Turcją i Wielką Brytanią. Dla Polski złote medale zdobywali młociarze – Paweł Fajdek i Anita Włodarczyk, biegacze – Adam Kszczot (800 metrów) i Angelika Cichocka (1500 metrów) oraz dyskobol Piotr Małachowski i tyczkarz Robert Sobera. Srebra przypadły trójskoczkowi Karolowi Hoffmannowi, kulomiotowi Michałowi Haratykowi, Marcinowi Lewandowskiemu w biegu na 800 metrów, Joannie Linkiewicz w biegu na 400 metrów przez płotki oraz sztafecie 4×400 metrów w składzie: Rafał Omelko, Kacper Kozłowski, Łukasz Krawczuk, Jakub Krzewina. Brązowym medalistą został młociarz Wojciech Nowicki.
- 4–11 lipca – 25. Mistrzostwa Europy w pięcioboju nowoczesnym w Sofii. Klasyfikację medalową wygrała reprezentacja Czech przed Litwinami i Rosjanami.
- 29 czerwca-12 lipca – 130. edycja wielkoszlemowego turnieju tenisowego Wimbledon. Wśród singlistów najlepsi okazali się Szkot Andy Murray oraz Amerykanka Serena Williams. Wraz z siostrą Venus Serena triumfowała również w grze podwójnej. Rywalizację mężczyzn wygrał francuski duet Pierre-Hugues Herbert-Nicolas Mahut. W mikście z kolei triumfowali Brytyjka Heather Watson oraz Fin Henri Kontinen.
- 11–16 lipca – 52. Mistrzostwa Europy w hokeju na rolkach w portugalskim Oliveira de Azeméis. Tytuł po raz dwudziesty pierwszy zdobyli gospodarze, którzy w finale pokonali Włochów 6:2. W rywalizacji o trzecie miejsce Hiszpanie wygrali 7:1 z reprezentacją Szwajcarii. Królem strzelców został Portugalczyk João Rodrigues.
- 11 lipca – w rosyjskim Jekaterynburgu zorganizowana została walka, której stawką był pas mistrza świata federacji WBO, WBA i IBF w wadzie półciężkiej. Rosjanin Siergiej Kowalow obronił tytuł przeciwko Nigeryjczykowi Isaacowi Chilembie(inne języki), pokonując go po jednogłośną decyzją sędziów.
- 16 lipca
  - w brytyjskim Cardiff odbyła się gala bokserska, na której doszło do dwóch walk o tytuły mistrzowskie. W pierwszej z nich reprezentant gospodarzy, Terry Flanagan(inne języki), obronił pas federacji WBO w wadze lekkiej przeciwko reprezentantowi RPA, Mzonke Fana, po pokonaniu go jednogłośną decyzją sędziów. W drugiej z kolei Kubańczyk Guillermo Rigondeaux walczył z innym z Brytyjczyków, Jamesowi Dickensowi(inne języki). Stawką był pas federacji WBA w wadze koguciej. Obrońca tytułu wygrał przez techniczny nokaut w drugiej rundzie.
  - w amerykańskim Birmingham, w stanie Alabama, zorganizowana została walka o pas mistrza świata federacji WBC w wadze ciężkiej. Reprezentant gospodarzy, Deontay Wilder, obronił go przeciwko rodakowi Chrisowi Arreoli, poprzez techniczny nokaut w ósmej rundzie.
- 14–17 lipca – 145. edycja wielkoszlemowego turnieju golfowego The Open Championship. Tytuł mistrzowski wywalczył Szwed Henrik Stenson(inne języki).
- 16 czerwca-17 lipca – 27. edycja Ligi Światowej w piłce siatkowej mężczyzn. W finale, który odbył się w Krakowie, reprezentanci Serbii pokonali Brazylijczyków 3:0, natomiast brąz wywalczyli obrońcy tytułu z Francji, którzy pokonali Włochów takim samym stosunkiem setów. MVP turnieju został Serb Marko Ivović, który wraz z Francuzem Antoninem Rouzierem zdobył także statuetkę w kategorii „najlepszy skrzydłowy”. Brazylijczyk Mauricio de Souza oraz kolejny z reprezentantów Serbii, Srećko Lisinac, zostali wybrani najlepszymi środkowymi. Kolejny z reprezentantów kraju kawy, Wallace de Souza, był najlepszym atakującym turnieju. Nagrody dla najlepszego rozgrywającego i libero trafiły w ręce Włocha Simone Giannelli oraz Francuza Jeniego Grebennikova.
- 20 lipca – Międzynarodowa Federacja Narciarska ogłosiła, że ze względu na pozytywny wynik testu dopingowego Martina Johnsruda Sundby’ego podczas dwóch kontroli, po zawodach w Davos i Toblach, w sezonie 2014/2015 biegów narciarskich, zostały anulowane jego wyniki w dwóch startach. W związku z tym stracił on również zdobyte punkty za miejsca w tych biegach, przez co w klasyfikacji generalnej Pucharu Świata spadł z pierwszego na szóste miejsce. Kryształowa kula za wygranie klasyfikacji generalnej i długodystansowej w tym wypadku trafiła więc do Szwajcara Dario Cologni, natomiast sprinterska do jego rodaka Finna Hågena Krogha. Ponadto stracił zwycięstwo w klasyfikacji generalnej Tour de Ski na rzecz kolejnego z Norwegów, Pettera Northuga.
- 23 lipca
  - odbyła się gala bokserska w Las Vegas, na której odbył się pojedynek o mistrzostwo świata. W pierwszym starciu Ukrainiec Wiktor Postol(inne języki), który bronił tytułu mistrza świata federacji WBC w wadze średniej, przegrał jednogłośną decyzją sędziów z posiadaczem pasa WBO, Terence’em Crawfordem.
  - w Berlinie zorganizowana została walka o tytuł mistrza świata federacji WBA w wadze superśredniej przeciwko Włochowi Giovanniemu De Carolisowi(inne języki) i reprezentantowi gospodarzy, Tyronowi Zeuge. Walka zakończyła się remisem, dzięki czemu De Carolis zachował pas.
- 2–24 lipca – 103. edycja kolarskiego wyścigu Tour de France. Po raz trzeci w karierze, w tym po raz drugi z rzędu, wielki tour padł łupem Brytyjczyka Christophera Froome’a. Klasyfikację punktową wygrał Słowak Peter Sagan, natomiast górską Polak Rafał Majka.
- 15–24 lipca – 15. Mistrzostwa Świata w softballu kobiet w Kanadzie. Tytuł mistrzowski wywalczyły Amerykanki, które zrewanżowały się za porażkę sprzed dwóch lat Japonkom 7:3. Brąz wywalczyła reprezentacja gospodyń, które wygrały z Holenderkami 9:2.
- 29 lipca – miała miejsce walka o mistrzowski pas federacji WBC w wadze junior ciężkiej w kanadyjskim Québecu. Reprezentant gospodarzy, Adonis Stevenson, obronił tytuł przeciwko Amerykaninowi Thomasowi Williamsowi Jr(inne języki). Pokonał go w czwartej rundzie przez nokaut.
- 30 lipca
  - 16. Drużynowy Puchar Świata na żużlu w Manchesterze. Po raz siódmy w historii najlepsza okazała się reprezentacja Polski, która wyprzedziła gospodarzy i Szwedów.

### Sierpień
- 2 sierpnia – podczas gali bokserskiej w tajskim Chonburi reprezentant gospodarzy Chayaphon Moonsri obronił pas mistrza świata federacji WBC w wadze słomkowej pokonując Meksykanina Saúla Juáreza(inne języki). Pojedynek zakończył się po regulaminowym czasie walki jednostronnym werdyktem sędziów.
- 5–21 sierpnia – XXXI Letnie Igrzyska Olimpijskie w Rio de Janeiro. Klasyfikację medalową wygrali reprezentanci USA przed Brytyjczykami i Chińczykami. Reprezentacja Polski wywalczyła jedenaście medali, w tym dwa złote – młociarka Anita Włodarczyk oraz wioślarska dwójka podwójna w składzie Magdalena Fularczyk-Kozłowska oraz Natalia Madaj. Włodarczyk pobiła rekord świata wynikiem 82,23 metry.
- 5 sierpnia – Koreańczyk Kim Woo-jin ustanowił nowy rekord świata w łucznictwie w konkurencji indywidualnej olimpijskiego finału, uzyskując rezultat 700 punktów.
- 6 sierpnia
  - Węgierka Katinka Hosszú podczas finału olimpijskiego rezultatem 4:26,36 pobiła rekord świata na dystansie 400 metrów stylem zmiennym.
  - Reprezentacja Australijek w składzie: Emma McKeon, Brittany Elmslie, Bronte Campbell i Cate Campbell, wynikiem 3:30,65 sekundy, poprawiły rekord świata w zmaganiach 4×100 metrów kraulem. Sukces odniosły w finale olimpijskim.
  - Brytyjczyk Adam Peaty rezultatem 57,55 ustanowił rekord świata w rywalizacji na 100 metrów żabką w trakcie eliminacji na Igrzyskach Olimpijskich.
- 7 sierpnia
  - Amerykanka Katie Ledecky pobiła rekord świata w finale olimpijskim kraulu na dystansie 400 metrów. Zegar zatrzymała na czasie 3:56,46.
  - Adam Peaty po raz drugi ustanowił rekord świata na 100 metrów żabką, tym razem w finale olimpijskim. Do ściany dopłynął z czasem 57,13.
  - Szwedka Sarah Sjöström pobiła rekord świata na dystansie 100 metrów stylem motylkowym, uzyskując w finale olimpijskim wynik 55,48.
  - Chińczyk Long Qingquan ustanowił nowy rekord świata w podnoszeniu ciężarów w kategorii do 56 kg, uzyskując w dwuboju olimpijskim 307 kilogramów.
- 9 sierpnia – Chinka Deng Wei w trakcie finału olimpijskiego w podnoszeniu ciężarów poprawiła dwa rekordy świata – w podrzucie (147 kg) oraz dwuboju (262 kg).
- 10 sierpnia – Reprezentant Chin Lü Xiaojun ustanowił nowy rekord świata w rwaniu (177 kg), natomiast Kazach Nijat Rahimov w podrzucie (214 kg), w kategorii do 77 kg.
- 11 sierpnia – Reprezentacja Wielkiej Brytanii kobiet w kolarstwie torowym poprawiła w eliminacjach rekord świata wynikiem 4:13,260.
- 12 sierpnia
  - Reprezentacja Wielkiej Brytanii mężczyzn w kolarstwie torowym dwukrotnie ustanawiała rekord świata, najpierw w pierwszej rundzie (3:50,570), a następnie w finale (3:50,265).
  - Etiopka Almaz Ayana podczas finału 10 000 metrów pobiła rekord świata wynikiem 29:17,45.
  - Amerykanka Katie Ledecky ustanowiła nowy rekord świata na dystansie 800 metrów stylem dowolnym rezultatem 8:04,79.
  - Irańczyk Kianoush Rostami poprawił rekord świata w dwuboju (396 kg) w kategorii do 85 kg.
- 14 sierpnia – Reprezentant RPA Wayde van Niekerk pobił rekord świata w biegu na 400 metrów, przebiegając ten dystans w czasie 43,03.
- 15 sierpnia – Polka Anita Włodarczyk ustanowiła nowy rekord świata w rzucie młotem, uzyskując 82,29 metrów.
- 16 sierpnia
  - Gruzin Lasza Talachadze pobił rekord świata w rwaniu (215 kg) i dwuboju (473 kg) w kategorii powyżej 105 kg.
  - Irańczyk Behdad Salimi poprawił rekord świata w rwaniu (216 kg) w kategorii powyżej 105 kg.
- 28 sierpnia
  - podczas memoriału Kamili Skolimowskiej w Warszawie Polka Anita Włodarczyk ustanowiła wynikiem 82,98 metrów rekord świata w rzucie młotem.
  - w trakcie mityngu Diamentowej Ligi w Paryżu reprezentantka Bahrajnu Ruth Jebet poprawiła rekord świata w biegu na 3000 metrów z przeszkodami, uzyskując rezultat 8:52,78.
- 31 sierpnia – odbyła się gala bokserska w Tokio, w trakcie której doszło do pojedynku o mistrzowski pas federacji WBA w wadze supermuszej. Obrońca tytułu, a zarazem reprezentant gospodarzy, Kohei Kono, przegrał z Panamczykiem Luisem Concepciónem po jednogłośnej decyzji sędziów.

### Wrzesień
- 4 września – Japończyk Naoya Inoue zmierzył się z Tajlandczykiem Karoonem Jarupianlerdem(inne języki) na gali bokserskiej w Zama. Stawką był mistrzowski pas federacji WBO w wadze junior koguciej. Obrońca tytułu wygrał walkę przez techniczny nokaut w dziesiątej rundzie.
- 9 września
  - zakończyła się siódma edycja prestiżowego cyklu lekkoatletycznego Diamentowa Liga. W biegu na 100 metrów klasyfikację wygrali Jamajczycy Asafa Powell i Elaine Thompson. Panamczyk Alonso Edward i Holenderka Dafne Schippers triumfowali na dystansie dwukrotnie dłuższym. Amerykanin LaShawn Merritt i Jamajka Stephenie Ann McPherson. Na dystansie 800 metrów najlepsi okazali się reprezentantka RPA Caster Semenya oraz Kenijczyk Ferguson Rotich. W biegu na 1500 metrów wygrali Brytyjka Laura Muir oraz Kenijczyk Asbel Kiprop. Etiopczycy Hagos Gebrhiwet oraz Almaz Ayana. Amerykanka Kendra Harrison oraz Hiszpan Orlando Ortega triumfowali na sprinterskich płotkach. Na pętli płotkarskiej z kolei rywalizację zdominowali reprezentanci USA – Cassandra Tate oraz Kerron Clement. W biegu na 3000 metrów przez płotki najlepsi okazali się reprezentantka Bahrajnu Ruth Jebet oraz Kenijczyk Conseslus Kipruto. W skoku w dal triumfowali Serbka Ivana Španović oraz Australijczyk Fabrice Lapierre. W trójskoku z kolei najlepsi okazali się Amerykanin Christian Taylor oraz Kolumbijka Caterine Ibargüen. W skoku wzwyż zwyciężyli reprezentant Stanów Zjednoczonych Erik Kynard oraz Hiszpanka Ruth Beitia. W skoku o tyczce wygrali Greczynka Katerina Stefanidi oraz Francuz Renaud Lavillenie. Pchnięcie kulą padło łupem Nowozelandczyków – Valerie Adams oraz Toma Walsha. W rzucie dyskiem najlepsi okazali się Chorwatka Sandra Perković oraz Polak Piotr Małachowski. W rzucie szczepem z kolei triumfowali Łotyszka Madara Palameika oraz Czech Jakub Vadlejch.
  - w amerykańskim Reading zorganizowana została gala bokserska, na której reprezentant gospodarzy Daniel Jacobs pokonał przez techniczny nokaut w siódmej rundzie rodaka Sergio Morę w walce o mistrzowski pas WBA wagi średniej.
- 10 września
  - miała miejsce walka o mistrzowski pas federacji WBC, IBF i IBO w wadze średniej pomiędzy Kazachem Giennadijem Gołowkinem a Brytyjczykiem Kellem Brookem. Obrońca pasów pokonał rywala przez techniczny nokaut w piątej rundzie.
  - w amerykańskim Inglewood doszło do pojedynku pomiędzy zawodnikami kategorii muszej – reprezentantem Nikaragui Románem Gonzálezem a Meksykaninem Carlosem Cuadrasem(inne języki). Stawką walki był pas mistrza świata organizacji WBC. Gonzalez pokonał rywala po jednogłośnej decyzji sędziów.
- 29 sierpnia-11 września – 136. edycja wielkoszlemowego turnieju tenisowego US Open. Wśród singlistów najlepsi okazali się Szwajcar Stan Wawrinka oraz Niemka Angelique Kerber, która dzięki temu została nową liderką światowego rankingu. W grze podwójnej triumfowali Brazylijczyk Bruno Soares i Brytyjczyk Jamie Murray oraz Amerykanka Bethanie Mattek-Sands i Czeszka Lucie Šafářová. W mikście zwyciężyli z kolei Niemka Laura Siegemund i Chorwat Mate Pavić.
- 11 września – 60. sezon Motocrossowych Mistrzostw Świata. W klasie MX1 triumfował po raz pierwszy w karierze Słoweniec Tim Gajser(inne języki) (Honda), natomiast w kategorii MX2 po raz trzeci Holender Jeffrey Herlings(inne języki) (KTM). Wśród kobiet najlepsza okazała się Francuzka Livia Lincelot (Kawasaki).
- 20 sierpnia-11 września – 71. edycja kolarskiego wyścigu Vuelta a España. Po raz pierwszy w karierze zmagania wygrał Kolumbijczyk Nairo Quintana. W klasyfikacji punktowej zwyciężył Fabio Felline, natomiast górskiej Hiszpan Omar Fraile. Rywalizację zespołową wygrali BMC Racing Team.
- 28 sierpnia-11 września – 27. Mistrzostwa Świata w kolarskich zjazdach i trialu we włoskim Val di Sole. Rywalizację w zjeździe wygrali Brytyjczycy Danny Hart i Rachel Atherton. Wśród mężczyzn w trialu, w kategorii do 20 i 26 średnicy kół, triumfowali odpowiednio Hiszpan Abel Mustieles(inne języki) oraz Brytyjczyk Jack Carthy(inne języki). U kobiet natomiast najlepsze okazały się Australijka Caroline Buchanan (w four-crossie) oraz Niemka Nina Reichenbach(inne języki). W drużynowym trialu wygrali Francuzi w składzie: Vincent Hermance(inne języki), Alex Rudeau(inne języki), Manon Basseville(inne języki), Louis Grillon i Nicolas Vallée(inne języki).
- 16 września – Shinsuke Yamanaka obronił pas federacji WBC w wadze koguciej przeciwko reprezentantowi Dominikany Anselmo Moreno. Japończyk wygrał w siódmej rundzie przez techniczny nokaut.
- 17 września
  - podczas gali bokserskiej w Gdańsku Krzysztof Głowacki nie obronił pasa mistrzowskiego WBO w wadze junior ciężkiej. Polak przegrał jednogłośną decyzją sędziów z Ołeksandrem Usykiem. Na tej samej gali Ewa Piątkowska została mistrzynią świata tej federacji w wadze superśredniej. Polka wygrała jednogłośnie na punkty.
  - Brytyjczyk Liam Smith(inne języki) przegrał przez nokaut w dziewiątej rundzie z Meksykaninem Saulem Canelo Álvarezem. Walka odbyła się na gali bokserskiej w amerykańskim Arlington a jest stawką był mistrzowski pas federacji WBO w wadze lekkośredniej.
  - zakończył się 16. Indywidualne Mistrzostwa Europy na żużlu. Tytuł mistrzowski wywalczył Duńczyk Nicki Pedersen. Polak Krzysztof Kasprzak zajął 3. miejsce.
- 14–18 września – 22. Mistrzostwa Europy w kolarstwie szosowym we francuskim Plumelec. Klasyfikację medalową wygrali gospodarze przed Holendrami i Niemcami. Polka Katarzyna Niewiadoma zdobyła dwa krążki w wyścigu ze startu wspólnego – srebro w elicie oraz złoto w kategorii do lat 23.
- 18 września
  - zakończył się 37. sezon Mistrzostw Świata Sidecar 2016(inne języki). Mistrzami serii zostali Belg Jan Hendrickx i Holender Ben van den Bogaart(inne języki).
  - zakończył się 21. sezon amerykańskiej serii wyścigów open-wheel, IndyCar Series. Po raz pierwszy w karierze mistrzem został Francuz Simon Pagenaud, natomiast triumfatorem klasyfikacji konstruktorów marka Chevrolet. Pagenaud wygrał także klasyfikację torów klasycznych. W rywalizacji na obiektach owalnych najlepszy był Amerykanin Josef Newgarden.
- 24 września – w Manchesterze zorganizowana została walka o mistrzowski pas WBA i WBC w wadze lekkiej, pomiędzy reprezentantem gospodarzy Anthonym Crollą(inne języki) a Wenezuelczykiem Jorge Linaresem. Linares pokonał przeciwnika jednogłośną decyzją sędziów, odbierając mu pasy.

### Październik
- 10 września-1 października – 8. Mistrzostwa Świata w futsalu w Kolumbii. Po raz pierwszy w historii tytuł wywalczyła reprezentacja Argentyny, która w finale pokonała Rosjan 5:4. Brąz trafił w ręce Irańczyków, którzy w rzutach karnych pokonali Portugalczyków 4:3. MVP turnieju został Argentyńczyk Fernando Wilhelm(inne języki), natomiast królem strzelców reprezentant tych ostatnich Ricardinho. Tytuł najlepszego bramkarza przypadł drugiemu z reprezentantów mistrzów globu, Nicolásowi Sarmiento(inne języki).
- 1 października – w niemieckim Neubrandenburgu reprezentant gospodarzy, Jürgen Brähmer, przegrał walkę o tytuł mistrza świata federacji WBA w wadze lekkopółciężkiej z Brytyjczykiem Nathanem Cleverlym. Walka zakończyła się po sześciu rundach po tym, jak sędzia uznał, że Brähmer nie jest już w stanie kontynuować walki.
- 2 października
  - zakończył się 3. sezonu serii wyścigów samochodowych sportowych – Blancpain GT Series. W klasyfikacji ogólnej triumfowali Niemiec Maximilian Buhk(inne języki) oraz Austriak Dominik Baumann(inne języki) wraz z niemieckim zespołem HTP Motorsport. W Pucharze Pro-Am najlepszy okazał się Polak Michał Broniszewski oraz szwajcarski Kessel Racing. W Pucharze Am zwyciężył z kolei Niemiec Claudio Sdanewitsch oraz włoska ekipa Kaspersky Motorsport wspierany przez AF Corse.
  - zakończył się 23. sezon Letniej Grand Prix w skokach narciarskich. Tytuły wywalczyli Polak Maciej Kot oraz reprezentacja Polski.
- 7 października – Brytyjczyk Ricky Burns obronił pas mistrzowski organizacji WBA w wadze superlekkiej przeciwko Białorusinowi Kiriiłowi Relikowi(inne języki). Sędziowie byli zgodni co do werdyktu. Gala odbyła się w szkockim Glasgow.
- 11–15 października – 3. Mistrzostwa Świata w koszykówce 3×3 kobiet i mężczyzn w chińskim Guangzhou. Wśród mężczyzn najlepsi okazali się Serbowie, którzy w finale pokonali 21:16 Amerykanów. Brąz wywalczyli Słoweńcy, którzy wygrali z Hiszpanami 17:16. U kobiet złote krążki założyły Czeszki, które w decydującym pojedynku okazały się lepsze od Ukrainek wynikiem 21:11. Brązowy medal trafił w ręce reprezentantek Stanów Zjednoczonych, który pokonały Hiszpanki 20:14.
- 15 października
  - Bokser wagi junior ciężkiej, Brytyjczyk Tony Bellew, obronił tytuł mistrza świata organizacji WBC, pokonując przez nokaut Amerykanina BJ Floresa(inne języki). Walka odbyła się w Liverpoolu.
- 9–16 października – 89. Mistrzostwa Świata w kolarstwie szosowym w katarskim Ab-Dausze. Wyścigi indywidualne wygrali Słowak Peter Sagan oraz Dunka Amalie Dideriksen. W wyścigu ze startu wspólnego najlepsi okazali się Niemiec Tony Martin oraz Amerykanka Amber Neben. W rywalizacji drużynowej triumfowali z kolei belgijski zespół Etixx-Quick-Step oraz holenderski Boels-Dolmans.
- 22 października – zakończył się 22. Indywidualnych Mistrzostw Świata na żużlu. Po raz czwarty w karierze tytuł wywalczył Amerykanin Greg Hancock. Trzecie miejsce zajął Polak Bartosz Zmarzlik.
- 18–23 października – 59. Mistrzostwa Europy w tenisie stołowym(inne języki) w Budapeszcie. Wśród singlistów triumfowali Francuz Emmanuel Lebesson(inne języki) oraz Turczynka Melek Hu(inne języki), natomiast w grze podwójnej męska para niemiecko-duńska w składzie Patrick Franziska-Jonathan Groth(inne języki) oraz w pełni niemiecka para kobieta w składzie Kristin Silbereisen(inne języki)-Sabine Winter(inne języki). W mikście najlepsi okazali się Portugalczyk João Monteiro oraz Rumunka Daniela Monteiro-Dodean. Polak Jakub Dyjas zdobył brązowy medal indywidualnie oraz srebrny w deblu, wraz z Danielem Górakiem.
- 18–23 października
  - 12. Klubowe Mistrzostwa Świata w piłce siatkowej mężczyzn w brazylijskim Betim. Tytuł przypadł rodzimej drużynie Sada Cruzeiro Vôlei, która pokonała rosyjski Zenit Kazań 3:0. Brąz wywalczyli siatkarze włoskiego Trentino Volley, który 3:2 wygrał z argentyńskim Personal Bolivar. MVP turnieju został Brazylijczyk William Arjona, natomiast jego rodacy – Evandro Guerra oraz Sérgio Nogueira – zostali wybrani odpowiednio najlepszym atakującym i libero. Argentyńczyk Pablo Crer oraz Rosjanin Artiom Wolwicz otrzymali statuetkę w kategorii „najlepszy środkowy”. Najbardziej wartościowymi przyjmującymi zostali Kubańczycy – Wilfredo León Venero oraz Joandry Leal Hidalgo. Włoch Simone Giannelli zdobył statuetkę dla najlepszego rozgrywającego.
  - 10. Klubowe Mistrzostwa Świata w piłce siatkowej kobiet na Filipinach. Mistrzostwo obroniły zawodniczki tureckiego klubu Eczacıbaşı Stambuł, które pokonały włoski Pomi Casalmaggiore 3:2. Brązowy medal przypadł w udziale innej tureckiej drużynie VakıfBank Stambuł, wygrawszy ze szwajcarskim Voléro Zurych 3:1. Najbardziej wartościową zawodniczką, a zarazem najlepszą atakującą, została Serbka Tijana Bošković. Chinka Zhu Ting oraz Rosjanka Tatjana Koszelewa otrzymały nagrodę w kategorii „najlepsze przyjmujące”. Serbka Milena Rašić oraz Amerykanka Foluke Akinradewo zostały wybrane najlepszymi środkowymi. Statuetka dla najlepszej libero trafiła do Fabi, natomiast dla najlepszej rozgrywającej do Amerykanki Carli Lloyd.
- 19–23 października – 7. Mistrzostwa Europy w kolarstwie torowym we francuskim Saint-Quentin-en-Yvelines(inne języki). Klasyfikację medalową wygrała reprezentacja Francji przed Rosjanami i Brytyjczykami.
- 23–30 października – 45. Turniej Mistrzyń w tenisie ziemnym w Singapurze. W finale singla Słowaczka Dominika Cibulková pokonała Niemkę Angelique Kerber 6:3, 6:4. W grze podwójnej triumfowały Rosjanki Jekatierina Makarowa oraz Jelena Wiesnina, które wygrały z Amerykanką Bethanie Mattek-Sands oraz Czeszką Lucie Šafářovą 7:6(7:5), 6:3. Obrończyni tytułu w grze pojedynczej, Polka Agnieszka Radwańska, dotarła do półfinału rozgrywek.
- 25–30 października – 5. Mistrzostwa Świata w fistballu kobiet w brazylijskiej Kurytybie.
- 30 października
  - zakończył się 29. sezon Mistrzostw Świata Superbike’ów. Tytuły mistrzowskie obronili Brytyjczyk Jonathan Rea oraz japoński zespół Kawasaki.
  - zakończył się 18. sezon Mistrzostw Świata Supersportów(inne języki). Mistrzostwo obronił Turek Kenan Sofuoğlu(inne języki), dla którego to piąty tytuł w karierze. Trofeum w klasyfikacji konstruktorów przypadł marce Kawasaki.

### Listopad
- 5 listopada
  - w niemieckim Poczdamie odbyła się gala bokserska, na której reprezentant gospodarzy, Tyron Zeuge, obronił pas mistrzowski federacji WBA w wadze super-półśredniej. Pokonał Włocha Giovanni De Carolis(inne języki) w ostatniej rundzie przez techniczny nokaut.
  - Amerykanin Jesse Magdaleno(inne języki) pokonał jednogłośnie na punkty Filipińczyka Nonito Donaire. Stawką był pas organizacji WBO w wadze superkoguciej. Pojedynek odbył się w Las Vegas.
  - w amerykańskiej miejscowości Paradise, w stanie Nevada, zorganizowane zostały trzy walki o tytuły mistrzowskie federacji WBO. W pierwszej z nich Filipińczyk Manny Pacquiao wrócił ze sportowej emerytury i odebrał tytuł mistrza świata organizacji WBO w wadze półśredniej Amerykaninowi Jessie Vargasowi. W drugiej Chińczyk Zou Shiming wygrał jednogłośną decyzją sędziów z Tajlandczykiem Prasitsakiem Phapromem w wadze muszej. W trzeciej z kolei Meksykanin Óscar Valdez okazał się lepszy od Japończyka Hiroshige Osawy(inne języki), pokonując go przez techniczny nokaut w siódmej rundzie.
- 12 listopada
  - Amerykanin Danny García pokonał Kolumbijczyka Samuela Vargasa(inne języki) przez techniczny nokaut w siódmej rundzie podczas gali w Filadelfii. Stawką były pasy mistrza świata organizacji WBA i WBC w wadze średniej.
  - podczas gali bokserskiej w Monte Carlo odbyły się dwie walki bokserskie o tytuły mistrza świata w kategorii WBA. W pierwszym przypadku Jamie McDonnell obronił tytuł w wadze koguciej. Brytyjczyk pokonał jednogłośną decyzją sędziów Wenezuelczyka Liborio Solísa. W drugim przypadku z kolei Portorykańczyk Jason Sosa(inne języki) w takim samym stylu okazał się lepszy od rodaka McDonnella, Stephena Smitha(inne języki), lecz w wadze piórkowej.
  - Meksykanin Jose Argumendo wygrał przez nokaut w trzeciej rundzie z Kolumbijczykiem Jose Antonio Jimenezem(inne języki) pojedynek o pas mistrza świata organizacji IBF w wadze muszej. Walka odbyła się w meksykańskiej miejscowości Ciudad Valles.
- 12–13 listopada – 54. finał tenisowego Pucharu Federacji, uznawanego za nieoficjalne mistrzostwa świata gry podwójnej kobiet. Rywalizację wygrały Czeszki, które pokonały w rozstrzygającym meczu Francuzki 3:2.
- 19 listopada
  - zakończył się 5. sezon WEC – Mistrzostw Świata Samochodów Długodystansowych. W klasie LMP1 tytuł mistrzowski wywalczyła niemiecka stajnia Porsche w składzie: Niemiec Marc Lieb, Szwajcar Neel Jani oraz Francuz Romain Dumas. W LMP1 zespół niezależnych triumfowali kierowcy szwajcarskiej ekipy Rebellion Racing: Austriak Dominik Kraihamer oraz Szwajcarzy Alexandre Imperatori oraz Mathéo Tuscher. W klasie LMP2 najlepsi okazali się zawodnicy Singatech Alpine: Amerykanin Gustavo Menezes, Francuz Nicolas Lapierre oraz Monakijczyk Stéphane Richelmi. W kategorii GT wygrali kierowcy Ferrari: Duńczycy Nicki Thiim oraz Marco Sørensen. W kategorii LMGTE w pokonanym polu rywali pozostawili z kolei Francuzi Emmanuel Collard oraz François Perrodo, a także Portugalczyk Rui Águas. Wśród zespołów triumfowała ich ekipa, AF Corse, natomiast w klasie LMGTE Pro Teams Aston Martin Team.
  - Amerykanin Andre Ward pokonał Siergieja Kowalowa jednogłośną decyzją sędziów. Stawką były pasy organizacji WBA, IBF oraz WBO w wadze półciężkiej. Gala odbyła się w amerykańskim Paradise, w stanie Nevada. Karierę po sezonie zakończył obrońca tytułu z LMP1, Australijczyk Mark Webber.
- 13–20 listopada – 47. edycja Turnieju Mistrzów w tenisie ziemnym w Londynie. W grze pojedynczej triumfował Szkot Andy Murray, który pokonał Serba Novaka Đokovića 6:3, 6:4. Murray zakończył także sezon na szczycie tabeli rankingu ATP. W deblu najlepsi okazali się Fin Henri Kontinen oraz Australijczyk John Peers, którzy wygrali z reprezentantem RPA Ravenem Klaasenem oraz Amerykaninem Rajeevem Ramem 2:6, 6:1, 10:8. Liderami rankingu na koniec sezonu zostali Francuzi Nicolas Mahut oraz Pierre-Hugues Herbert.
- 20 listopada – zakończył się 68. sezon cyklu serii NASCAR. W klasyfikacji generalnej Sprint Cup po raz siódmy w karierze triumfował Amerykanin Jimmie Johnson. W rywalizacji Xfinity Series najlepszy okazał się po raz pierwszy Meksykanin Daniel Suárez(inne języki). Z kolei w zmaganiach Camping World Grand Prix Series kolejny z reprezentantów USA, Johnny Sauter(inne języki). Rywalizację zespołową wygrali odpowiednio Hendrick Motorsports, Joe Gibbs Racing oraz GMS Racing. W klasyfikacji konstruktorów zmagania zdominowała Toyota.
- 14–24 listopada – 10. Mistrzostwa Europy w boksie amatorskim kobiet w Sofii. Klasyfikację medalową wygrały Rosjanki przed Bułgarkami i Turkami.
- 18–26 listopada – 42. Mistrzostwa Europy w curlingu w szkockim Renfrewshire. Tytuły mistrzowskie obronili Szwedzi oraz Rosjanki. W pierwszym przypadku w pokonanym polu zostali pozostawieni Norwegowie 6:5, natomiast w drugim Szwedki 6:4. Brąz wywalczyli Szwajcarzy, który pokonali Rosjan 8:6 oraz gospodynie, które pokonały Czeszki 6:2.
- 25 listopada – zakończył się 13. sezon WTCC – Mistrzostw Świata Samochodów Turystycznych. Po raz trzeci po tytuł sięgnęli Argentyńczyk José María López oraz zespół Citroëna. López postanowił zakończenie kariery w serii.
- 26 listopada
  - w walijskim Cardiff odbyła się gala bokserska, na której reprezentant gospodarzy Terry Flanagan(inne języki) walczył z Portorykańczykiem Orlando Cruzem(inne języki) o tytuł mistrza świata federacji WBO. Lepszy okazał się Brytyjczyk, który pokonał rywala w ósmej rundzie przez techniczny nokaut.
  - Ukrainiec Wasyl Łomaczenko podczas gali bokserskiej w Paradise, w stanie Nevada, techniczną decyzją sędziów pokonał Jamajczyka Nicholasa Waltersa w pojedynku o mistrz pas organizacji WBO w wadze junior lekkiej.
  - podczas gali w Buenos Aires zorganizowana została gala bokserska, na której reprezentant gospodarzy, Brian Castaño(inne języki), sięgnął po tytuł mistrza świata federacji WBA w wadze piórkowej. Argentyńczyk pokonał przez nokaut w szóstej rundzie Portorykańczyka Emmanuela De Jesusa.
- 25–27 listopada – 105. finał tenisowego Pucharu Davisa, uznawanych na nieoficjalne mistrzostwa świata gry deblowej mężczyzn. Po raz pierwszy w historii triumfowała reprezentacja Argentyny, która pokonała Chorwatów 3:2.
- 27 listopada
  - zakończył się 67. sezon Mistrzostw Świata Formuły 1. Po raz pierwszy w karierze tytuł mistrza świata wywalczył Nico Rosberg, natomiast trzeci triumf z rzędu zanotował jego zespół, Mercedes. Niemiec ogłosił zakończenie kariery po osiągniętym sukcesie. Karierę zakończyli także Brytyjczyk Jenson Button oraz Brazylijczyk Felipe Massa.
  - zakończył się 3. sezon Mistrzostw Świata w Rallycrossie. Pierwszy raz w karierze mistrzostwo wywalczył Szwed Mattias Ekström. Jego rodzimy zespół – EKS RXI – korzystający z modelu Audi, wygrał klasyfikację konstruktorów.
- 30 listopada – 52. Mistrzostwa Świata w szachach w Nowym Jorku. Po raz drugi tytuł obronił Norweg Magnus Carlsen, który pokonał Rosjanina Siergieja Kariakina 9:7 (po dogrywce).

### Grudzień
- 22 listopada-4 grudnia – 40. edycja snookerowego turnieju UK Championship. Po raz drugi w karierze tytuł mistrzowski wywalczył Anglik Mark Selby, który w finale pokonał swojego rodaka, Ronnie’ego O’Sullivana 10:7.
- 6–11 grudnia – 13. Mistrzostwa Świata w pływaniu na krótkim basenie w kanadyjskim Windsorze. W klasyfikacji medalowej triumfowali Amerykanie przed Węgrami i Rosjanami. Polacy zdobyli dwa krążki – Radosław Kawęcki wygrał 200 metrów stylem grzbietowym, natomiast Wojciech Wojdak był trzeci na 1500 metrów.
- 10–11 grudnia – Mistrzostwa Europy w Biegach Przełajowych 2016 we włoskim Chia(inne języki). Złote medale zdobyli reprezentanci Turcji – Aras Kaya oraz Yasemin Can. Polka Sofia Ennaoui wygrała w kategorii młodzieżowców.
- 4–18 grudnia – 12. Mistrzostwa Europy w piłce ręcznej kobiet w Szwecji.

## Zdarzenia astronomiczne

### Styczeń
Na początku miesiąca dzień trwał od 7:46 do 15:33, natomiast ostatniego dnia stycznia wydłużył się o ponad godzinę: Słońce wschodziło o 7:20 i zachodziło o 16:20. Również maksymalna wysokość nad horyzontem wzrsła z 14,7° do 20,3°. 2 stycznia Ziemia była najbliżej Słońca, o około 5 mln km bliżej niż w lipcu. Miłośnicy meteorów mieli okazję zapolować na Kwadrantydy. Radiant tego roju znajduje się na pograniczu Wolarza, Herkulesa i Smoka. Maksimum Kwadrantydów było przewidywane na 3 stycznia. Nazwa roju upamiętnia nieistniejący gwiazdozbiór Kwadrantu.
- 2 stycznia:
  - ostatnia kwadra Księżyca (6:30)
  - apogeum Księżyca, 404 283,5 km od Ziemi (12:53)
- 3 stycznia – koniunkcja Księżyca 1,4°S z Marsem (20:50)
- 7 stycznia:
  - koniunkcja Księżyca 3,1°N z Wenus (1:53)
  - koniunkcja Księżyca 3,3°N z Saturnem (6:26)
- 9 stycznia – bardzo bliska koniunkcja Wenus 5′N z Saturnem (5:10)
- 10 stycznia:
  - nów Księżyca (2:31)
  - koniunkcja Księżyca 2,1°N z Merkurym (18:39)
- 13 stycznia – koniunkcja Księżyca 2,2°N z Neptunem (14:16)
- 14 stycznia:
  - opozycja planetoidy (30) Urania, 1,288 au od Ziemi (2:38)
  - koniunkcja dolna Merkurego ze Słońcem (3,0°N) (12:30)
- 15 stycznia – perygeum Księżyca, 369 625,3 km od Ziemi (3:14)
- 16 stycznia – koniunkcja Księżyca 1,4°S z Uranem (8:14)
- 17 stycznia:
  - kometa C/2013US10 (Catalina) znalazła się w odległości 0,72 au (około 108 mln km) od Ziemi.
  - pierwsza kwadra Księżyca (0:26)
- 20 stycznia:
  - zakrycie 3,8m theta Tauri przez Księżyc (1:16 do 1:55)
  - Słońce wkracza do gwiazdozbioru Koziorożca (13:30)
  - Słońce wstępuje w znak Wodnika (λ=300°) (16:27)
- 24 stycznia – pełnia Księżyca (2:46)
- 28 stycznia – koniunkcja Księżyca 1,4°S z Jowiszem (1:10)
- 30 stycznia – apogeum Księżyca, 404 559,4 km od Ziemi (10:10)[96]

### Luty
źródło
Dzień na początku miesiąca trwał od 7:18 do 16:22, a pod koniec miesiąca jest dłuższy o prawie dwie godziny; od 6:24 do 17:14. Rosła też maksymalna dzienna wysokość Słońca – z 20,6° do 30,1°. Od 15 lutego do 10 marca promieniowały delta Leonidy. Maksimum roju 22–24 lutego. Rój nie jest zbyt obfity i przypada w trakcie pełni księżycowej.
- 1 lutego:
  - ostatnia kwadra Księżyca (4:28)
  - koniunkcja Księżyca 2,7°N z Marsem (11:28)
- 3 lutego – koniunkcja Księżyca z Saturnem (20:30)
- 6 lutego:
  - koniunkcja Księżyca 4,3°N z Wenus (7:28)
  - koniunkcja Księżyca 3,8°N z Merkurym (16:38)
- 8 lutego – nów Księżyca (15:39)
- 10 lutego – koniunkcja Księżyca 2,0°N z Neptunem (21:45)
- 11 lutego – perygeum Księżyca, 364 366,0 km od Ziemi (3:41)
- 12 lutego – koniunkcja Księżyca 1,7°S z Uranem (15:49)
- 15 lutego – pierwsza kwadra Księżyca (8:47)
- 17 lutego – Słońce wkracza do gwiazdozbioru Wodnika (0:02)
- 18 lutego – opozycja planetoidy (5) Astraea, 1,096 au od Ziemi (7:59)
- 19 lutego – Słonce wstępuje w znak Ryb (λ=330°) (6:34)
- 22 lutego – pełnia Księżyca (19:20)
- 24 lutego – koniunkcja Księżyca 1,6°S z Jowiszem 3:43
- 27 lutego – apogeum Księżyca, 405 390,0 km od Ziemi (4:28)
- 28 lutego – Neptun w koniunkcji ze Słońcem (16:46)
- 29 lutego – koniunkcja Księżyca 3,5°N z Marsem (20:54)

### Marzec
Na początku marca Słońce wzeszło o 6:22 i zachodziło o 17:16. W ostatni dzień miesiąca wschód miał miejsce o 6:13 a zachód o 19:09. Natomiast maksymalna wysokość Słońca nad horyzontem rosła z 30,4° do 42,2°. 23 marca przypada maksimum roju Wirginidów wybiegających z Panny.
- 2 marca:
  - ostatnia kwadra Księżyca (0:11)
  - koniunkcja Księżyca 3,6°N z Saturnem (8:18)
- 3 marca – maksymalna deklinacja Księżyca, δ = –−18°13′ (15:19)
- 6 marca – gwiazda zmienna Mira Ceti osiąga maksimum jasności[96]
- 7 marca – koniunkcja Księżyca 3,4°N z Wenus (9:45)
- 8 marca:
  - koniunkcja Księżyca 3,8°N z Merkurym (3:28)
  - opozycja Jowisza, 4,435 au od Ziemi (11:56)[96]
  - koniunkcja Księżyca 1,9°N z Neptunem (12:10)
- 9 marca:
  - nów Księżyca (2:55)
  - całkowite zaćmienie Słońca (Saros 130), Indonezja, Pacyfik śr. (2:57) (w Polsce niewidoczne). Po dotknięciu Ziemi we wschodniej części Oceanu Indyjskiego cień przeciął Sumatrę. Dalej pas całkowitego zaćmienia przesunął się przez wyspę Belitung i część wyspy Bangka i wszedł na południową część Borneo. Punkt największego zaćmienia, w którym faza całkowita trwała cztery minuty 10 sekund, wystąpił 560 kilometrów na wschód od Manili. Cień Księżyca wędrując dalej przez Ocean Spokojny opuścił Ziemię około 1400 kilometrów na północny wschód od Hawajów. Na samych Hawajach było widoczne dość głębokie częściowe zaćmienie Słońca[97].
  - Księżyc w węźle zstępującym, λ = 351°34′ (7:30)
- 10 marca – perygeum Księżyca, 359 515,7 km od Ziemi (8:04)
- 11 marca:
  - koniunkcja Księżyca 1,8°S z Uranem (2:42)
  - koniunkcja Merkurego 1,4′S z Neptunem (7:00)
- 12 marca – Słońce wkracza do gwiazdozbioru Ryb (1:35)
- 15 marca:
  - opozycja planetoidy (10) Hygiea (15:31)
  - pierwsza kwadra Księżyca (18:03)
- 16 marca – maksymalna deklinacja Księżyca, δ = +18°12′ (6:04)
- 17 marca – opozycja planetoidy (6) Hebe, 1,895 au od Ziemi (13:06)
- 20 marca:
  - początek astronomicznej wiosny (5:30) (Słońce wstępuje w znak Barana)[96]
  - bliska koniunkcja Wenus 29′S z Neptunem (18:44)
- 22 marca:
  - koniunkcja Księżyca 2,0°S z Jowiszem (3:26)
  - Księżyc w węźle wstępującym, λ = 171°37′ (14:00)
- 23 marca:
  - półcieniowe zaćmienie Księżyca (12:47) (w Polsce niewidoczne)
  - pełnia Księżyca (13:01)
- 24 marca – koniunkcja górna Merkurego ze Słońcem (1,3°S) (0:57)
- 25 marca:
  - Saturn rozpoczyna ruch wsteczny w długości eklipt. (9:35)
  - apogeum Księżyca, 406 131,9 km od Ziemi (15:17)
- 27 marca – zmiana czasu na letni z 2.00 na 3.00[96]
- 28 marca – koniunkcja Księżyca 4,1°N z Marsem (22:11)
- 29 marca – koniunkcja Księżyca 3,5°N z Saturnem (17:17)
- 31 marca:
  - maksymalna deklinacja Księżyca, δ = −18°14′ (0:14)
  - ostatnia kwadra Księżyca (17:17)
  - bliska koniunkcja Merkurego 34′N z Uranem (22:49)

### Kwiecień
Na początku kwietnia Słońce wschodzi o 6:10 i zachodzi o 19:11, pod koniec miesiąca dzień trwa od 5:07 do 20:01. Wysokość Słońca nad horyzontem rośnie z 42,6° do 52,7° pod koniec kwietnia. W okolicy 22 kwietnia ma miejsce maksimum Lirydów, wybiegających z konstelacji Lutni.
- 5 kwietnia:
  - koniunkcja Księżyca 1,8° z Neptunem (1:41)
  - Księżyc w węźle zstępującym, λ = 351°28′ (19:26)
- 6 kwietnia:
  - dzienne zakrycie Wenus przez Księżyc (9:41) odkrycie o (10:37),(elongacja 16 stopni)[96]
  - koniunkcja Księżyca 0,7°N z Wenus (10:00)
- 7 kwietnia:
  - nów Księżyca (13:24)
  - koniunkcja Księżyca 1,9°S z Uranem (16:55)
  - perygeum Księżyca, 357 168,9 km od Ziemi (19:36)
- 8 kwietnia – koniunkcja Księżyca 5,0°S z Merkurym (15:41)
- 9 kwietnia – Uran w koniunkcji ze Słońcem (23:26)
- 10 kwietnia:
  - zakrycie 3,8m theta1Tau przez Księżyc (22:05 do 22:56)
  - zakrycie 3,4m theta2Tau przez Księżyc (22:07 do 22:58)
- 12 kwietnia – maksymalna deklinacja Księżyca, δ = +18°17′ (14:14)
- 14 kwietnia – pierwsza kwadra Księżyca (5:59)
- 15 kwietnia – Mars rozpoczyna ruch wsteczny w długości ekliptycznej (14:05)
- 18 kwietnia:
  - koniunkcja Księżyca 2,1°S z Jowiszem (5:04)
  - Słońce wkracza do gwiazdozbioru Barana (13:39)
  - maksymalna elongacja Merkurego, 19,9° od Słońca (15:59)
  - Księżyc w węźle wstępującym, λ = 171°21′ (20:24)
- 19 kwietnia – Słońce wstępuje w znak Byka (λ=30°) (17:29)
- 21 kwietnia – apogeum Księżyca, 406 357,6 km od Ziemi (18:05)
- 22 kwietnia:
  - pełnia Księżyca (7:24)
  - bliska koniunkcja Wenus 48′S z Uranem (22:59)
- 25 kwietnia:
  - koniunkcja Księżyca 4°52′N z Marsem (7:45)
  - koniunkcja Księżyca 3°19′N z Saturnem (21:46)
- 27 kwietnia – maksymalna deklinacja Księżyca, δ = −18°23′ (6:48)
- 28 kwietnia – Merkury rozpoczyna ruch wsteczny w długości ekliptycznej (19:20)
- 30 kwietnia – ostatnia kwadra Księżyca (5:29)

### Maj
Na początku maja Słońce wschodzi o 5:05 i zachodzi o 20:02, pod koniec miesiąca odpowiednio o 4:22 i 20:46. Maksymalna wysokość naszej gwiazdy nad horyzontem zmienia się od 53° do 59,6°. Słońce jest wysoko również w nocy. Od 17 maja nawet w najniższym punkcie nie osiąga głębokości 18° pod horyzontem.
- 2 maja – koniunkcja Księżyca z Neptunem (12:22), (1°37′N)
- 3 maja – Księżyc w węźle zstępującym, λ = 350°32′ (3:26)
- 5 maja:
  - koniunkcja Księżyca z Uranem (6:16), (2°05′S)
  - maksimum roju meteorów Eta Akwarydy (ZHR=60) (~22:00)[96]
- 6 maja:
  - koniunkcja Księżyca 2,6°S z Wenus (7:12)
  - perygeum Księżyca (357 830,2 km od Ziemi), (6:13)
  - nów Księżyca (21:30)
- 7 maja – koniunkcja Księżyca 5,1°S z Merkurym (4:10)
- 8 maja:
  - zakrycie 3,4m Aldebarana przez Księżyc (~9:55)
  - maksimum aktywności Eta Lirydów
- 9 maja: przejście Merkurego przed tarczą Słońca, w Polsce widoczny częściowo[96]
  - 13:11 początek tranzytu
  - 16:55 faza maksymalna tranzytu
  - 20:40 koniec tranzytu Merkurego na tle Słońca
  - Jowisz powraca do ruchu prostego w długości ekl. (13:50)
  - koniunkcja dolna Merkurego ze Słońcem (0,1°S) (16:57)
  - maksymalna deklinacja Księżyca, δ = +18°27′
- 13 maja:
  - pierwsza kwadra Księżyca (19:02)
  - bliska koniunkcja Merkurego z Wenus (21:10), (0°23′S)
- 14 maja – Słońce wkracza do gwiazdozbioru Byka (2:05)
- 15 maja:
  - koniunkcja Księżyca z Jowiszem (10:01), (1°54′S)
  - Księżyc w węźle wstępującym, λ = 169°38′ (22:40)
- 19 maja:
  - apogeum Księżyca, 405 939,6 km od Ziemi (0:05)
  - aphelium Merkurego (18:29), (0,4667 au)
- 20 maja – Słońce wstępuje w znak Bliźniąt (λ=60°) (16:36)
- 21 maja – pełnia Księżyca (23:14)
- 22 maja:
  - koniunkcja Księżyca 5,9°N z Marsem (0:42)
  - Mars w opozycji do Słońca, 0,5095 au od Ziemi (13:16), (–2,1m)[96],
  - Merkury powraca do ruchu prostego w długości ekl. (14:52)
- 23 maja – koniunkcja Księżyca z Saturnem (0:20), (3°11′N)
- 24 maja – maksymalna deklinacja Księżyca, δ = −18°32′
- 29 maja:
  - koniunkcja Księżyca z Neptunem (20:10), (1°22′N)
  - ostatnia kwadra Księżyca (14:12)
- 30 maja:
  - opozycja planetoidy (7) Iris, 1,851 au od Ziemi (9:32)
  - Księżyc w węźle zstępującym, λ = 348°04′ (6:45)

### Czerwiec
Na początku miesiąca Słońce wschodzi o 4:21 i zachodzi o 20:48, a pod koniec czerwca obie te pory przesuwają się do 4:18 i 21:01. 21 czerwca Słońce wznosi się na maksymalną w roku wysokość wynoszącą 61,2°.
- 1 czerwca – koniunkcja Księżyca z Uranem (17:41), (2°19′S)
- 3 czerwca:
  - opozycja Saturna, 9,015 au od Ziemi (8:37), (0,0m)[96]
  - koniunkcja Księżyca z Merkurym (12:07), (0°44′S)
  - perygeum Księżyca, 361 145,5 km od Ziemi (12:55)
- 5 czerwca:
  - koniunkcja Księżyca z Wenus (4:08), (4°55′S)
  - nów Księżyca (5:00)
  - elongacja zachodnia Merkurego (10:45), 24°11′W od Słońca
- 6 czerwca:
  - maksymalna deklinacja Księżyca, δ = +18°35′ (11:09)
  - koniunkcja górna Wenus ze Słońcem (23:44), (0,9′S),
- 11 czerwca:
  - opozycja planetoidy (8) Flora, 1,405 au od Ziemi (19:21)
  - koniunkcja Księżyca z Jowiszem (20;29), (1°26′S)
- 12 czerwca:
  - Księżyc w węźle wstępującym, λ = 166°49′ (0:20)
  - pierwsza kwadra Księżyca (10:10)
- 13 czerwca – Neptun rozpoczyna ruch wsteczny w długości ekliptycznej (22:25)
- 15 czerwca – apogeum Księżyca (405 030,8 km od Ziemi), (14:01)
- 16 czerwca – zakrycie 4,2m kappa Vir przez Księżyc (0:41 do 1:52)
- 17 czerwca – koniunkcja Księżyca 6,9°N z Marsem (15:52)
- 19 czerwca – koniunkcja Księżyca z Saturnem (3:06), (3°13′N)
- 20 czerwca:
  - pełnia Księżyca (13:02)
  - maksymalna deklinacja Księżyca, δ = −18°37′ (10:54)
- 21 czerwca:
  - początek astronomicznego lata (0:34) (Słońce wstępuje w znak Raka)[96]
  - Słońce wkracza do gwiazdozbioru Bliźniąt (9:42)
- 26 czerwca:
  - zakrycie 3,7m lambda Aqr przez Księżyc (od 0:47 do 1:20)
  - zakrycie Neptuna przez Księżyc (1:12)
  - koniunkcja Księżyca z Neptunem (1:45), (1°08′N)
  - odkrycie Neptuna przez Księżyc (1:49)
- 27 czerwca:
  - maksimum aktywności Bootydów Czerwcowych (~5:00)
  - ostatnia kwadra Księżyca (20:19)
- 29 czerwca – koniunkcja Księżyca z Uranem (02:11), (2°35′S)
- 30 czerwca – Mars powraca do ruchu prostego w długości eklipt. (1:07)

### Lipiec
Na początku miesiąca Słońce wchodzi o 4:19 i zachodzi o 21:00. Pod koniec lipca dzień trwa od 4:56 do 20:28. Wysokość Słońca nad horyzontem maleje z 60,8° do 55,9°. 4 lipca nasza gwiazda jest o niemal 5 mln kilometrów dalej od Ziemi niż 2 stycznia.
- 1 lipca – perygeum Księżyca, 365 989,1 km od Ziemi (8:40)
- 2 lipca – peryhelium Merkurego (0,3075 au (18:07))
- 3 lipca – maksymalna deklinacja Księżyca, δ = +18°36′ (22:00)
- 4 lipca:
  - koniunkcja Księżyca 5,6°S z Merkurym (6:29)
  - Ziemia w aphelium (1,0168 au; 152,104 mln km od Słońca), (18:23)
- 5 lipca – koniunkcja Księżyca z Wenus (3:09), (5°05′)
- 7 lipca – koniunkcja górna Merkurego ze Słońcem (1,4°N)(3:01),
- 8 lipca – opozycja planety karłowatej (134340) Pluton, 32,11 au od Ziemi (0:26)
- 9 lipca:
  - Księżyc w węźle wstępującym, λ = 164°14′ (3:41)
  - bliska koniunkcja Księżyca z Jowiszem (0°49′S) (11:31)
- 11 lipca – peryhelium Wenus (3:49), (0,7185 au)
- 12 lipca – pierwsza kwadra Księżyca (2:52)
- 13 lipca – apogeum Księżyca 404 276,1 km od Ziemi (7:25)
- 15 lipca – koniunkcja Księżyca 7,6°N z Marsem (0:21)
- 16 lipca:
  - koniunkcja Księżyca z Saturnem (3°24′N) (7:44)
  - bliska koniunkcja Merkurego z Wenus,(0°31′N) (23:58)
- 18 lipca – maksymalna deklinacja Księżyca, δ = −18°34′ (5:39)
- 20 lipca:
  - pełnia Księżyca (0:57)
  - Słońce wkracza do gwiazdozbioru Raka (λ = 118,0°) (14:35)
- 22 lipca – Słońce wstępuje w znak Lwa (λ=120°) (10:30)
- 23 lipca:
  - koniunkcja Księżyca Neptunem (6:53), (1°01′N)
  - Księżyc w węźle zstępującym, λ = 343°20′ (9:49)
- 26 lipca – koniunkcja Księżyca z Uranem (8:18), (2°48′S)
- 27 lipca:
  - ostatnia kwadra Księżyca (1:00)
  - perygeum Księżyca, 369 668,4 km od Ziemi (13:39)
- 28 lipca – maksimum aktywności roju Piscis Austrinidów
- 29 lipca – Uran rozpoczyna ruch wsteczny w długości eklipt. (22:35)
- 30 lipca:
  - maksimum aktywności alfa-Kaprikornidów
  - maksimum aktywności delta-Akwarydów Południowych
- 31 lipca:
  - maksymalna deklinacja Księżyca, δ = +18°32′ (6:50)
  - opozycja planetoidy (20) Massalia, 1,691 au od Ziemi (12:52)

### Sierpień
Na początku miesiąca Słońce wschodzi o 4:48, by zajść o 20:26. Pod koniec sierpnia wschodzi o 5:46 a zachodzi o 19:25. Maksymalna wysokość Słońca nad horyzontem maleje z 55,6° do 46,2°. Jak każdego roku wydarzeniem miesiąca są Perseidy wybiegające z gwiazdozbioru Perseusza.
- 2 sierpnia – nów Księżyca (22:45)
- 4 sierpnia:
  - koniunkcja Księżyca z Wenus (6:12), (2°49′S)
  - koniunkcja Księżyca z Merkurym (23:44), (0°33′S)
- 5 sierpnia – Księżyc w węźle wstępującym (9:49) (λ = 162°53′)
- 6 sierpnia – bardzo bliska koniunkcja Księżyca z Jowiszem (5:20), (0°12′S)
- 10 sierpnia:
  - opozycja planetoidy (19) Fortuna (0:03) (1,276 au od Ziemi)
  - apogeum Księżyca, 404 260,5 km od Ziemi (2:07)
  - Słońce wkracza do gwiazdozbioru Lwa (13:36) (λ = 138,0°)
- 12 sierpnia:
  - koniunkcja Księżyca 8,0°N z Marsem (3:04)
  - koniunkcja Księżyca 3,6°N z Saturnem 3,6°N (14:50)
  - maksimum aktywności roju meteorów – Perseidy (ZHR = 100), (~16:15)[96]
- 13 sierpnia – Saturn powraca do ruchu wstecznego w dług. eklipt. (11:20)
- 14 sierpnia – maksymalna deklinacja Księżyca, δ = –18°29′
- 15 sierpnia – aphelium Merkurego (0,4667 au (17:44))
- 16 sierpnia – maksymalna elongacja Merkurego, 27,4°E od Słońca
- 18 sierpnia:
  - pełnia Księżyca (11:27)
  - półcieniowe zaćmienie Księżyca – niewidoczne w Polsce (11:43)
- 19 sierpnia:
  - koniunkcja Księżyca z Neptunem (1°02′N), (13:21)
  - Księżyc w węźle zstępującym, λ = 342°42′ (16:14)
- 20 sierpnia – opozycja planetoidy (2) Pallas, 2,400 au od Ziemi (12:36)
- 22 sierpnia:
  - perygeum Księżyca, 367 056,1 km od Ziemi (3:19)
  - koniunkcja Merkurego z Jowiszem (4°00′S), (11:03)
  - koniunkcja Księżyca z Uranem (2°53′S), (13:47)
  - Słońce wstępuje w znak Panny (λ = 150°) (18:36)
- 24 sierpnia – koniunkcja Marsa z Saturnem (4°21′S), (13:26)
- 25 sierpnia – ostatnia kwadra Księżyca (5:41)
- 27 sierpnia – maksymalna deklinacja Księżyca, δ = +18°37′ (13:19)
- 28 sierpnia – bardzo bliska koniunkcja Wenus z Jowiszem (0°04′N) (0:28)
- 30 sierpnia – Merkury rozpoczyna ruch wsteczny w długości eklipt. (14:30)
- 31 sierpnia – maksimum aktywności roju meteorów Aurygidów (~21:00)

### Wrzesień
Na początku miesiąca dzień trwa od 5:48 do 19:23; pod koniec września od 6:36 do 18:15. Maksymalna wysokość Słońca nad horyzontem maleje od 45,8° do 34,7°.
- 1 września – obrączkowe zaćmienie Słońca (Saros 135), Afryka śr., Ocean Indyjski – niewidoczne w Polsce. Największe zaćmienie, z fazą obrączkową trwającą trzy minuty 6 sekund, wystąpiło w południowej Tanzanii[97].
- 2 września:
  - opozycja Neptuna (28,95 au od Ziemi), (18:37), (+7,8m)
  - koniunkcja Księżyca 5,8°N z Merkurym (23:59)
- 3 września:
  - koniunkcja Księżyca z Jowiszem (0°21′), (0:12)
  - koniunkcja Księżyca z Wenus (1°04′), (13:29)
- 6 września – apogeum Księżyca, 405 061,3 km od Ziemi (20:46)
- 9 września:
  - koniunkcja Księżyca z Saturnem (3°46′), (0:06)
  - maksymalna aktywność roju meteorów eta-Perseidy (~6:00)
  - koniunkcja Księżyca 7,9°N z Marsem (17:10)
- 11 września maksymalna deklinacja Księżyca (δ = −18°27′) (0:03)
- 13 września – koniunkcja dolna Merkurego (3°22′), (6:46)
- 15 września:
  - zakrycie Neptuna (+7,8m) przez Księżyc (21:26)
  - koniunkcja Księżyca z Neptunem (1°07′), (21:45)
  - odkrycie Neptuna przez Księżyc (+99%), (22:12)
- 16 września:
  - Słońce wkracza do gwiazdozbioru Panny (λ = 173,8°) (14:41)
  - półcieniowe zaćmienie Księżyca (−0,058), (maksimum – 20:54)
  - pełnia Księżyca (21:05)
- 18 września:
  - perygeum Księżyca, 361 901,7 km od Ziemi (19:01)
  - koniunkcja Księżyca z Uranem (2,8°S), (20:31)
- 21 września – koniunkcja Księżyca z Aldebaranem (23:50)
- 22 września – początek astronomicznej jesieni (16:21) (Słońce wstępuje w znak Wagi)[96]
- 23 września – maksymalna deklinacja Księżyca (δ = +19°26′), (18:45)
- 26 września – koniunkcja Jowisza ze Słońcem (6,4538 au), (8:59)
- 28 września – peryhelium Merkurego (0,3075 au), (21:27)
- 29 września:
  - Księżyc w węźle wstępującym (λ = 162°29′), (0:06)
  - koniunkcja Księżyca z Merkurym (040′), (12:04)
- 30 września – bliska koniunkcja Księżyca z Jowiszem (0,85°N), (18:53)

### Październik
Na początku miesiąca Słońce wschodzi o 6:38 i zachodzi o 18:13. Pod koniec października dzień trwa od 6:30 do 16:08. Duże przesunięcie pory zachodu wynika ze zmiany czasu (30 października). Maksymalna wysokość Słońca nad horyzontem maleje od 34,3° do 23,9°.
- 3 października – koniunkcja Księżyca z Wenus (4°53′), (22:57)
- 4 października – apogeum Księżyca, 406 095,6 km od Ziemi (13:02)
- 6 października – koniunkcja Księżyca z Saturnem (3°47′), (10:43)
- 8 października:
  - maksymalna deklinacja Księżyca, δ = −18°33′ (8:04)
  - koniunkcja Księżyca 7,0°N z Marsem (13:17)
- 9 października – maksimum aktywności roju Drakonidów
- 10 października – maksimum aktywności roju meteorów Południowych Taurydów
- 11 października:
  - maksimum aktywności delta-Akwarydów
  - koniunkcja Merkurego z Jowiszem (0°48′), (11:45)
- 13 października – koniunkcja Księżyca z Neptunem (1°07′), (7:15)
- 15 października – opozycja Urana (+5,7m (12:43))
- 16 października – koniunkcja Księżyca z Uranem (2°43′), (5:10)
- 17 października – perygeum Księżyca, 357 860,4 km od Ziemi (1:37)
- 21 października:
  - maksymalna deklinacja Księżyca, δ = 18°37′ (1:37)
  - opozycja planety karłowatej (1) Ceres, 1,90au od Ziemi
- 22 października – maksimum aktywności roju meteorów Orionidów
- 23 października – Słońce wstępuje w znak Skorpiona (λ = 210°) (1:46)
- 24 października – opozycja planetoidy (18) Melpomene, 0,83 au od Ziemi (6:27)
- 27 października – koniunkcja górna Merkurego (0°30′N), (21:24)
- 28 października – koniunkcja Księżyca z Jowiszem (1°21′N), (12:42)
- 29 października – peryhelium Marsa (1,3812 au), (15:11)
- 30 października:
  - koniunkcja Wenus z Saturnem (3°00′S), (2:44)
  - zmiana czasu na zimowy z 3:00 na 2:00[96]
  - koniunkcja Księżyca 4,2°N z Merkurym (23:11)
- 31 października:
  - Słońce wkracza do gwiazdozbioru Wagi (λ = 217,8°)
  - aphelium Wenus (0,7282 au), (9:23)
  - apogeum Księżyca, 406 6684 km od Ziemi – największe w roku

### Listopad
Na początku miesiąca dzień trwa od 6:32 do 16:06, natomiast pod koniec miesiąca od 7:22 do 15:28. Maksymalna wysokość Słońca nad horyzontem maleje z 23,1° do zaledwie 16°. Listopad to miesiąc Leonidów.
- 2 listopada – (21:08) koniunkcja Księżyca z Saturnem (3°42′)
- 3 listopada – (6:31) koniunkcja Księżyca z Wenus (6°49′)
- 4 listopada – (14:05) maksymalna deklinacja Księżyca, δ = −18°44′
- 6 listopada – (10:56) koniunkcja Księżyca 5,3°N z Marsem
- 7 listopada – (20:51) pierwsza kwadra Księżyca
- 9 listopada:
- * (14:26) zakrycie Neptuna przez Księżyc, do 15:29
- * (15:13) bliska koniunkcja Księżyca z Neptunem 0°57′N
- (16:55) Księżyc w węźle zstępującym, λ = 340°00′
- 11 listopada – aphelium Merkurego (0,4667 au)
- 12 listopada:
  - – maksimum aktywności roju meteorów Północnych Taurydów
  - (13:44) koniunkcja Księżyca z Uranem (2°42′)
- 14 listopada:
  - (12:21) perygeum Księżyca, 356 514,9 km od Ziemi – największe w roku (12:23)
  - (14:52) pełnia Księżyca – (tzw. superpełnia). Księżyc znajdzie się w odległości zaledwie 356 509 km. To najmniejsza odległość pełni od początku stulecia (aż do 2034)
- 15 listopada – (17:20) koniunkcja Księżyca z Aldebaranem
- 17 listopada:
  - (10:28) maksymalna deklinacja Księżyca. δ = +18°49′
  - – maksimum aktywności roju Leonidów
- 19 listopada – (4:50) Neptun powraca do ruchu prostego w długości ekliptycznej
- 21 listopada:
  - (9:33) ostatnia kwadra Księżyca
  - (22:22) Słońce wstępuje w znak Strzelca (λ = 240°)
- 22 listopada – (3:49) Księżyc w węźle wstępującym, λ = 158°51′
- 23 listopada:
  - (4:39) Słonce wkracza do gwiazdozbioru Skorpiona; λ = 241,0°
  - (19:43) koniunkcja Merkurego z Saturnem 3°26′S
- 25 listopada – (4:20) koniunkcja Księżyca z Jowiszem 1°51′N
- 27 listopada – (21:08) apogeum Księżyca, 406 560,9 km od Ziemi
- 28 listopada – (21:27) maksymalna elongacja Merkurego, 17,9°W od Słońca
- 29 listopada:
  - (0:06) Księżyc w węźle wstępującym, λ = 162°29′
  - (12:04) bliska koniunkcja Księżyca 0,7°S z Merkurym
  - (16:57) Słońce wkracza do gwiazdozbioru Wężownika, λ = 247,6°
- 30 listopada:
  - (9:15) koniunkcja Księżyca z Saturnem 3°36′N
  - (18:53) bliska koniunkcja Księżyca 0,85°N z Jowiszem

### Grudzień
Grudzień to okres najkrótszych dni. Na początku miesiąca dzień trwa od 7:23 do 15:27. W sylwestra dzień rozpoczyna się o 7:46 i kończy o 15:33. Maksymalna wysokość Słońca nad horyzontem zmienia się od 15,9° do zaledwie 14,3° na początku zimy (21 grudnia). W Wigilię nisko nad południowym horyzontem po zachodzie Słońca rozbłyśnie jasna Wenus.
- 1 grudnia:
  - (5:07) koniunkcja Księżyca z Merkurym
  - (20:57) maksymalna deklinacja Księżyca, δ = −18°55′
- 3 grudnia – (11:15) koniunkcja Księżyca z Wenus 5°47N z Wenus
- 5 grudnia:
  - (1:41) koniunkcja Księżyca z Neptunem (1°48′)
  - (9:48) koniunkcja Księżyca z Marsem 2°53′N
- 6 grudnia:
  - (18:35) Księżyc w węźle zstępującym, λ = 336°53′
  - (22:34) koniunkcja Księżyca z Neptunem 0°40′N z Neptunem
  - (23:40) zakrycie Neptuna przez Księżyc, do 0:25
- 7 grudnia – (10:03) pierwsza kwadra Księżyca
- 9 grudnia – (22:24) koniunkcja Księżyca z Uranem 2°52′S
- 10 grudnia – (12:50) koniunkcja Saturna ze Słońcem (11,0308 au)
- 11 grudnia – (5:38) maksymalna elongacja Merkurego, 22,0°E od Słońca
- 12 grudnia – (23:09) zakrycie 3,7m γ Tauri (Hiady) przez Księżyc do 0:09
- 13 grudnia:
  - (0:29) perygeum Księżyca, 357 886,7 km od Ziemi
  - (6:20) koniunkcja Księżyca z Aldebaranem
- 14 grudnia:
  - – maksimum roju meteorów Geminidów (ZHR = 120)
  - (1:06) pełnia Księżyca
  - (22:38) maksymalna deklinacja Księżyca
- 17 grudnia – (23:54) Słońce wkracza do gwiazdozbioru Strzelca
- 19 grudnia:
  - (5:46) Księżyc w węźle wstępującym, λ = 155°42′
  - (11:25) Merkury rozpoczyna ruch wsteczny w długości ekliptycznej
- 21 grudnia:
  - (2:56) ostatnia kwadra Księżyca
  - (11:44) początek astronomicznej zimy (11:44) (Słońce wstępuje w znak Koziorożca)[96]
- 22 grudnia:
  - (~11:00) maksimum aktywności roju Ursydów
  - (19:29) koniunkcja Księżyca z Jowiszem 2°17′N
- 25 grudnia:
  - (4:33) maksymalna deklinacja Księżyca, δ = −18°58′
  - (6:55) apogeum Księżyca, 406 102,8 km od Ziemi
- 27 grudnia – (22:10) koniunkcja Księżyca z Saturnem 3°35′N
- 28 grudnia:
  - (9:17) opozycja planetoidy Kalliope, 1,68 au od Ziemi
  - (17:12) koniunkcja dolna Merkurego ze Słońcem 2°25′N
- 29 grudnia:
  - (5:45) koniunkcja Księżyca z Merkurym 1°46′N
  - (7:53) nów Księżyca
  - (9:55) Uran powraca do ruchu prostego w długości ekliptycznej

## Urodzili się
- 5 lutego – Jigme Namgyel Wangchuck, bhutański książę i następca tronu
- 2 marca – Oskar, książę Skanii, syn następczyni szwedzkiego tronu, księżniczki Wiktorii i księcia Daniela
- 19 kwietnia – Alexander, książę Södermanland, syn szwedzkiego księcia Karola Filipa i księżnej Zofii

## Nagrody Nobla
- z medycyny i fizjologii – Yoshinori Ōsumi
- z fizyki – David J. Thouless, Duncan Haldane, John M. Kosterlitz
- z chemii – Ben Feringa, Jean-Pierre Sauvage, Fraser Stoddart
- z literatury – Bob Dylan
- pokojowa – Juan Manuel Santos
- z ekonomii – Oliver Hart, Bengt Holmström

## Święta ruchome
- Tłusty czwartek: 4 lutego
- Ostatki: 9 lutego
- Popielec: 10 lutego
- Niedziela Palmowa: 20 marca
- Pamiątka śmierci Jezusa Chrystusa: 23 marca
- Wielki Czwartek: 24 marca
- Wielki Piątek: 25 marca
- Wielka Sobota: 26 marca
- Wielkanoc: 27 marca
- Poniedziałek Wielkanocny: 28 marca
- Wniebowstąpienie Pańskie: 8 maja
- Zesłanie Ducha Świętego: 15 maja
- Boże Ciało: 26 maja

## Filmy
- Batman v Superman: Świt sprawiedliwości